# Напіввідкриті дебюти
Напіввідкриті дебюти — виникають, якщо на перший хід білих 1. e2-e4 чорні відповідають будь-яким чином, крім 1…. e7-e5. Популярність напіввідкритих дебютів у сучасній шаховій практиці обумовлена більшою можливістю контргри для чорних, позиційно-маневреним лавіруванням у дебюті з перенесенням комбінаційної гри на стадію міттельшпілю. Напіввідкриті дебюти ведуть переважно до складної боротьби з мінімальними можливостями для швидкого спрощення. Боротьба за центр в напіввідкритих дебютах може набувати різних форм: у французькому захисті після 1.e2-e4 e7-e6 2.d2-d4 чорні 2-м ходом (2…. d7-d5) загрожують пішакові e4, а в разі його просування переходять до атаки пішака d4 шляхом c7-c5; у скандинавському захисті хід 1…. d7-d5 роблять одразу у відповідь на 1. e2-e4, у захисті Каро-Канн — після підготовчого 1…. c7-c6. Просування d7-d5 значно складніше здійснити в сициліанському захисті, але в цьому немає й необхідності, оскільки білі, розмінявши один з центральних пішаків (3…. c5-d4), не можуть добитися пішакової переваги в центрі. У захисті Алехіна (1. … Кg8-f6) білим вдається створити потужний пішаковий центр, але чорні мають можливість для його підриву —4…. d7-d6 з подальшим Kc6 і т. д.

## Основні дебюти
|   | a | b | c | d | e | f | g | h |   |
| 8 | a8 чорна тура · b8 чорний кінь · c8 чорний слон · d8 чорний ферзь · e8 чорний король · f8 чорний слон · g8 чорний кінь · h8 чорна тура · a7 чорний пішак · b7 чорний пішак · d7 чорний пішак · e7 чорний пішак · f7 чорний пішак · g7 чорний пішак · h7 чорний пішак · c5 чорний пішак · e4 білий пішак · a2 білий пішак · b2 білий пішак · c2 білий пішак · d2 білий пішак · f2 білий пішак · g2 білий пішак · h2 білий пішак · a1 біла тура · b1 білий кінь · c1 білий слон · d1 білий ферзь · e1 білий король · f1 білий слон · g1 білий кінь · h1 біла тура | a8 чорна тура · b8 чорний кінь · c8 чорний слон · d8 чорний ферзь · e8 чорний король · f8 чорний слон · g8 чорний кінь · h8 чорна тура · a7 чорний пішак · b7 чорний пішак · d7 чорний пішак · e7 чорний пішак · f7 чорний пішак · g7 чорний пішак · h7 чорний пішак · c5 чорний пішак · e4 білий пішак · a2 білий пішак · b2 білий пішак · c2 білий пішак · d2 білий пішак · f2 білий пішак · g2 білий пішак · h2 білий пішак · a1 біла тура · b1 білий кінь · c1 білий слон · d1 білий ферзь · e1 білий король · f1 білий слон · g1 білий кінь · h1 біла тура | a8 чорна тура · b8 чорний кінь · c8 чорний слон · d8 чорний ферзь · e8 чорний король · f8 чорний слон · g8 чорний кінь · h8 чорна тура · a7 чорний пішак · b7 чорний пішак · d7 чорний пішак · e7 чорний пішак · f7 чорний пішак · g7 чорний пішак · h7 чорний пішак · c5 чорний пішак · e4 білий пішак · a2 білий пішак · b2 білий пішак · c2 білий пішак · d2 білий пішак · f2 білий пішак · g2 білий пішак · h2 білий пішак · a1 біла тура · b1 білий кінь · c1 білий слон · d1 білий ферзь · e1 білий король · f1 білий слон · g1 білий кінь · h1 біла тура | a8 чорна тура · b8 чорний кінь · c8 чорний слон · d8 чорний ферзь · e8 чорний король · f8 чорний слон · g8 чорний кінь · h8 чорна тура · a7 чорний пішак · b7 чорний пішак · d7 чорний пішак · e7 чорний пішак · f7 чорний пішак · g7 чорний пішак · h7 чорний пішак · c5 чорний пішак · e4 білий пішак · a2 білий пішак · b2 білий пішак · c2 білий пішак · d2 білий пішак · f2 білий пішак · g2 білий пішак · h2 білий пішак · a1 біла тура · b1 білий кінь · c1 білий слон · d1 білий ферзь · e1 білий король · f1 білий слон · g1 білий кінь · h1 біла тура | a8 чорна тура · b8 чорний кінь · c8 чорний слон · d8 чорний ферзь · e8 чорний король · f8 чорний слон · g8 чорний кінь · h8 чорна тура · a7 чорний пішак · b7 чорний пішак · d7 чорний пішак · e7 чорний пішак · f7 чорний пішак · g7 чорний пішак · h7 чорний пішак · c5 чорний пішак · e4 білий пішак · a2 білий пішак · b2 білий пішак · c2 білий пішак · d2 білий пішак · f2 білий пішак · g2 білий пішак · h2 білий пішак · a1 біла тура · b1 білий кінь · c1 білий слон · d1 білий ферзь · e1 білий король · f1 білий слон · g1 білий кінь · h1 біла тура | a8 чорна тура · b8 чорний кінь · c8 чорний слон · d8 чорний ферзь · e8 чорний король · f8 чорний слон · g8 чорний кінь · h8 чорна тура · a7 чорний пішак · b7 чорний пішак · d7 чорний пішак · e7 чорний пішак · f7 чорний пішак · g7 чорний пішак · h7 чорний пішак · c5 чорний пішак · e4 білий пішак · a2 білий пішак · b2 білий пішак · c2 білий пішак · d2 білий пішак · f2 білий пішак · g2 білий пішак · h2 білий пішак · a1 біла тура · b1 білий кінь · c1 білий слон · d1 білий ферзь · e1 білий король · f1 білий слон · g1 білий кінь · h1 біла тура | a8 чорна тура · b8 чорний кінь · c8 чорний слон · d8 чорний ферзь · e8 чорний король · f8 чорний слон · g8 чорний кінь · h8 чорна тура · a7 чорний пішак · b7 чорний пішак · d7 чорний пішак · e7 чорний пішак · f7 чорний пішак · g7 чорний пішак · h7 чорний пішак · c5 чорний пішак · e4 білий пішак · a2 білий пішак · b2 білий пішак · c2 білий пішак · d2 білий пішак · f2 білий пішак · g2 білий пішак · h2 білий пішак · a1 біла тура · b1 білий кінь · c1 білий слон · d1 білий ферзь · e1 білий король · f1 білий слон · g1 білий кінь · h1 біла тура | a8 чорна тура · b8 чорний кінь · c8 чорний слон · d8 чорний ферзь · e8 чорний король · f8 чорний слон · g8 чорний кінь · h8 чорна тура · a7 чорний пішак · b7 чорний пішак · d7 чорний пішак · e7 чорний пішак · f7 чорний пішак · g7 чорний пішак · h7 чорний пішак · c5 чорний пішак · e4 білий пішак · a2 білий пішак · b2 білий пішак · c2 білий пішак · d2 білий пішак · f2 білий пішак · g2 білий пішак · h2 білий пішак · a1 біла тура · b1 білий кінь · c1 білий слон · d1 білий ферзь · e1 білий король · f1 білий слон · g1 білий кінь · h1 біла тура | 8 |
| 7 | a8 чорна тура · b8 чорний кінь · c8 чорний слон · d8 чорний ферзь · e8 чорний король · f8 чорний слон · g8 чорний кінь · h8 чорна тура · a7 чорний пішак · b7 чорний пішак · d7 чорний пішак · e7 чорний пішак · f7 чорний пішак · g7 чорний пішак · h7 чорний пішак · c5 чорний пішак · e4 білий пішак · a2 білий пішак · b2 білий пішак · c2 білий пішак · d2 білий пішак · f2 білий пішак · g2 білий пішак · h2 білий пішак · a1 біла тура · b1 білий кінь · c1 білий слон · d1 білий ферзь · e1 білий король · f1 білий слон · g1 білий кінь · h1 біла тура | a8 чорна тура · b8 чорний кінь · c8 чорний слон · d8 чорний ферзь · e8 чорний король · f8 чорний слон · g8 чорний кінь · h8 чорна тура · a7 чорний пішак · b7 чорний пішак · d7 чорний пішак · e7 чорний пішак · f7 чорний пішак · g7 чорний пішак · h7 чорний пішак · c5 чорний пішак · e4 білий пішак · a2 білий пішак · b2 білий пішак · c2 білий пішак · d2 білий пішак · f2 білий пішак · g2 білий пішак · h2 білий пішак · a1 біла тура · b1 білий кінь · c1 білий слон · d1 білий ферзь · e1 білий король · f1 білий слон · g1 білий кінь · h1 біла тура | a8 чорна тура · b8 чорний кінь · c8 чорний слон · d8 чорний ферзь · e8 чорний король · f8 чорний слон · g8 чорний кінь · h8 чорна тура · a7 чорний пішак · b7 чорний пішак · d7 чорний пішак · e7 чорний пішак · f7 чорний пішак · g7 чорний пішак · h7 чорний пішак · c5 чорний пішак · e4 білий пішак · a2 білий пішак · b2 білий пішак · c2 білий пішак · d2 білий пішак · f2 білий пішак · g2 білий пішак · h2 білий пішак · a1 біла тура · b1 білий кінь · c1 білий слон · d1 білий ферзь · e1 білий король · f1 білий слон · g1 білий кінь · h1 біла тура | a8 чорна тура · b8 чорний кінь · c8 чорний слон · d8 чорний ферзь · e8 чорний король · f8 чорний слон · g8 чорний кінь · h8 чорна тура · a7 чорний пішак · b7 чорний пішак · d7 чорний пішак · e7 чорний пішак · f7 чорний пішак · g7 чорний пішак · h7 чорний пішак · c5 чорний пішак · e4 білий пішак · a2 білий пішак · b2 білий пішак · c2 білий пішак · d2 білий пішак · f2 білий пішак · g2 білий пішак · h2 білий пішак · a1 біла тура · b1 білий кінь · c1 білий слон · d1 білий ферзь · e1 білий король · f1 білий слон · g1 білий кінь · h1 біла тура | a8 чорна тура · b8 чорний кінь · c8 чорний слон · d8 чорний ферзь · e8 чорний король · f8 чорний слон · g8 чорний кінь · h8 чорна тура · a7 чорний пішак · b7 чорний пішак · d7 чорний пішак · e7 чорний пішак · f7 чорний пішак · g7 чорний пішак · h7 чорний пішак · c5 чорний пішак · e4 білий пішак · a2 білий пішак · b2 білий пішак · c2 білий пішак · d2 білий пішак · f2 білий пішак · g2 білий пішак · h2 білий пішак · a1 біла тура · b1 білий кінь · c1 білий слон · d1 білий ферзь · e1 білий король · f1 білий слон · g1 білий кінь · h1 біла тура | a8 чорна тура · b8 чорний кінь · c8 чорний слон · d8 чорний ферзь · e8 чорний король · f8 чорний слон · g8 чорний кінь · h8 чорна тура · a7 чорний пішак · b7 чорний пішак · d7 чорний пішак · e7 чорний пішак · f7 чорний пішак · g7 чорний пішак · h7 чорний пішак · c5 чорний пішак · e4 білий пішак · a2 білий пішак · b2 білий пішак · c2 білий пішак · d2 білий пішак · f2 білий пішак · g2 білий пішак · h2 білий пішак · a1 біла тура · b1 білий кінь · c1 білий слон · d1 білий ферзь · e1 білий король · f1 білий слон · g1 білий кінь · h1 біла тура | a8 чорна тура · b8 чорний кінь · c8 чорний слон · d8 чорний ферзь · e8 чорний король · f8 чорний слон · g8 чорний кінь · h8 чорна тура · a7 чорний пішак · b7 чорний пішак · d7 чорний пішак · e7 чорний пішак · f7 чорний пішак · g7 чорний пішак · h7 чорний пішак · c5 чорний пішак · e4 білий пішак · a2 білий пішак · b2 білий пішак · c2 білий пішак · d2 білий пішак · f2 білий пішак · g2 білий пішак · h2 білий пішак · a1 біла тура · b1 білий кінь · c1 білий слон · d1 білий ферзь · e1 білий король · f1 білий слон · g1 білий кінь · h1 біла тура | a8 чорна тура · b8 чорний кінь · c8 чорний слон · d8 чорний ферзь · e8 чорний король · f8 чорний слон · g8 чорний кінь · h8 чорна тура · a7 чорний пішак · b7 чорний пішак · d7 чорний пішак · e7 чорний пішак · f7 чорний пішак · g7 чорний пішак · h7 чорний пішак · c5 чорний пішак · e4 білий пішак · a2 білий пішак · b2 білий пішак · c2 білий пішак · d2 білий пішак · f2 білий пішак · g2 білий пішак · h2 білий пішак · a1 біла тура · b1 білий кінь · c1 білий слон · d1 білий ферзь · e1 білий король · f1 білий слон · g1 білий кінь · h1 біла тура | 7 |
| 6 | a8 чорна тура · b8 чорний кінь · c8 чорний слон · d8 чорний ферзь · e8 чорний король · f8 чорний слон · g8 чорний кінь · h8 чорна тура · a7 чорний пішак · b7 чорний пішак · d7 чорний пішак · e7 чорний пішак · f7 чорний пішак · g7 чорний пішак · h7 чорний пішак · c5 чорний пішак · e4 білий пішак · a2 білий пішак · b2 білий пішак · c2 білий пішак · d2 білий пішак · f2 білий пішак · g2 білий пішак · h2 білий пішак · a1 біла тура · b1 білий кінь · c1 білий слон · d1 білий ферзь · e1 білий король · f1 білий слон · g1 білий кінь · h1 біла тура | a8 чорна тура · b8 чорний кінь · c8 чорний слон · d8 чорний ферзь · e8 чорний король · f8 чорний слон · g8 чорний кінь · h8 чорна тура · a7 чорний пішак · b7 чорний пішак · d7 чорний пішак · e7 чорний пішак · f7 чорний пішак · g7 чорний пішак · h7 чорний пішак · c5 чорний пішак · e4 білий пішак · a2 білий пішак · b2 білий пішак · c2 білий пішак · d2 білий пішак · f2 білий пішак · g2 білий пішак · h2 білий пішак · a1 біла тура · b1 білий кінь · c1 білий слон · d1 білий ферзь · e1 білий король · f1 білий слон · g1 білий кінь · h1 біла тура | a8 чорна тура · b8 чорний кінь · c8 чорний слон · d8 чорний ферзь · e8 чорний король · f8 чорний слон · g8 чорний кінь · h8 чорна тура · a7 чорний пішак · b7 чорний пішак · d7 чорний пішак · e7 чорний пішак · f7 чорний пішак · g7 чорний пішак · h7 чорний пішак · c5 чорний пішак · e4 білий пішак · a2 білий пішак · b2 білий пішак · c2 білий пішак · d2 білий пішак · f2 білий пішак · g2 білий пішак · h2 білий пішак · a1 біла тура · b1 білий кінь · c1 білий слон · d1 білий ферзь · e1 білий король · f1 білий слон · g1 білий кінь · h1 біла тура | a8 чорна тура · b8 чорний кінь · c8 чорний слон · d8 чорний ферзь · e8 чорний король · f8 чорний слон · g8 чорний кінь · h8 чорна тура · a7 чорний пішак · b7 чорний пішак · d7 чорний пішак · e7 чорний пішак · f7 чорний пішак · g7 чорний пішак · h7 чорний пішак · c5 чорний пішак · e4 білий пішак · a2 білий пішак · b2 білий пішак · c2 білий пішак · d2 білий пішак · f2 білий пішак · g2 білий пішак · h2 білий пішак · a1 біла тура · b1 білий кінь · c1 білий слон · d1 білий ферзь · e1 білий король · f1 білий слон · g1 білий кінь · h1 біла тура | a8 чорна тура · b8 чорний кінь · c8 чорний слон · d8 чорний ферзь · e8 чорний король · f8 чорний слон · g8 чорний кінь · h8 чорна тура · a7 чорний пішак · b7 чорний пішак · d7 чорний пішак · e7 чорний пішак · f7 чорний пішак · g7 чорний пішак · h7 чорний пішак · c5 чорний пішак · e4 білий пішак · a2 білий пішак · b2 білий пішак · c2 білий пішак · d2 білий пішак · f2 білий пішак · g2 білий пішак · h2 білий пішак · a1 біла тура · b1 білий кінь · c1 білий слон · d1 білий ферзь · e1 білий король · f1 білий слон · g1 білий кінь · h1 біла тура | a8 чорна тура · b8 чорний кінь · c8 чорний слон · d8 чорний ферзь · e8 чорний король · f8 чорний слон · g8 чорний кінь · h8 чорна тура · a7 чорний пішак · b7 чорний пішак · d7 чорний пішак · e7 чорний пішак · f7 чорний пішак · g7 чорний пішак · h7 чорний пішак · c5 чорний пішак · e4 білий пішак · a2 білий пішак · b2 білий пішак · c2 білий пішак · d2 білий пішак · f2 білий пішак · g2 білий пішак · h2 білий пішак · a1 біла тура · b1 білий кінь · c1 білий слон · d1 білий ферзь · e1 білий король · f1 білий слон · g1 білий кінь · h1 біла тура | a8 чорна тура · b8 чорний кінь · c8 чорний слон · d8 чорний ферзь · e8 чорний король · f8 чорний слон · g8 чорний кінь · h8 чорна тура · a7 чорний пішак · b7 чорний пішак · d7 чорний пішак · e7 чорний пішак · f7 чорний пішак · g7 чорний пішак · h7 чорний пішак · c5 чорний пішак · e4 білий пішак · a2 білий пішак · b2 білий пішак · c2 білий пішак · d2 білий пішак · f2 білий пішак · g2 білий пішак · h2 білий пішак · a1 біла тура · b1 білий кінь · c1 білий слон · d1 білий ферзь · e1 білий король · f1 білий слон · g1 білий кінь · h1 біла тура | a8 чорна тура · b8 чорний кінь · c8 чорний слон · d8 чорний ферзь · e8 чорний король · f8 чорний слон · g8 чорний кінь · h8 чорна тура · a7 чорний пішак · b7 чорний пішак · d7 чорний пішак · e7 чорний пішак · f7 чорний пішак · g7 чорний пішак · h7 чорний пішак · c5 чорний пішак · e4 білий пішак · a2 білий пішак · b2 білий пішак · c2 білий пішак · d2 білий пішак · f2 білий пішак · g2 білий пішак · h2 білий пішак · a1 біла тура · b1 білий кінь · c1 білий слон · d1 білий ферзь · e1 білий король · f1 білий слон · g1 білий кінь · h1 біла тура | 6 |
| 5 | a8 чорна тура · b8 чорний кінь · c8 чорний слон · d8 чорний ферзь · e8 чорний король · f8 чорний слон · g8 чорний кінь · h8 чорна тура · a7 чорний пішак · b7 чорний пішак · d7 чорний пішак · e7 чорний пішак · f7 чорний пішак · g7 чорний пішак · h7 чорний пішак · c5 чорний пішак · e4 білий пішак · a2 білий пішак · b2 білий пішак · c2 білий пішак · d2 білий пішак · f2 білий пішак · g2 білий пішак · h2 білий пішак · a1 біла тура · b1 білий кінь · c1 білий слон · d1 білий ферзь · e1 білий король · f1 білий слон · g1 білий кінь · h1 біла тура | a8 чорна тура · b8 чорний кінь · c8 чорний слон · d8 чорний ферзь · e8 чорний король · f8 чорний слон · g8 чорний кінь · h8 чорна тура · a7 чорний пішак · b7 чорний пішак · d7 чорний пішак · e7 чорний пішак · f7 чорний пішак · g7 чорний пішак · h7 чорний пішак · c5 чорний пішак · e4 білий пішак · a2 білий пішак · b2 білий пішак · c2 білий пішак · d2 білий пішак · f2 білий пішак · g2 білий пішак · h2 білий пішак · a1 біла тура · b1 білий кінь · c1 білий слон · d1 білий ферзь · e1 білий король · f1 білий слон · g1 білий кінь · h1 біла тура | a8 чорна тура · b8 чорний кінь · c8 чорний слон · d8 чорний ферзь · e8 чорний король · f8 чорний слон · g8 чорний кінь · h8 чорна тура · a7 чорний пішак · b7 чорний пішак · d7 чорний пішак · e7 чорний пішак · f7 чорний пішак · g7 чорний пішак · h7 чорний пішак · c5 чорний пішак · e4 білий пішак · a2 білий пішак · b2 білий пішак · c2 білий пішак · d2 білий пішак · f2 білий пішак · g2 білий пішак · h2 білий пішак · a1 біла тура · b1 білий кінь · c1 білий слон · d1 білий ферзь · e1 білий король · f1 білий слон · g1 білий кінь · h1 біла тура | a8 чорна тура · b8 чорний кінь · c8 чорний слон · d8 чорний ферзь · e8 чорний король · f8 чорний слон · g8 чорний кінь · h8 чорна тура · a7 чорний пішак · b7 чорний пішак · d7 чорний пішак · e7 чорний пішак · f7 чорний пішак · g7 чорний пішак · h7 чорний пішак · c5 чорний пішак · e4 білий пішак · a2 білий пішак · b2 білий пішак · c2 білий пішак · d2 білий пішак · f2 білий пішак · g2 білий пішак · h2 білий пішак · a1 біла тура · b1 білий кінь · c1 білий слон · d1 білий ферзь · e1 білий король · f1 білий слон · g1 білий кінь · h1 біла тура | a8 чорна тура · b8 чорний кінь · c8 чорний слон · d8 чорний ферзь · e8 чорний король · f8 чорний слон · g8 чорний кінь · h8 чорна тура · a7 чорний пішак · b7 чорний пішак · d7 чорний пішак · e7 чорний пішак · f7 чорний пішак · g7 чорний пішак · h7 чорний пішак · c5 чорний пішак · e4 білий пішак · a2 білий пішак · b2 білий пішак · c2 білий пішак · d2 білий пішак · f2 білий пішак · g2 білий пішак · h2 білий пішак · a1 біла тура · b1 білий кінь · c1 білий слон · d1 білий ферзь · e1 білий король · f1 білий слон · g1 білий кінь · h1 біла тура | a8 чорна тура · b8 чорний кінь · c8 чорний слон · d8 чорний ферзь · e8 чорний король · f8 чорний слон · g8 чорний кінь · h8 чорна тура · a7 чорний пішак · b7 чорний пішак · d7 чорний пішак · e7 чорний пішак · f7 чорний пішак · g7 чорний пішак · h7 чорний пішак · c5 чорний пішак · e4 білий пішак · a2 білий пішак · b2 білий пішак · c2 білий пішак · d2 білий пішак · f2 білий пішак · g2 білий пішак · h2 білий пішак · a1 біла тура · b1 білий кінь · c1 білий слон · d1 білий ферзь · e1 білий король · f1 білий слон · g1 білий кінь · h1 біла тура | a8 чорна тура · b8 чорний кінь · c8 чорний слон · d8 чорний ферзь · e8 чорний король · f8 чорний слон · g8 чорний кінь · h8 чорна тура · a7 чорний пішак · b7 чорний пішак · d7 чорний пішак · e7 чорний пішак · f7 чорний пішак · g7 чорний пішак · h7 чорний пішак · c5 чорний пішак · e4 білий пішак · a2 білий пішак · b2 білий пішак · c2 білий пішак · d2 білий пішак · f2 білий пішак · g2 білий пішак · h2 білий пішак · a1 біла тура · b1 білий кінь · c1 білий слон · d1 білий ферзь · e1 білий король · f1 білий слон · g1 білий кінь · h1 біла тура | a8 чорна тура · b8 чорний кінь · c8 чорний слон · d8 чорний ферзь · e8 чорний король · f8 чорний слон · g8 чорний кінь · h8 чорна тура · a7 чорний пішак · b7 чорний пішак · d7 чорний пішак · e7 чорний пішак · f7 чорний пішак · g7 чорний пішак · h7 чорний пішак · c5 чорний пішак · e4 білий пішак · a2 білий пішак · b2 білий пішак · c2 білий пішак · d2 білий пішак · f2 білий пішак · g2 білий пішак · h2 білий пішак · a1 біла тура · b1 білий кінь · c1 білий слон · d1 білий ферзь · e1 білий король · f1 білий слон · g1 білий кінь · h1 біла тура | 5 |
| 4 | a8 чорна тура · b8 чорний кінь · c8 чорний слон · d8 чорний ферзь · e8 чорний король · f8 чорний слон · g8 чорний кінь · h8 чорна тура · a7 чорний пішак · b7 чорний пішак · d7 чорний пішак · e7 чорний пішак · f7 чорний пішак · g7 чорний пішак · h7 чорний пішак · c5 чорний пішак · e4 білий пішак · a2 білий пішак · b2 білий пішак · c2 білий пішак · d2 білий пішак · f2 білий пішак · g2 білий пішак · h2 білий пішак · a1 біла тура · b1 білий кінь · c1 білий слон · d1 білий ферзь · e1 білий король · f1 білий слон · g1 білий кінь · h1 біла тура | a8 чорна тура · b8 чорний кінь · c8 чорний слон · d8 чорний ферзь · e8 чорний король · f8 чорний слон · g8 чорний кінь · h8 чорна тура · a7 чорний пішак · b7 чорний пішак · d7 чорний пішак · e7 чорний пішак · f7 чорний пішак · g7 чорний пішак · h7 чорний пішак · c5 чорний пішак · e4 білий пішак · a2 білий пішак · b2 білий пішак · c2 білий пішак · d2 білий пішак · f2 білий пішак · g2 білий пішак · h2 білий пішак · a1 біла тура · b1 білий кінь · c1 білий слон · d1 білий ферзь · e1 білий король · f1 білий слон · g1 білий кінь · h1 біла тура | a8 чорна тура · b8 чорний кінь · c8 чорний слон · d8 чорний ферзь · e8 чорний король · f8 чорний слон · g8 чорний кінь · h8 чорна тура · a7 чорний пішак · b7 чорний пішак · d7 чорний пішак · e7 чорний пішак · f7 чорний пішак · g7 чорний пішак · h7 чорний пішак · c5 чорний пішак · e4 білий пішак · a2 білий пішак · b2 білий пішак · c2 білий пішак · d2 білий пішак · f2 білий пішак · g2 білий пішак · h2 білий пішак · a1 біла тура · b1 білий кінь · c1 білий слон · d1 білий ферзь · e1 білий король · f1 білий слон · g1 білий кінь · h1 біла тура | a8 чорна тура · b8 чорний кінь · c8 чорний слон · d8 чорний ферзь · e8 чорний король · f8 чорний слон · g8 чорний кінь · h8 чорна тура · a7 чорний пішак · b7 чорний пішак · d7 чорний пішак · e7 чорний пішак · f7 чорний пішак · g7 чорний пішак · h7 чорний пішак · c5 чорний пішак · e4 білий пішак · a2 білий пішак · b2 білий пішак · c2 білий пішак · d2 білий пішак · f2 білий пішак · g2 білий пішак · h2 білий пішак · a1 біла тура · b1 білий кінь · c1 білий слон · d1 білий ферзь · e1 білий король · f1 білий слон · g1 білий кінь · h1 біла тура | a8 чорна тура · b8 чорний кінь · c8 чорний слон · d8 чорний ферзь · e8 чорний король · f8 чорний слон · g8 чорний кінь · h8 чорна тура · a7 чорний пішак · b7 чорний пішак · d7 чорний пішак · e7 чорний пішак · f7 чорний пішак · g7 чорний пішак · h7 чорний пішак · c5 чорний пішак · e4 білий пішак · a2 білий пішак · b2 білий пішак · c2 білий пішак · d2 білий пішак · f2 білий пішак · g2 білий пішак · h2 білий пішак · a1 біла тура · b1 білий кінь · c1 білий слон · d1 білий ферзь · e1 білий король · f1 білий слон · g1 білий кінь · h1 біла тура | a8 чорна тура · b8 чорний кінь · c8 чорний слон · d8 чорний ферзь · e8 чорний король · f8 чорний слон · g8 чорний кінь · h8 чорна тура · a7 чорний пішак · b7 чорний пішак · d7 чорний пішак · e7 чорний пішак · f7 чорний пішак · g7 чорний пішак · h7 чорний пішак · c5 чорний пішак · e4 білий пішак · a2 білий пішак · b2 білий пішак · c2 білий пішак · d2 білий пішак · f2 білий пішак · g2 білий пішак · h2 білий пішак · a1 біла тура · b1 білий кінь · c1 білий слон · d1 білий ферзь · e1 білий король · f1 білий слон · g1 білий кінь · h1 біла тура | a8 чорна тура · b8 чорний кінь · c8 чорний слон · d8 чорний ферзь · e8 чорний король · f8 чорний слон · g8 чорний кінь · h8 чорна тура · a7 чорний пішак · b7 чорний пішак · d7 чорний пішак · e7 чорний пішак · f7 чорний пішак · g7 чорний пішак · h7 чорний пішак · c5 чорний пішак · e4 білий пішак · a2 білий пішак · b2 білий пішак · c2 білий пішак · d2 білий пішак · f2 білий пішак · g2 білий пішак · h2 білий пішак · a1 біла тура · b1 білий кінь · c1 білий слон · d1 білий ферзь · e1 білий король · f1 білий слон · g1 білий кінь · h1 біла тура | a8 чорна тура · b8 чорний кінь · c8 чорний слон · d8 чорний ферзь · e8 чорний король · f8 чорний слон · g8 чорний кінь · h8 чорна тура · a7 чорний пішак · b7 чорний пішак · d7 чорний пішак · e7 чорний пішак · f7 чорний пішак · g7 чорний пішак · h7 чорний пішак · c5 чорний пішак · e4 білий пішак · a2 білий пішак · b2 білий пішак · c2 білий пішак · d2 білий пішак · f2 білий пішак · g2 білий пішак · h2 білий пішак · a1 біла тура · b1 білий кінь · c1 білий слон · d1 білий ферзь · e1 білий король · f1 білий слон · g1 білий кінь · h1 біла тура | 4 |
| 3 | a8 чорна тура · b8 чорний кінь · c8 чорний слон · d8 чорний ферзь · e8 чорний король · f8 чорний слон · g8 чорний кінь · h8 чорна тура · a7 чорний пішак · b7 чорний пішак · d7 чорний пішак · e7 чорний пішак · f7 чорний пішак · g7 чорний пішак · h7 чорний пішак · c5 чорний пішак · e4 білий пішак · a2 білий пішак · b2 білий пішак · c2 білий пішак · d2 білий пішак · f2 білий пішак · g2 білий пішак · h2 білий пішак · a1 біла тура · b1 білий кінь · c1 білий слон · d1 білий ферзь · e1 білий король · f1 білий слон · g1 білий кінь · h1 біла тура | a8 чорна тура · b8 чорний кінь · c8 чорний слон · d8 чорний ферзь · e8 чорний король · f8 чорний слон · g8 чорний кінь · h8 чорна тура · a7 чорний пішак · b7 чорний пішак · d7 чорний пішак · e7 чорний пішак · f7 чорний пішак · g7 чорний пішак · h7 чорний пішак · c5 чорний пішак · e4 білий пішак · a2 білий пішак · b2 білий пішак · c2 білий пішак · d2 білий пішак · f2 білий пішак · g2 білий пішак · h2 білий пішак · a1 біла тура · b1 білий кінь · c1 білий слон · d1 білий ферзь · e1 білий король · f1 білий слон · g1 білий кінь · h1 біла тура | a8 чорна тура · b8 чорний кінь · c8 чорний слон · d8 чорний ферзь · e8 чорний король · f8 чорний слон · g8 чорний кінь · h8 чорна тура · a7 чорний пішак · b7 чорний пішак · d7 чорний пішак · e7 чорний пішак · f7 чорний пішак · g7 чорний пішак · h7 чорний пішак · c5 чорний пішак · e4 білий пішак · a2 білий пішак · b2 білий пішак · c2 білий пішак · d2 білий пішак · f2 білий пішак · g2 білий пішак · h2 білий пішак · a1 біла тура · b1 білий кінь · c1 білий слон · d1 білий ферзь · e1 білий король · f1 білий слон · g1 білий кінь · h1 біла тура | a8 чорна тура · b8 чорний кінь · c8 чорний слон · d8 чорний ферзь · e8 чорний король · f8 чорний слон · g8 чорний кінь · h8 чорна тура · a7 чорний пішак · b7 чорний пішак · d7 чорний пішак · e7 чорний пішак · f7 чорний пішак · g7 чорний пішак · h7 чорний пішак · c5 чорний пішак · e4 білий пішак · a2 білий пішак · b2 білий пішак · c2 білий пішак · d2 білий пішак · f2 білий пішак · g2 білий пішак · h2 білий пішак · a1 біла тура · b1 білий кінь · c1 білий слон · d1 білий ферзь · e1 білий король · f1 білий слон · g1 білий кінь · h1 біла тура | a8 чорна тура · b8 чорний кінь · c8 чорний слон · d8 чорний ферзь · e8 чорний король · f8 чорний слон · g8 чорний кінь · h8 чорна тура · a7 чорний пішак · b7 чорний пішак · d7 чорний пішак · e7 чорний пішак · f7 чорний пішак · g7 чорний пішак · h7 чорний пішак · c5 чорний пішак · e4 білий пішак · a2 білий пішак · b2 білий пішак · c2 білий пішак · d2 білий пішак · f2 білий пішак · g2 білий пішак · h2 білий пішак · a1 біла тура · b1 білий кінь · c1 білий слон · d1 білий ферзь · e1 білий король · f1 білий слон · g1 білий кінь · h1 біла тура | a8 чорна тура · b8 чорний кінь · c8 чорний слон · d8 чорний ферзь · e8 чорний король · f8 чорний слон · g8 чорний кінь · h8 чорна тура · a7 чорний пішак · b7 чорний пішак · d7 чорний пішак · e7 чорний пішак · f7 чорний пішак · g7 чорний пішак · h7 чорний пішак · c5 чорний пішак · e4 білий пішак · a2 білий пішак · b2 білий пішак · c2 білий пішак · d2 білий пішак · f2 білий пішак · g2 білий пішак · h2 білий пішак · a1 біла тура · b1 білий кінь · c1 білий слон · d1 білий ферзь · e1 білий король · f1 білий слон · g1 білий кінь · h1 біла тура | a8 чорна тура · b8 чорний кінь · c8 чорний слон · d8 чорний ферзь · e8 чорний король · f8 чорний слон · g8 чорний кінь · h8 чорна тура · a7 чорний пішак · b7 чорний пішак · d7 чорний пішак · e7 чорний пішак · f7 чорний пішак · g7 чорний пішак · h7 чорний пішак · c5 чорний пішак · e4 білий пішак · a2 білий пішак · b2 білий пішак · c2 білий пішак · d2 білий пішак · f2 білий пішак · g2 білий пішак · h2 білий пішак · a1 біла тура · b1 білий кінь · c1 білий слон · d1 білий ферзь · e1 білий король · f1 білий слон · g1 білий кінь · h1 біла тура | a8 чорна тура · b8 чорний кінь · c8 чорний слон · d8 чорний ферзь · e8 чорний король · f8 чорний слон · g8 чорний кінь · h8 чорна тура · a7 чорний пішак · b7 чорний пішак · d7 чорний пішак · e7 чорний пішак · f7 чорний пішак · g7 чорний пішак · h7 чорний пішак · c5 чорний пішак · e4 білий пішак · a2 білий пішак · b2 білий пішак · c2 білий пішак · d2 білий пішак · f2 білий пішак · g2 білий пішак · h2 білий пішак · a1 біла тура · b1 білий кінь · c1 білий слон · d1 білий ферзь · e1 білий король · f1 білий слон · g1 білий кінь · h1 біла тура | 3 |
| 2 | a8 чорна тура · b8 чорний кінь · c8 чорний слон · d8 чорний ферзь · e8 чорний король · f8 чорний слон · g8 чорний кінь · h8 чорна тура · a7 чорний пішак · b7 чорний пішак · d7 чорний пішак · e7 чорний пішак · f7 чорний пішак · g7 чорний пішак · h7 чорний пішак · c5 чорний пішак · e4 білий пішак · a2 білий пішак · b2 білий пішак · c2 білий пішак · d2 білий пішак · f2 білий пішак · g2 білий пішак · h2 білий пішак · a1 біла тура · b1 білий кінь · c1 білий слон · d1 білий ферзь · e1 білий король · f1 білий слон · g1 білий кінь · h1 біла тура | a8 чорна тура · b8 чорний кінь · c8 чорний слон · d8 чорний ферзь · e8 чорний король · f8 чорний слон · g8 чорний кінь · h8 чорна тура · a7 чорний пішак · b7 чорний пішак · d7 чорний пішак · e7 чорний пішак · f7 чорний пішак · g7 чорний пішак · h7 чорний пішак · c5 чорний пішак · e4 білий пішак · a2 білий пішак · b2 білий пішак · c2 білий пішак · d2 білий пішак · f2 білий пішак · g2 білий пішак · h2 білий пішак · a1 біла тура · b1 білий кінь · c1 білий слон · d1 білий ферзь · e1 білий король · f1 білий слон · g1 білий кінь · h1 біла тура | a8 чорна тура · b8 чорний кінь · c8 чорний слон · d8 чорний ферзь · e8 чорний король · f8 чорний слон · g8 чорний кінь · h8 чорна тура · a7 чорний пішак · b7 чорний пішак · d7 чорний пішак · e7 чорний пішак · f7 чорний пішак · g7 чорний пішак · h7 чорний пішак · c5 чорний пішак · e4 білий пішак · a2 білий пішак · b2 білий пішак · c2 білий пішак · d2 білий пішак · f2 білий пішак · g2 білий пішак · h2 білий пішак · a1 біла тура · b1 білий кінь · c1 білий слон · d1 білий ферзь · e1 білий король · f1 білий слон · g1 білий кінь · h1 біла тура | a8 чорна тура · b8 чорний кінь · c8 чорний слон · d8 чорний ферзь · e8 чорний король · f8 чорний слон · g8 чорний кінь · h8 чорна тура · a7 чорний пішак · b7 чорний пішак · d7 чорний пішак · e7 чорний пішак · f7 чорний пішак · g7 чорний пішак · h7 чорний пішак · c5 чорний пішак · e4 білий пішак · a2 білий пішак · b2 білий пішак · c2 білий пішак · d2 білий пішак · f2 білий пішак · g2 білий пішак · h2 білий пішак · a1 біла тура · b1 білий кінь · c1 білий слон · d1 білий ферзь · e1 білий король · f1 білий слон · g1 білий кінь · h1 біла тура | a8 чорна тура · b8 чорний кінь · c8 чорний слон · d8 чорний ферзь · e8 чорний король · f8 чорний слон · g8 чорний кінь · h8 чорна тура · a7 чорний пішак · b7 чорний пішак · d7 чорний пішак · e7 чорний пішак · f7 чорний пішак · g7 чорний пішак · h7 чорний пішак · c5 чорний пішак · e4 білий пішак · a2 білий пішак · b2 білий пішак · c2 білий пішак · d2 білий пішак · f2 білий пішак · g2 білий пішак · h2 білий пішак · a1 біла тура · b1 білий кінь · c1 білий слон · d1 білий ферзь · e1 білий король · f1 білий слон · g1 білий кінь · h1 біла тура | a8 чорна тура · b8 чорний кінь · c8 чорний слон · d8 чорний ферзь · e8 чорний король · f8 чорний слон · g8 чорний кінь · h8 чорна тура · a7 чорний пішак · b7 чорний пішак · d7 чорний пішак · e7 чорний пішак · f7 чорний пішак · g7 чорний пішак · h7 чорний пішак · c5 чорний пішак · e4 білий пішак · a2 білий пішак · b2 білий пішак · c2 білий пішак · d2 білий пішак · f2 білий пішак · g2 білий пішак · h2 білий пішак · a1 біла тура · b1 білий кінь · c1 білий слон · d1 білий ферзь · e1 білий король · f1 білий слон · g1 білий кінь · h1 біла тура | a8 чорна тура · b8 чорний кінь · c8 чорний слон · d8 чорний ферзь · e8 чорний король · f8 чорний слон · g8 чорний кінь · h8 чорна тура · a7 чорний пішак · b7 чорний пішак · d7 чорний пішак · e7 чорний пішак · f7 чорний пішак · g7 чорний пішак · h7 чорний пішак · c5 чорний пішак · e4 білий пішак · a2 білий пішак · b2 білий пішак · c2 білий пішак · d2 білий пішак · f2 білий пішак · g2 білий пішак · h2 білий пішак · a1 біла тура · b1 білий кінь · c1 білий слон · d1 білий ферзь · e1 білий король · f1 білий слон · g1 білий кінь · h1 біла тура | a8 чорна тура · b8 чорний кінь · c8 чорний слон · d8 чорний ферзь · e8 чорний король · f8 чорний слон · g8 чорний кінь · h8 чорна тура · a7 чорний пішак · b7 чорний пішак · d7 чорний пішак · e7 чорний пішак · f7 чорний пішак · g7 чорний пішак · h7 чорний пішак · c5 чорний пішак · e4 білий пішак · a2 білий пішак · b2 білий пішак · c2 білий пішак · d2 білий пішак · f2 білий пішак · g2 білий пішак · h2 білий пішак · a1 біла тура · b1 білий кінь · c1 білий слон · d1 білий ферзь · e1 білий король · f1 білий слон · g1 білий кінь · h1 біла тура | 2 |
| 1 | a8 чорна тура · b8 чорний кінь · c8 чорний слон · d8 чорний ферзь · e8 чорний король · f8 чорний слон · g8 чорний кінь · h8 чорна тура · a7 чорний пішак · b7 чорний пішак · d7 чорний пішак · e7 чорний пішак · f7 чорний пішак · g7 чорний пішак · h7 чорний пішак · c5 чорний пішак · e4 білий пішак · a2 білий пішак · b2 білий пішак · c2 білий пішак · d2 білий пішак · f2 білий пішак · g2 білий пішак · h2 білий пішак · a1 біла тура · b1 білий кінь · c1 білий слон · d1 білий ферзь · e1 білий король · f1 білий слон · g1 білий кінь · h1 біла тура | a8 чорна тура · b8 чорний кінь · c8 чорний слон · d8 чорний ферзь · e8 чорний король · f8 чорний слон · g8 чорний кінь · h8 чорна тура · a7 чорний пішак · b7 чорний пішак · d7 чорний пішак · e7 чорний пішак · f7 чорний пішак · g7 чорний пішак · h7 чорний пішак · c5 чорний пішак · e4 білий пішак · a2 білий пішак · b2 білий пішак · c2 білий пішак · d2 білий пішак · f2 білий пішак · g2 білий пішак · h2 білий пішак · a1 біла тура · b1 білий кінь · c1 білий слон · d1 білий ферзь · e1 білий король · f1 білий слон · g1 білий кінь · h1 біла тура | a8 чорна тура · b8 чорний кінь · c8 чорний слон · d8 чорний ферзь · e8 чорний король · f8 чорний слон · g8 чорний кінь · h8 чорна тура · a7 чорний пішак · b7 чорний пішак · d7 чорний пішак · e7 чорний пішак · f7 чорний пішак · g7 чорний пішак · h7 чорний пішак · c5 чорний пішак · e4 білий пішак · a2 білий пішак · b2 білий пішак · c2 білий пішак · d2 білий пішак · f2 білий пішак · g2 білий пішак · h2 білий пішак · a1 біла тура · b1 білий кінь · c1 білий слон · d1 білий ферзь · e1 білий король · f1 білий слон · g1 білий кінь · h1 біла тура | a8 чорна тура · b8 чорний кінь · c8 чорний слон · d8 чорний ферзь · e8 чорний король · f8 чорний слон · g8 чорний кінь · h8 чорна тура · a7 чорний пішак · b7 чорний пішак · d7 чорний пішак · e7 чорний пішак · f7 чорний пішак · g7 чорний пішак · h7 чорний пішак · c5 чорний пішак · e4 білий пішак · a2 білий пішак · b2 білий пішак · c2 білий пішак · d2 білий пішак · f2 білий пішак · g2 білий пішак · h2 білий пішак · a1 біла тура · b1 білий кінь · c1 білий слон · d1 білий ферзь · e1 білий король · f1 білий слон · g1 білий кінь · h1 біла тура | a8 чорна тура · b8 чорний кінь · c8 чорний слон · d8 чорний ферзь · e8 чорний король · f8 чорний слон · g8 чорний кінь · h8 чорна тура · a7 чорний пішак · b7 чорний пішак · d7 чорний пішак · e7 чорний пішак · f7 чорний пішак · g7 чорний пішак · h7 чорний пішак · c5 чорний пішак · e4 білий пішак · a2 білий пішак · b2 білий пішак · c2 білий пішак · d2 білий пішак · f2 білий пішак · g2 білий пішак · h2 білий пішак · a1 біла тура · b1 білий кінь · c1 білий слон · d1 білий ферзь · e1 білий король · f1 білий слон · g1 білий кінь · h1 біла тура | a8 чорна тура · b8 чорний кінь · c8 чорний слон · d8 чорний ферзь · e8 чорний король · f8 чорний слон · g8 чорний кінь · h8 чорна тура · a7 чорний пішак · b7 чорний пішак · d7 чорний пішак · e7 чорний пішак · f7 чорний пішак · g7 чорний пішак · h7 чорний пішак · c5 чорний пішак · e4 білий пішак · a2 білий пішак · b2 білий пішак · c2 білий пішак · d2 білий пішак · f2 білий пішак · g2 білий пішак · h2 білий пішак · a1 біла тура · b1 білий кінь · c1 білий слон · d1 білий ферзь · e1 білий король · f1 білий слон · g1 білий кінь · h1 біла тура | a8 чорна тура · b8 чорний кінь · c8 чорний слон · d8 чорний ферзь · e8 чорний король · f8 чорний слон · g8 чорний кінь · h8 чорна тура · a7 чорний пішак · b7 чорний пішак · d7 чорний пішак · e7 чорний пішак · f7 чорний пішак · g7 чорний пішак · h7 чорний пішак · c5 чорний пішак · e4 білий пішак · a2 білий пішак · b2 білий пішак · c2 білий пішак · d2 білий пішак · f2 білий пішак · g2 білий пішак · h2 білий пішак · a1 біла тура · b1 білий кінь · c1 білий слон · d1 білий ферзь · e1 білий король · f1 білий слон · g1 білий кінь · h1 біла тура | a8 чорна тура · b8 чорний кінь · c8 чорний слон · d8 чорний ферзь · e8 чорний король · f8 чорний слон · g8 чорний кінь · h8 чорна тура · a7 чорний пішак · b7 чорний пішак · d7 чорний пішак · e7 чорний пішак · f7 чорний пішак · g7 чорний пішак · h7 чорний пішак · c5 чорний пішак · e4 білий пішак · a2 білий пішак · b2 білий пішак · c2 білий пішак · d2 білий пішак · f2 білий пішак · g2 білий пішак · h2 білий пішак · a1 біла тура · b1 білий кінь · c1 білий слон · d1 білий ферзь · e1 білий король · f1 білий слон · g1 білий кінь · h1 біла тура | 1 |
|   | a | b | c | d | e | f | g | h |   |

|   | a | b | c | d | e | f | g | h |   |
| 8 | a8 чорна тура · b8 чорний кінь · c8 чорний слон · d8 чорний ферзь · e8 чорний король · f8 чорний слон · g8 чорний кінь · h8 чорна тура · a7 чорний пішак · b7 чорний пішак · c7 чорний пішак · f7 чорний пішак · g7 чорний пішак · h7 чорний пішак · e6 чорний пішак · d5 чорний пішак · d4 білий пішак · e4 білий пішак · a2 білий пішак · b2 білий пішак · c2 білий пішак · f2 білий пішак · g2 білий пішак · h2 білий пішак · a1 біла тура · b1 білий кінь · c1 білий слон · d1 білий ферзь · e1 білий король · f1 білий слон · g1 білий кінь · h1 біла тура | a8 чорна тура · b8 чорний кінь · c8 чорний слон · d8 чорний ферзь · e8 чорний король · f8 чорний слон · g8 чорний кінь · h8 чорна тура · a7 чорний пішак · b7 чорний пішак · c7 чорний пішак · f7 чорний пішак · g7 чорний пішак · h7 чорний пішак · e6 чорний пішак · d5 чорний пішак · d4 білий пішак · e4 білий пішак · a2 білий пішак · b2 білий пішак · c2 білий пішак · f2 білий пішак · g2 білий пішак · h2 білий пішак · a1 біла тура · b1 білий кінь · c1 білий слон · d1 білий ферзь · e1 білий король · f1 білий слон · g1 білий кінь · h1 біла тура | a8 чорна тура · b8 чорний кінь · c8 чорний слон · d8 чорний ферзь · e8 чорний король · f8 чорний слон · g8 чорний кінь · h8 чорна тура · a7 чорний пішак · b7 чорний пішак · c7 чорний пішак · f7 чорний пішак · g7 чорний пішак · h7 чорний пішак · e6 чорний пішак · d5 чорний пішак · d4 білий пішак · e4 білий пішак · a2 білий пішак · b2 білий пішак · c2 білий пішак · f2 білий пішак · g2 білий пішак · h2 білий пішак · a1 біла тура · b1 білий кінь · c1 білий слон · d1 білий ферзь · e1 білий король · f1 білий слон · g1 білий кінь · h1 біла тура | a8 чорна тура · b8 чорний кінь · c8 чорний слон · d8 чорний ферзь · e8 чорний король · f8 чорний слон · g8 чорний кінь · h8 чорна тура · a7 чорний пішак · b7 чорний пішак · c7 чорний пішак · f7 чорний пішак · g7 чорний пішак · h7 чорний пішак · e6 чорний пішак · d5 чорний пішак · d4 білий пішак · e4 білий пішак · a2 білий пішак · b2 білий пішак · c2 білий пішак · f2 білий пішак · g2 білий пішак · h2 білий пішак · a1 біла тура · b1 білий кінь · c1 білий слон · d1 білий ферзь · e1 білий король · f1 білий слон · g1 білий кінь · h1 біла тура | a8 чорна тура · b8 чорний кінь · c8 чорний слон · d8 чорний ферзь · e8 чорний король · f8 чорний слон · g8 чорний кінь · h8 чорна тура · a7 чорний пішак · b7 чорний пішак · c7 чорний пішак · f7 чорний пішак · g7 чорний пішак · h7 чорний пішак · e6 чорний пішак · d5 чорний пішак · d4 білий пішак · e4 білий пішак · a2 білий пішак · b2 білий пішак · c2 білий пішак · f2 білий пішак · g2 білий пішак · h2 білий пішак · a1 біла тура · b1 білий кінь · c1 білий слон · d1 білий ферзь · e1 білий король · f1 білий слон · g1 білий кінь · h1 біла тура | a8 чорна тура · b8 чорний кінь · c8 чорний слон · d8 чорний ферзь · e8 чорний король · f8 чорний слон · g8 чорний кінь · h8 чорна тура · a7 чорний пішак · b7 чорний пішак · c7 чорний пішак · f7 чорний пішак · g7 чорний пішак · h7 чорний пішак · e6 чорний пішак · d5 чорний пішак · d4 білий пішак · e4 білий пішак · a2 білий пішак · b2 білий пішак · c2 білий пішак · f2 білий пішак · g2 білий пішак · h2 білий пішак · a1 біла тура · b1 білий кінь · c1 білий слон · d1 білий ферзь · e1 білий король · f1 білий слон · g1 білий кінь · h1 біла тура | a8 чорна тура · b8 чорний кінь · c8 чорний слон · d8 чорний ферзь · e8 чорний король · f8 чорний слон · g8 чорний кінь · h8 чорна тура · a7 чорний пішак · b7 чорний пішак · c7 чорний пішак · f7 чорний пішак · g7 чорний пішак · h7 чорний пішак · e6 чорний пішак · d5 чорний пішак · d4 білий пішак · e4 білий пішак · a2 білий пішак · b2 білий пішак · c2 білий пішак · f2 білий пішак · g2 білий пішак · h2 білий пішак · a1 біла тура · b1 білий кінь · c1 білий слон · d1 білий ферзь · e1 білий король · f1 білий слон · g1 білий кінь · h1 біла тура | a8 чорна тура · b8 чорний кінь · c8 чорний слон · d8 чорний ферзь · e8 чорний король · f8 чорний слон · g8 чорний кінь · h8 чорна тура · a7 чорний пішак · b7 чорний пішак · c7 чорний пішак · f7 чорний пішак · g7 чорний пішак · h7 чорний пішак · e6 чорний пішак · d5 чорний пішак · d4 білий пішак · e4 білий пішак · a2 білий пішак · b2 білий пішак · c2 білий пішак · f2 білий пішак · g2 білий пішак · h2 білий пішак · a1 біла тура · b1 білий кінь · c1 білий слон · d1 білий ферзь · e1 білий король · f1 білий слон · g1 білий кінь · h1 біла тура | 8 |
| 7 | a8 чорна тура · b8 чорний кінь · c8 чорний слон · d8 чорний ферзь · e8 чорний король · f8 чорний слон · g8 чорний кінь · h8 чорна тура · a7 чорний пішак · b7 чорний пішак · c7 чорний пішак · f7 чорний пішак · g7 чорний пішак · h7 чорний пішак · e6 чорний пішак · d5 чорний пішак · d4 білий пішак · e4 білий пішак · a2 білий пішак · b2 білий пішак · c2 білий пішак · f2 білий пішак · g2 білий пішак · h2 білий пішак · a1 біла тура · b1 білий кінь · c1 білий слон · d1 білий ферзь · e1 білий король · f1 білий слон · g1 білий кінь · h1 біла тура | a8 чорна тура · b8 чорний кінь · c8 чорний слон · d8 чорний ферзь · e8 чорний король · f8 чорний слон · g8 чорний кінь · h8 чорна тура · a7 чорний пішак · b7 чорний пішак · c7 чорний пішак · f7 чорний пішак · g7 чорний пішак · h7 чорний пішак · e6 чорний пішак · d5 чорний пішак · d4 білий пішак · e4 білий пішак · a2 білий пішак · b2 білий пішак · c2 білий пішак · f2 білий пішак · g2 білий пішак · h2 білий пішак · a1 біла тура · b1 білий кінь · c1 білий слон · d1 білий ферзь · e1 білий король · f1 білий слон · g1 білий кінь · h1 біла тура | a8 чорна тура · b8 чорний кінь · c8 чорний слон · d8 чорний ферзь · e8 чорний король · f8 чорний слон · g8 чорний кінь · h8 чорна тура · a7 чорний пішак · b7 чорний пішак · c7 чорний пішак · f7 чорний пішак · g7 чорний пішак · h7 чорний пішак · e6 чорний пішак · d5 чорний пішак · d4 білий пішак · e4 білий пішак · a2 білий пішак · b2 білий пішак · c2 білий пішак · f2 білий пішак · g2 білий пішак · h2 білий пішак · a1 біла тура · b1 білий кінь · c1 білий слон · d1 білий ферзь · e1 білий король · f1 білий слон · g1 білий кінь · h1 біла тура | a8 чорна тура · b8 чорний кінь · c8 чорний слон · d8 чорний ферзь · e8 чорний король · f8 чорний слон · g8 чорний кінь · h8 чорна тура · a7 чорний пішак · b7 чорний пішак · c7 чорний пішак · f7 чорний пішак · g7 чорний пішак · h7 чорний пішак · e6 чорний пішак · d5 чорний пішак · d4 білий пішак · e4 білий пішак · a2 білий пішак · b2 білий пішак · c2 білий пішак · f2 білий пішак · g2 білий пішак · h2 білий пішак · a1 біла тура · b1 білий кінь · c1 білий слон · d1 білий ферзь · e1 білий король · f1 білий слон · g1 білий кінь · h1 біла тура | a8 чорна тура · b8 чорний кінь · c8 чорний слон · d8 чорний ферзь · e8 чорний король · f8 чорний слон · g8 чорний кінь · h8 чорна тура · a7 чорний пішак · b7 чорний пішак · c7 чорний пішак · f7 чорний пішак · g7 чорний пішак · h7 чорний пішак · e6 чорний пішак · d5 чорний пішак · d4 білий пішак · e4 білий пішак · a2 білий пішак · b2 білий пішак · c2 білий пішак · f2 білий пішак · g2 білий пішак · h2 білий пішак · a1 біла тура · b1 білий кінь · c1 білий слон · d1 білий ферзь · e1 білий король · f1 білий слон · g1 білий кінь · h1 біла тура | a8 чорна тура · b8 чорний кінь · c8 чорний слон · d8 чорний ферзь · e8 чорний король · f8 чорний слон · g8 чорний кінь · h8 чорна тура · a7 чорний пішак · b7 чорний пішак · c7 чорний пішак · f7 чорний пішак · g7 чорний пішак · h7 чорний пішак · e6 чорний пішак · d5 чорний пішак · d4 білий пішак · e4 білий пішак · a2 білий пішак · b2 білий пішак · c2 білий пішак · f2 білий пішак · g2 білий пішак · h2 білий пішак · a1 біла тура · b1 білий кінь · c1 білий слон · d1 білий ферзь · e1 білий король · f1 білий слон · g1 білий кінь · h1 біла тура | a8 чорна тура · b8 чорний кінь · c8 чорний слон · d8 чорний ферзь · e8 чорний король · f8 чорний слон · g8 чорний кінь · h8 чорна тура · a7 чорний пішак · b7 чорний пішак · c7 чорний пішак · f7 чорний пішак · g7 чорний пішак · h7 чорний пішак · e6 чорний пішак · d5 чорний пішак · d4 білий пішак · e4 білий пішак · a2 білий пішак · b2 білий пішак · c2 білий пішак · f2 білий пішак · g2 білий пішак · h2 білий пішак · a1 біла тура · b1 білий кінь · c1 білий слон · d1 білий ферзь · e1 білий король · f1 білий слон · g1 білий кінь · h1 біла тура | a8 чорна тура · b8 чорний кінь · c8 чорний слон · d8 чорний ферзь · e8 чорний король · f8 чорний слон · g8 чорний кінь · h8 чорна тура · a7 чорний пішак · b7 чорний пішак · c7 чорний пішак · f7 чорний пішак · g7 чорний пішак · h7 чорний пішак · e6 чорний пішак · d5 чорний пішак · d4 білий пішак · e4 білий пішак · a2 білий пішак · b2 білий пішак · c2 білий пішак · f2 білий пішак · g2 білий пішак · h2 білий пішак · a1 біла тура · b1 білий кінь · c1 білий слон · d1 білий ферзь · e1 білий король · f1 білий слон · g1 білий кінь · h1 біла тура | 7 |
| 6 | a8 чорна тура · b8 чорний кінь · c8 чорний слон · d8 чорний ферзь · e8 чорний король · f8 чорний слон · g8 чорний кінь · h8 чорна тура · a7 чорний пішак · b7 чорний пішак · c7 чорний пішак · f7 чорний пішак · g7 чорний пішак · h7 чорний пішак · e6 чорний пішак · d5 чорний пішак · d4 білий пішак · e4 білий пішак · a2 білий пішак · b2 білий пішак · c2 білий пішак · f2 білий пішак · g2 білий пішак · h2 білий пішак · a1 біла тура · b1 білий кінь · c1 білий слон · d1 білий ферзь · e1 білий король · f1 білий слон · g1 білий кінь · h1 біла тура | a8 чорна тура · b8 чорний кінь · c8 чорний слон · d8 чорний ферзь · e8 чорний король · f8 чорний слон · g8 чорний кінь · h8 чорна тура · a7 чорний пішак · b7 чорний пішак · c7 чорний пішак · f7 чорний пішак · g7 чорний пішак · h7 чорний пішак · e6 чорний пішак · d5 чорний пішак · d4 білий пішак · e4 білий пішак · a2 білий пішак · b2 білий пішак · c2 білий пішак · f2 білий пішак · g2 білий пішак · h2 білий пішак · a1 біла тура · b1 білий кінь · c1 білий слон · d1 білий ферзь · e1 білий король · f1 білий слон · g1 білий кінь · h1 біла тура | a8 чорна тура · b8 чорний кінь · c8 чорний слон · d8 чорний ферзь · e8 чорний король · f8 чорний слон · g8 чорний кінь · h8 чорна тура · a7 чорний пішак · b7 чорний пішак · c7 чорний пішак · f7 чорний пішак · g7 чорний пішак · h7 чорний пішак · e6 чорний пішак · d5 чорний пішак · d4 білий пішак · e4 білий пішак · a2 білий пішак · b2 білий пішак · c2 білий пішак · f2 білий пішак · g2 білий пішак · h2 білий пішак · a1 біла тура · b1 білий кінь · c1 білий слон · d1 білий ферзь · e1 білий король · f1 білий слон · g1 білий кінь · h1 біла тура | a8 чорна тура · b8 чорний кінь · c8 чорний слон · d8 чорний ферзь · e8 чорний король · f8 чорний слон · g8 чорний кінь · h8 чорна тура · a7 чорний пішак · b7 чорний пішак · c7 чорний пішак · f7 чорний пішак · g7 чорний пішак · h7 чорний пішак · e6 чорний пішак · d5 чорний пішак · d4 білий пішак · e4 білий пішак · a2 білий пішак · b2 білий пішак · c2 білий пішак · f2 білий пішак · g2 білий пішак · h2 білий пішак · a1 біла тура · b1 білий кінь · c1 білий слон · d1 білий ферзь · e1 білий король · f1 білий слон · g1 білий кінь · h1 біла тура | a8 чорна тура · b8 чорний кінь · c8 чорний слон · d8 чорний ферзь · e8 чорний король · f8 чорний слон · g8 чорний кінь · h8 чорна тура · a7 чорний пішак · b7 чорний пішак · c7 чорний пішак · f7 чорний пішак · g7 чорний пішак · h7 чорний пішак · e6 чорний пішак · d5 чорний пішак · d4 білий пішак · e4 білий пішак · a2 білий пішак · b2 білий пішак · c2 білий пішак · f2 білий пішак · g2 білий пішак · h2 білий пішак · a1 біла тура · b1 білий кінь · c1 білий слон · d1 білий ферзь · e1 білий король · f1 білий слон · g1 білий кінь · h1 біла тура | a8 чорна тура · b8 чорний кінь · c8 чорний слон · d8 чорний ферзь · e8 чорний король · f8 чорний слон · g8 чорний кінь · h8 чорна тура · a7 чорний пішак · b7 чорний пішак · c7 чорний пішак · f7 чорний пішак · g7 чорний пішак · h7 чорний пішак · e6 чорний пішак · d5 чорний пішак · d4 білий пішак · e4 білий пішак · a2 білий пішак · b2 білий пішак · c2 білий пішак · f2 білий пішак · g2 білий пішак · h2 білий пішак · a1 біла тура · b1 білий кінь · c1 білий слон · d1 білий ферзь · e1 білий король · f1 білий слон · g1 білий кінь · h1 біла тура | a8 чорна тура · b8 чорний кінь · c8 чорний слон · d8 чорний ферзь · e8 чорний король · f8 чорний слон · g8 чорний кінь · h8 чорна тура · a7 чорний пішак · b7 чорний пішак · c7 чорний пішак · f7 чорний пішак · g7 чорний пішак · h7 чорний пішак · e6 чорний пішак · d5 чорний пішак · d4 білий пішак · e4 білий пішак · a2 білий пішак · b2 білий пішак · c2 білий пішак · f2 білий пішак · g2 білий пішак · h2 білий пішак · a1 біла тура · b1 білий кінь · c1 білий слон · d1 білий ферзь · e1 білий король · f1 білий слон · g1 білий кінь · h1 біла тура | a8 чорна тура · b8 чорний кінь · c8 чорний слон · d8 чорний ферзь · e8 чорний король · f8 чорний слон · g8 чорний кінь · h8 чорна тура · a7 чорний пішак · b7 чорний пішак · c7 чорний пішак · f7 чорний пішак · g7 чорний пішак · h7 чорний пішак · e6 чорний пішак · d5 чорний пішак · d4 білий пішак · e4 білий пішак · a2 білий пішак · b2 білий пішак · c2 білий пішак · f2 білий пішак · g2 білий пішак · h2 білий пішак · a1 біла тура · b1 білий кінь · c1 білий слон · d1 білий ферзь · e1 білий король · f1 білий слон · g1 білий кінь · h1 біла тура | 6 |
| 5 | a8 чорна тура · b8 чорний кінь · c8 чорний слон · d8 чорний ферзь · e8 чорний король · f8 чорний слон · g8 чорний кінь · h8 чорна тура · a7 чорний пішак · b7 чорний пішак · c7 чорний пішак · f7 чорний пішак · g7 чорний пішак · h7 чорний пішак · e6 чорний пішак · d5 чорний пішак · d4 білий пішак · e4 білий пішак · a2 білий пішак · b2 білий пішак · c2 білий пішак · f2 білий пішак · g2 білий пішак · h2 білий пішак · a1 біла тура · b1 білий кінь · c1 білий слон · d1 білий ферзь · e1 білий король · f1 білий слон · g1 білий кінь · h1 біла тура | a8 чорна тура · b8 чорний кінь · c8 чорний слон · d8 чорний ферзь · e8 чорний король · f8 чорний слон · g8 чорний кінь · h8 чорна тура · a7 чорний пішак · b7 чорний пішак · c7 чорний пішак · f7 чорний пішак · g7 чорний пішак · h7 чорний пішак · e6 чорний пішак · d5 чорний пішак · d4 білий пішак · e4 білий пішак · a2 білий пішак · b2 білий пішак · c2 білий пішак · f2 білий пішак · g2 білий пішак · h2 білий пішак · a1 біла тура · b1 білий кінь · c1 білий слон · d1 білий ферзь · e1 білий король · f1 білий слон · g1 білий кінь · h1 біла тура | a8 чорна тура · b8 чорний кінь · c8 чорний слон · d8 чорний ферзь · e8 чорний король · f8 чорний слон · g8 чорний кінь · h8 чорна тура · a7 чорний пішак · b7 чорний пішак · c7 чорний пішак · f7 чорний пішак · g7 чорний пішак · h7 чорний пішак · e6 чорний пішак · d5 чорний пішак · d4 білий пішак · e4 білий пішак · a2 білий пішак · b2 білий пішак · c2 білий пішак · f2 білий пішак · g2 білий пішак · h2 білий пішак · a1 біла тура · b1 білий кінь · c1 білий слон · d1 білий ферзь · e1 білий король · f1 білий слон · g1 білий кінь · h1 біла тура | a8 чорна тура · b8 чорний кінь · c8 чорний слон · d8 чорний ферзь · e8 чорний король · f8 чорний слон · g8 чорний кінь · h8 чорна тура · a7 чорний пішак · b7 чорний пішак · c7 чорний пішак · f7 чорний пішак · g7 чорний пішак · h7 чорний пішак · e6 чорний пішак · d5 чорний пішак · d4 білий пішак · e4 білий пішак · a2 білий пішак · b2 білий пішак · c2 білий пішак · f2 білий пішак · g2 білий пішак · h2 білий пішак · a1 біла тура · b1 білий кінь · c1 білий слон · d1 білий ферзь · e1 білий король · f1 білий слон · g1 білий кінь · h1 біла тура | a8 чорна тура · b8 чорний кінь · c8 чорний слон · d8 чорний ферзь · e8 чорний король · f8 чорний слон · g8 чорний кінь · h8 чорна тура · a7 чорний пішак · b7 чорний пішак · c7 чорний пішак · f7 чорний пішак · g7 чорний пішак · h7 чорний пішак · e6 чорний пішак · d5 чорний пішак · d4 білий пішак · e4 білий пішак · a2 білий пішак · b2 білий пішак · c2 білий пішак · f2 білий пішак · g2 білий пішак · h2 білий пішак · a1 біла тура · b1 білий кінь · c1 білий слон · d1 білий ферзь · e1 білий король · f1 білий слон · g1 білий кінь · h1 біла тура | a8 чорна тура · b8 чорний кінь · c8 чорний слон · d8 чорний ферзь · e8 чорний король · f8 чорний слон · g8 чорний кінь · h8 чорна тура · a7 чорний пішак · b7 чорний пішак · c7 чорний пішак · f7 чорний пішак · g7 чорний пішак · h7 чорний пішак · e6 чорний пішак · d5 чорний пішак · d4 білий пішак · e4 білий пішак · a2 білий пішак · b2 білий пішак · c2 білий пішак · f2 білий пішак · g2 білий пішак · h2 білий пішак · a1 біла тура · b1 білий кінь · c1 білий слон · d1 білий ферзь · e1 білий король · f1 білий слон · g1 білий кінь · h1 біла тура | a8 чорна тура · b8 чорний кінь · c8 чорний слон · d8 чорний ферзь · e8 чорний король · f8 чорний слон · g8 чорний кінь · h8 чорна тура · a7 чорний пішак · b7 чорний пішак · c7 чорний пішак · f7 чорний пішак · g7 чорний пішак · h7 чорний пішак · e6 чорний пішак · d5 чорний пішак · d4 білий пішак · e4 білий пішак · a2 білий пішак · b2 білий пішак · c2 білий пішак · f2 білий пішак · g2 білий пішак · h2 білий пішак · a1 біла тура · b1 білий кінь · c1 білий слон · d1 білий ферзь · e1 білий король · f1 білий слон · g1 білий кінь · h1 біла тура | a8 чорна тура · b8 чорний кінь · c8 чорний слон · d8 чорний ферзь · e8 чорний король · f8 чорний слон · g8 чорний кінь · h8 чорна тура · a7 чорний пішак · b7 чорний пішак · c7 чорний пішак · f7 чорний пішак · g7 чорний пішак · h7 чорний пішак · e6 чорний пішак · d5 чорний пішак · d4 білий пішак · e4 білий пішак · a2 білий пішак · b2 білий пішак · c2 білий пішак · f2 білий пішак · g2 білий пішак · h2 білий пішак · a1 біла тура · b1 білий кінь · c1 білий слон · d1 білий ферзь · e1 білий король · f1 білий слон · g1 білий кінь · h1 біла тура | 5 |
| 4 | a8 чорна тура · b8 чорний кінь · c8 чорний слон · d8 чорний ферзь · e8 чорний король · f8 чорний слон · g8 чорний кінь · h8 чорна тура · a7 чорний пішак · b7 чорний пішак · c7 чорний пішак · f7 чорний пішак · g7 чорний пішак · h7 чорний пішак · e6 чорний пішак · d5 чорний пішак · d4 білий пішак · e4 білий пішак · a2 білий пішак · b2 білий пішак · c2 білий пішак · f2 білий пішак · g2 білий пішак · h2 білий пішак · a1 біла тура · b1 білий кінь · c1 білий слон · d1 білий ферзь · e1 білий король · f1 білий слон · g1 білий кінь · h1 біла тура | a8 чорна тура · b8 чорний кінь · c8 чорний слон · d8 чорний ферзь · e8 чорний король · f8 чорний слон · g8 чорний кінь · h8 чорна тура · a7 чорний пішак · b7 чорний пішак · c7 чорний пішак · f7 чорний пішак · g7 чорний пішак · h7 чорний пішак · e6 чорний пішак · d5 чорний пішак · d4 білий пішак · e4 білий пішак · a2 білий пішак · b2 білий пішак · c2 білий пішак · f2 білий пішак · g2 білий пішак · h2 білий пішак · a1 біла тура · b1 білий кінь · c1 білий слон · d1 білий ферзь · e1 білий король · f1 білий слон · g1 білий кінь · h1 біла тура | a8 чорна тура · b8 чорний кінь · c8 чорний слон · d8 чорний ферзь · e8 чорний король · f8 чорний слон · g8 чорний кінь · h8 чорна тура · a7 чорний пішак · b7 чорний пішак · c7 чорний пішак · f7 чорний пішак · g7 чорний пішак · h7 чорний пішак · e6 чорний пішак · d5 чорний пішак · d4 білий пішак · e4 білий пішак · a2 білий пішак · b2 білий пішак · c2 білий пішак · f2 білий пішак · g2 білий пішак · h2 білий пішак · a1 біла тура · b1 білий кінь · c1 білий слон · d1 білий ферзь · e1 білий король · f1 білий слон · g1 білий кінь · h1 біла тура | a8 чорна тура · b8 чорний кінь · c8 чорний слон · d8 чорний ферзь · e8 чорний король · f8 чорний слон · g8 чорний кінь · h8 чорна тура · a7 чорний пішак · b7 чорний пішак · c7 чорний пішак · f7 чорний пішак · g7 чорний пішак · h7 чорний пішак · e6 чорний пішак · d5 чорний пішак · d4 білий пішак · e4 білий пішак · a2 білий пішак · b2 білий пішак · c2 білий пішак · f2 білий пішак · g2 білий пішак · h2 білий пішак · a1 біла тура · b1 білий кінь · c1 білий слон · d1 білий ферзь · e1 білий король · f1 білий слон · g1 білий кінь · h1 біла тура | a8 чорна тура · b8 чорний кінь · c8 чорний слон · d8 чорний ферзь · e8 чорний король · f8 чорний слон · g8 чорний кінь · h8 чорна тура · a7 чорний пішак · b7 чорний пішак · c7 чорний пішак · f7 чорний пішак · g7 чорний пішак · h7 чорний пішак · e6 чорний пішак · d5 чорний пішак · d4 білий пішак · e4 білий пішак · a2 білий пішак · b2 білий пішак · c2 білий пішак · f2 білий пішак · g2 білий пішак · h2 білий пішак · a1 біла тура · b1 білий кінь · c1 білий слон · d1 білий ферзь · e1 білий король · f1 білий слон · g1 білий кінь · h1 біла тура | a8 чорна тура · b8 чорний кінь · c8 чорний слон · d8 чорний ферзь · e8 чорний король · f8 чорний слон · g8 чорний кінь · h8 чорна тура · a7 чорний пішак · b7 чорний пішак · c7 чорний пішак · f7 чорний пішак · g7 чорний пішак · h7 чорний пішак · e6 чорний пішак · d5 чорний пішак · d4 білий пішак · e4 білий пішак · a2 білий пішак · b2 білий пішак · c2 білий пішак · f2 білий пішак · g2 білий пішак · h2 білий пішак · a1 біла тура · b1 білий кінь · c1 білий слон · d1 білий ферзь · e1 білий король · f1 білий слон · g1 білий кінь · h1 біла тура | a8 чорна тура · b8 чорний кінь · c8 чорний слон · d8 чорний ферзь · e8 чорний король · f8 чорний слон · g8 чорний кінь · h8 чорна тура · a7 чорний пішак · b7 чорний пішак · c7 чорний пішак · f7 чорний пішак · g7 чорний пішак · h7 чорний пішак · e6 чорний пішак · d5 чорний пішак · d4 білий пішак · e4 білий пішак · a2 білий пішак · b2 білий пішак · c2 білий пішак · f2 білий пішак · g2 білий пішак · h2 білий пішак · a1 біла тура · b1 білий кінь · c1 білий слон · d1 білий ферзь · e1 білий король · f1 білий слон · g1 білий кінь · h1 біла тура | a8 чорна тура · b8 чорний кінь · c8 чорний слон · d8 чорний ферзь · e8 чорний король · f8 чорний слон · g8 чорний кінь · h8 чорна тура · a7 чорний пішак · b7 чорний пішак · c7 чорний пішак · f7 чорний пішак · g7 чорний пішак · h7 чорний пішак · e6 чорний пішак · d5 чорний пішак · d4 білий пішак · e4 білий пішак · a2 білий пішак · b2 білий пішак · c2 білий пішак · f2 білий пішак · g2 білий пішак · h2 білий пішак · a1 біла тура · b1 білий кінь · c1 білий слон · d1 білий ферзь · e1 білий король · f1 білий слон · g1 білий кінь · h1 біла тура | 4 |
| 3 | a8 чорна тура · b8 чорний кінь · c8 чорний слон · d8 чорний ферзь · e8 чорний король · f8 чорний слон · g8 чорний кінь · h8 чорна тура · a7 чорний пішак · b7 чорний пішак · c7 чорний пішак · f7 чорний пішак · g7 чорний пішак · h7 чорний пішак · e6 чорний пішак · d5 чорний пішак · d4 білий пішак · e4 білий пішак · a2 білий пішак · b2 білий пішак · c2 білий пішак · f2 білий пішак · g2 білий пішак · h2 білий пішак · a1 біла тура · b1 білий кінь · c1 білий слон · d1 білий ферзь · e1 білий король · f1 білий слон · g1 білий кінь · h1 біла тура | a8 чорна тура · b8 чорний кінь · c8 чорний слон · d8 чорний ферзь · e8 чорний король · f8 чорний слон · g8 чорний кінь · h8 чорна тура · a7 чорний пішак · b7 чорний пішак · c7 чорний пішак · f7 чорний пішак · g7 чорний пішак · h7 чорний пішак · e6 чорний пішак · d5 чорний пішак · d4 білий пішак · e4 білий пішак · a2 білий пішак · b2 білий пішак · c2 білий пішак · f2 білий пішак · g2 білий пішак · h2 білий пішак · a1 біла тура · b1 білий кінь · c1 білий слон · d1 білий ферзь · e1 білий король · f1 білий слон · g1 білий кінь · h1 біла тура | a8 чорна тура · b8 чорний кінь · c8 чорний слон · d8 чорний ферзь · e8 чорний король · f8 чорний слон · g8 чорний кінь · h8 чорна тура · a7 чорний пішак · b7 чорний пішак · c7 чорний пішак · f7 чорний пішак · g7 чорний пішак · h7 чорний пішак · e6 чорний пішак · d5 чорний пішак · d4 білий пішак · e4 білий пішак · a2 білий пішак · b2 білий пішак · c2 білий пішак · f2 білий пішак · g2 білий пішак · h2 білий пішак · a1 біла тура · b1 білий кінь · c1 білий слон · d1 білий ферзь · e1 білий король · f1 білий слон · g1 білий кінь · h1 біла тура | a8 чорна тура · b8 чорний кінь · c8 чорний слон · d8 чорний ферзь · e8 чорний король · f8 чорний слон · g8 чорний кінь · h8 чорна тура · a7 чорний пішак · b7 чорний пішак · c7 чорний пішак · f7 чорний пішак · g7 чорний пішак · h7 чорний пішак · e6 чорний пішак · d5 чорний пішак · d4 білий пішак · e4 білий пішак · a2 білий пішак · b2 білий пішак · c2 білий пішак · f2 білий пішак · g2 білий пішак · h2 білий пішак · a1 біла тура · b1 білий кінь · c1 білий слон · d1 білий ферзь · e1 білий король · f1 білий слон · g1 білий кінь · h1 біла тура | a8 чорна тура · b8 чорний кінь · c8 чорний слон · d8 чорний ферзь · e8 чорний король · f8 чорний слон · g8 чорний кінь · h8 чорна тура · a7 чорний пішак · b7 чорний пішак · c7 чорний пішак · f7 чорний пішак · g7 чорний пішак · h7 чорний пішак · e6 чорний пішак · d5 чорний пішак · d4 білий пішак · e4 білий пішак · a2 білий пішак · b2 білий пішак · c2 білий пішак · f2 білий пішак · g2 білий пішак · h2 білий пішак · a1 біла тура · b1 білий кінь · c1 білий слон · d1 білий ферзь · e1 білий король · f1 білий слон · g1 білий кінь · h1 біла тура | a8 чорна тура · b8 чорний кінь · c8 чорний слон · d8 чорний ферзь · e8 чорний король · f8 чорний слон · g8 чорний кінь · h8 чорна тура · a7 чорний пішак · b7 чорний пішак · c7 чорний пішак · f7 чорний пішак · g7 чорний пішак · h7 чорний пішак · e6 чорний пішак · d5 чорний пішак · d4 білий пішак · e4 білий пішак · a2 білий пішак · b2 білий пішак · c2 білий пішак · f2 білий пішак · g2 білий пішак · h2 білий пішак · a1 біла тура · b1 білий кінь · c1 білий слон · d1 білий ферзь · e1 білий король · f1 білий слон · g1 білий кінь · h1 біла тура | a8 чорна тура · b8 чорний кінь · c8 чорний слон · d8 чорний ферзь · e8 чорний король · f8 чорний слон · g8 чорний кінь · h8 чорна тура · a7 чорний пішак · b7 чорний пішак · c7 чорний пішак · f7 чорний пішак · g7 чорний пішак · h7 чорний пішак · e6 чорний пішак · d5 чорний пішак · d4 білий пішак · e4 білий пішак · a2 білий пішак · b2 білий пішак · c2 білий пішак · f2 білий пішак · g2 білий пішак · h2 білий пішак · a1 біла тура · b1 білий кінь · c1 білий слон · d1 білий ферзь · e1 білий король · f1 білий слон · g1 білий кінь · h1 біла тура | a8 чорна тура · b8 чорний кінь · c8 чорний слон · d8 чорний ферзь · e8 чорний король · f8 чорний слон · g8 чорний кінь · h8 чорна тура · a7 чорний пішак · b7 чорний пішак · c7 чорний пішак · f7 чорний пішак · g7 чорний пішак · h7 чорний пішак · e6 чорний пішак · d5 чорний пішак · d4 білий пішак · e4 білий пішак · a2 білий пішак · b2 білий пішак · c2 білий пішак · f2 білий пішак · g2 білий пішак · h2 білий пішак · a1 біла тура · b1 білий кінь · c1 білий слон · d1 білий ферзь · e1 білий король · f1 білий слон · g1 білий кінь · h1 біла тура | 3 |
| 2 | a8 чорна тура · b8 чорний кінь · c8 чорний слон · d8 чорний ферзь · e8 чорний король · f8 чорний слон · g8 чорний кінь · h8 чорна тура · a7 чорний пішак · b7 чорний пішак · c7 чорний пішак · f7 чорний пішак · g7 чорний пішак · h7 чорний пішак · e6 чорний пішак · d5 чорний пішак · d4 білий пішак · e4 білий пішак · a2 білий пішак · b2 білий пішак · c2 білий пішак · f2 білий пішак · g2 білий пішак · h2 білий пішак · a1 біла тура · b1 білий кінь · c1 білий слон · d1 білий ферзь · e1 білий король · f1 білий слон · g1 білий кінь · h1 біла тура | a8 чорна тура · b8 чорний кінь · c8 чорний слон · d8 чорний ферзь · e8 чорний король · f8 чорний слон · g8 чорний кінь · h8 чорна тура · a7 чорний пішак · b7 чорний пішак · c7 чорний пішак · f7 чорний пішак · g7 чорний пішак · h7 чорний пішак · e6 чорний пішак · d5 чорний пішак · d4 білий пішак · e4 білий пішак · a2 білий пішак · b2 білий пішак · c2 білий пішак · f2 білий пішак · g2 білий пішак · h2 білий пішак · a1 біла тура · b1 білий кінь · c1 білий слон · d1 білий ферзь · e1 білий король · f1 білий слон · g1 білий кінь · h1 біла тура | a8 чорна тура · b8 чорний кінь · c8 чорний слон · d8 чорний ферзь · e8 чорний король · f8 чорний слон · g8 чорний кінь · h8 чорна тура · a7 чорний пішак · b7 чорний пішак · c7 чорний пішак · f7 чорний пішак · g7 чорний пішак · h7 чорний пішак · e6 чорний пішак · d5 чорний пішак · d4 білий пішак · e4 білий пішак · a2 білий пішак · b2 білий пішак · c2 білий пішак · f2 білий пішак · g2 білий пішак · h2 білий пішак · a1 біла тура · b1 білий кінь · c1 білий слон · d1 білий ферзь · e1 білий король · f1 білий слон · g1 білий кінь · h1 біла тура | a8 чорна тура · b8 чорний кінь · c8 чорний слон · d8 чорний ферзь · e8 чорний король · f8 чорний слон · g8 чорний кінь · h8 чорна тура · a7 чорний пішак · b7 чорний пішак · c7 чорний пішак · f7 чорний пішак · g7 чорний пішак · h7 чорний пішак · e6 чорний пішак · d5 чорний пішак · d4 білий пішак · e4 білий пішак · a2 білий пішак · b2 білий пішак · c2 білий пішак · f2 білий пішак · g2 білий пішак · h2 білий пішак · a1 біла тура · b1 білий кінь · c1 білий слон · d1 білий ферзь · e1 білий король · f1 білий слон · g1 білий кінь · h1 біла тура | a8 чорна тура · b8 чорний кінь · c8 чорний слон · d8 чорний ферзь · e8 чорний король · f8 чорний слон · g8 чорний кінь · h8 чорна тура · a7 чорний пішак · b7 чорний пішак · c7 чорний пішак · f7 чорний пішак · g7 чорний пішак · h7 чорний пішак · e6 чорний пішак · d5 чорний пішак · d4 білий пішак · e4 білий пішак · a2 білий пішак · b2 білий пішак · c2 білий пішак · f2 білий пішак · g2 білий пішак · h2 білий пішак · a1 біла тура · b1 білий кінь · c1 білий слон · d1 білий ферзь · e1 білий король · f1 білий слон · g1 білий кінь · h1 біла тура | a8 чорна тура · b8 чорний кінь · c8 чорний слон · d8 чорний ферзь · e8 чорний король · f8 чорний слон · g8 чорний кінь · h8 чорна тура · a7 чорний пішак · b7 чорний пішак · c7 чорний пішак · f7 чорний пішак · g7 чорний пішак · h7 чорний пішак · e6 чорний пішак · d5 чорний пішак · d4 білий пішак · e4 білий пішак · a2 білий пішак · b2 білий пішак · c2 білий пішак · f2 білий пішак · g2 білий пішак · h2 білий пішак · a1 біла тура · b1 білий кінь · c1 білий слон · d1 білий ферзь · e1 білий король · f1 білий слон · g1 білий кінь · h1 біла тура | a8 чорна тура · b8 чорний кінь · c8 чорний слон · d8 чорний ферзь · e8 чорний король · f8 чорний слон · g8 чорний кінь · h8 чорна тура · a7 чорний пішак · b7 чорний пішак · c7 чорний пішак · f7 чорний пішак · g7 чорний пішак · h7 чорний пішак · e6 чорний пішак · d5 чорний пішак · d4 білий пішак · e4 білий пішак · a2 білий пішак · b2 білий пішак · c2 білий пішак · f2 білий пішак · g2 білий пішак · h2 білий пішак · a1 біла тура · b1 білий кінь · c1 білий слон · d1 білий ферзь · e1 білий король · f1 білий слон · g1 білий кінь · h1 біла тура | a8 чорна тура · b8 чорний кінь · c8 чорний слон · d8 чорний ферзь · e8 чорний король · f8 чорний слон · g8 чорний кінь · h8 чорна тура · a7 чорний пішак · b7 чорний пішак · c7 чорний пішак · f7 чорний пішак · g7 чорний пішак · h7 чорний пішак · e6 чорний пішак · d5 чорний пішак · d4 білий пішак · e4 білий пішак · a2 білий пішак · b2 білий пішак · c2 білий пішак · f2 білий пішак · g2 білий пішак · h2 білий пішак · a1 біла тура · b1 білий кінь · c1 білий слон · d1 білий ферзь · e1 білий король · f1 білий слон · g1 білий кінь · h1 біла тура | 2 |
| 1 | a8 чорна тура · b8 чорний кінь · c8 чорний слон · d8 чорний ферзь · e8 чорний король · f8 чорний слон · g8 чорний кінь · h8 чорна тура · a7 чорний пішак · b7 чорний пішак · c7 чорний пішак · f7 чорний пішак · g7 чорний пішак · h7 чорний пішак · e6 чорний пішак · d5 чорний пішак · d4 білий пішак · e4 білий пішак · a2 білий пішак · b2 білий пішак · c2 білий пішак · f2 білий пішак · g2 білий пішак · h2 білий пішак · a1 біла тура · b1 білий кінь · c1 білий слон · d1 білий ферзь · e1 білий король · f1 білий слон · g1 білий кінь · h1 біла тура | a8 чорна тура · b8 чорний кінь · c8 чорний слон · d8 чорний ферзь · e8 чорний король · f8 чорний слон · g8 чорний кінь · h8 чорна тура · a7 чорний пішак · b7 чорний пішак · c7 чорний пішак · f7 чорний пішак · g7 чорний пішак · h7 чорний пішак · e6 чорний пішак · d5 чорний пішак · d4 білий пішак · e4 білий пішак · a2 білий пішак · b2 білий пішак · c2 білий пішак · f2 білий пішак · g2 білий пішак · h2 білий пішак · a1 біла тура · b1 білий кінь · c1 білий слон · d1 білий ферзь · e1 білий король · f1 білий слон · g1 білий кінь · h1 біла тура | a8 чорна тура · b8 чорний кінь · c8 чорний слон · d8 чорний ферзь · e8 чорний король · f8 чорний слон · g8 чорний кінь · h8 чорна тура · a7 чорний пішак · b7 чорний пішак · c7 чорний пішак · f7 чорний пішак · g7 чорний пішак · h7 чорний пішак · e6 чорний пішак · d5 чорний пішак · d4 білий пішак · e4 білий пішак · a2 білий пішак · b2 білий пішак · c2 білий пішак · f2 білий пішак · g2 білий пішак · h2 білий пішак · a1 біла тура · b1 білий кінь · c1 білий слон · d1 білий ферзь · e1 білий король · f1 білий слон · g1 білий кінь · h1 біла тура | a8 чорна тура · b8 чорний кінь · c8 чорний слон · d8 чорний ферзь · e8 чорний король · f8 чорний слон · g8 чорний кінь · h8 чорна тура · a7 чорний пішак · b7 чорний пішак · c7 чорний пішак · f7 чорний пішак · g7 чорний пішак · h7 чорний пішак · e6 чорний пішак · d5 чорний пішак · d4 білий пішак · e4 білий пішак · a2 білий пішак · b2 білий пішак · c2 білий пішак · f2 білий пішак · g2 білий пішак · h2 білий пішак · a1 біла тура · b1 білий кінь · c1 білий слон · d1 білий ферзь · e1 білий король · f1 білий слон · g1 білий кінь · h1 біла тура | a8 чорна тура · b8 чорний кінь · c8 чорний слон · d8 чорний ферзь · e8 чорний король · f8 чорний слон · g8 чорний кінь · h8 чорна тура · a7 чорний пішак · b7 чорний пішак · c7 чорний пішак · f7 чорний пішак · g7 чорний пішак · h7 чорний пішак · e6 чорний пішак · d5 чорний пішак · d4 білий пішак · e4 білий пішак · a2 білий пішак · b2 білий пішак · c2 білий пішак · f2 білий пішак · g2 білий пішак · h2 білий пішак · a1 біла тура · b1 білий кінь · c1 білий слон · d1 білий ферзь · e1 білий король · f1 білий слон · g1 білий кінь · h1 біла тура | a8 чорна тура · b8 чорний кінь · c8 чорний слон · d8 чорний ферзь · e8 чорний король · f8 чорний слон · g8 чорний кінь · h8 чорна тура · a7 чорний пішак · b7 чорний пішак · c7 чорний пішак · f7 чорний пішак · g7 чорний пішак · h7 чорний пішак · e6 чорний пішак · d5 чорний пішак · d4 білий пішак · e4 білий пішак · a2 білий пішак · b2 білий пішак · c2 білий пішак · f2 білий пішак · g2 білий пішак · h2 білий пішак · a1 біла тура · b1 білий кінь · c1 білий слон · d1 білий ферзь · e1 білий король · f1 білий слон · g1 білий кінь · h1 біла тура | a8 чорна тура · b8 чорний кінь · c8 чорний слон · d8 чорний ферзь · e8 чорний король · f8 чорний слон · g8 чорний кінь · h8 чорна тура · a7 чорний пішак · b7 чорний пішак · c7 чорний пішак · f7 чорний пішак · g7 чорний пішак · h7 чорний пішак · e6 чорний пішак · d5 чорний пішак · d4 білий пішак · e4 білий пішак · a2 білий пішак · b2 білий пішак · c2 білий пішак · f2 білий пішак · g2 білий пішак · h2 білий пішак · a1 біла тура · b1 білий кінь · c1 білий слон · d1 білий ферзь · e1 білий король · f1 білий слон · g1 білий кінь · h1 біла тура | a8 чорна тура · b8 чорний кінь · c8 чорний слон · d8 чорний ферзь · e8 чорний король · f8 чорний слон · g8 чорний кінь · h8 чорна тура · a7 чорний пішак · b7 чорний пішак · c7 чорний пішак · f7 чорний пішак · g7 чорний пішак · h7 чорний пішак · e6 чорний пішак · d5 чорний пішак · d4 білий пішак · e4 білий пішак · a2 білий пішак · b2 білий пішак · c2 білий пішак · f2 білий пішак · g2 білий пішак · h2 білий пішак · a1 біла тура · b1 білий кінь · c1 білий слон · d1 білий ферзь · e1 білий король · f1 білий слон · g1 білий кінь · h1 біла тура | 1 |
|   | a | b | c | d | e | f | g | h |   |

|   | a | b | c | d | e | f | g | h |   |
| 8 | a8 чорна тура · b8 чорний кінь · c8 чорний слон · d8 чорний ферзь · e8 чорний король · f8 чорний слон · g8 чорний кінь · h8 чорна тура · a7 чорний пішак · b7 чорний пішак · e7 чорний пішак · f7 чорний пішак · g7 чорний пішак · h7 чорний пішак · c6 чорний пішак · d5 чорний пішак · d4 білий пішак · e4 білий пішак · a2 білий пішак · b2 білий пішак · c2 білий пішак · f2 білий пішак · g2 білий пішак · h2 білий пішак · a1 біла тура · b1 білий кінь · c1 білий слон · d1 білий ферзь · e1 білий король · f1 білий слон · g1 білий кінь · h1 біла тура | a8 чорна тура · b8 чорний кінь · c8 чорний слон · d8 чорний ферзь · e8 чорний король · f8 чорний слон · g8 чорний кінь · h8 чорна тура · a7 чорний пішак · b7 чорний пішак · e7 чорний пішак · f7 чорний пішак · g7 чорний пішак · h7 чорний пішак · c6 чорний пішак · d5 чорний пішак · d4 білий пішак · e4 білий пішак · a2 білий пішак · b2 білий пішак · c2 білий пішак · f2 білий пішак · g2 білий пішак · h2 білий пішак · a1 біла тура · b1 білий кінь · c1 білий слон · d1 білий ферзь · e1 білий король · f1 білий слон · g1 білий кінь · h1 біла тура | a8 чорна тура · b8 чорний кінь · c8 чорний слон · d8 чорний ферзь · e8 чорний король · f8 чорний слон · g8 чорний кінь · h8 чорна тура · a7 чорний пішак · b7 чорний пішак · e7 чорний пішак · f7 чорний пішак · g7 чорний пішак · h7 чорний пішак · c6 чорний пішак · d5 чорний пішак · d4 білий пішак · e4 білий пішак · a2 білий пішак · b2 білий пішак · c2 білий пішак · f2 білий пішак · g2 білий пішак · h2 білий пішак · a1 біла тура · b1 білий кінь · c1 білий слон · d1 білий ферзь · e1 білий король · f1 білий слон · g1 білий кінь · h1 біла тура | a8 чорна тура · b8 чорний кінь · c8 чорний слон · d8 чорний ферзь · e8 чорний король · f8 чорний слон · g8 чорний кінь · h8 чорна тура · a7 чорний пішак · b7 чорний пішак · e7 чорний пішак · f7 чорний пішак · g7 чорний пішак · h7 чорний пішак · c6 чорний пішак · d5 чорний пішак · d4 білий пішак · e4 білий пішак · a2 білий пішак · b2 білий пішак · c2 білий пішак · f2 білий пішак · g2 білий пішак · h2 білий пішак · a1 біла тура · b1 білий кінь · c1 білий слон · d1 білий ферзь · e1 білий король · f1 білий слон · g1 білий кінь · h1 біла тура | a8 чорна тура · b8 чорний кінь · c8 чорний слон · d8 чорний ферзь · e8 чорний король · f8 чорний слон · g8 чорний кінь · h8 чорна тура · a7 чорний пішак · b7 чорний пішак · e7 чорний пішак · f7 чорний пішак · g7 чорний пішак · h7 чорний пішак · c6 чорний пішак · d5 чорний пішак · d4 білий пішак · e4 білий пішак · a2 білий пішак · b2 білий пішак · c2 білий пішак · f2 білий пішак · g2 білий пішак · h2 білий пішак · a1 біла тура · b1 білий кінь · c1 білий слон · d1 білий ферзь · e1 білий король · f1 білий слон · g1 білий кінь · h1 біла тура | a8 чорна тура · b8 чорний кінь · c8 чорний слон · d8 чорний ферзь · e8 чорний король · f8 чорний слон · g8 чорний кінь · h8 чорна тура · a7 чорний пішак · b7 чорний пішак · e7 чорний пішак · f7 чорний пішак · g7 чорний пішак · h7 чорний пішак · c6 чорний пішак · d5 чорний пішак · d4 білий пішак · e4 білий пішак · a2 білий пішак · b2 білий пішак · c2 білий пішак · f2 білий пішак · g2 білий пішак · h2 білий пішак · a1 біла тура · b1 білий кінь · c1 білий слон · d1 білий ферзь · e1 білий король · f1 білий слон · g1 білий кінь · h1 біла тура | a8 чорна тура · b8 чорний кінь · c8 чорний слон · d8 чорний ферзь · e8 чорний король · f8 чорний слон · g8 чорний кінь · h8 чорна тура · a7 чорний пішак · b7 чорний пішак · e7 чорний пішак · f7 чорний пішак · g7 чорний пішак · h7 чорний пішак · c6 чорний пішак · d5 чорний пішак · d4 білий пішак · e4 білий пішак · a2 білий пішак · b2 білий пішак · c2 білий пішак · f2 білий пішак · g2 білий пішак · h2 білий пішак · a1 біла тура · b1 білий кінь · c1 білий слон · d1 білий ферзь · e1 білий король · f1 білий слон · g1 білий кінь · h1 біла тура | a8 чорна тура · b8 чорний кінь · c8 чорний слон · d8 чорний ферзь · e8 чорний король · f8 чорний слон · g8 чорний кінь · h8 чорна тура · a7 чорний пішак · b7 чорний пішак · e7 чорний пішак · f7 чорний пішак · g7 чорний пішак · h7 чорний пішак · c6 чорний пішак · d5 чорний пішак · d4 білий пішак · e4 білий пішак · a2 білий пішак · b2 білий пішак · c2 білий пішак · f2 білий пішак · g2 білий пішак · h2 білий пішак · a1 біла тура · b1 білий кінь · c1 білий слон · d1 білий ферзь · e1 білий король · f1 білий слон · g1 білий кінь · h1 біла тура | 8 |
| 7 | a8 чорна тура · b8 чорний кінь · c8 чорний слон · d8 чорний ферзь · e8 чорний король · f8 чорний слон · g8 чорний кінь · h8 чорна тура · a7 чорний пішак · b7 чорний пішак · e7 чорний пішак · f7 чорний пішак · g7 чорний пішак · h7 чорний пішак · c6 чорний пішак · d5 чорний пішак · d4 білий пішак · e4 білий пішак · a2 білий пішак · b2 білий пішак · c2 білий пішак · f2 білий пішак · g2 білий пішак · h2 білий пішак · a1 біла тура · b1 білий кінь · c1 білий слон · d1 білий ферзь · e1 білий король · f1 білий слон · g1 білий кінь · h1 біла тура | a8 чорна тура · b8 чорний кінь · c8 чорний слон · d8 чорний ферзь · e8 чорний король · f8 чорний слон · g8 чорний кінь · h8 чорна тура · a7 чорний пішак · b7 чорний пішак · e7 чорний пішак · f7 чорний пішак · g7 чорний пішак · h7 чорний пішак · c6 чорний пішак · d5 чорний пішак · d4 білий пішак · e4 білий пішак · a2 білий пішак · b2 білий пішак · c2 білий пішак · f2 білий пішак · g2 білий пішак · h2 білий пішак · a1 біла тура · b1 білий кінь · c1 білий слон · d1 білий ферзь · e1 білий король · f1 білий слон · g1 білий кінь · h1 біла тура | a8 чорна тура · b8 чорний кінь · c8 чорний слон · d8 чорний ферзь · e8 чорний король · f8 чорний слон · g8 чорний кінь · h8 чорна тура · a7 чорний пішак · b7 чорний пішак · e7 чорний пішак · f7 чорний пішак · g7 чорний пішак · h7 чорний пішак · c6 чорний пішак · d5 чорний пішак · d4 білий пішак · e4 білий пішак · a2 білий пішак · b2 білий пішак · c2 білий пішак · f2 білий пішак · g2 білий пішак · h2 білий пішак · a1 біла тура · b1 білий кінь · c1 білий слон · d1 білий ферзь · e1 білий король · f1 білий слон · g1 білий кінь · h1 біла тура | a8 чорна тура · b8 чорний кінь · c8 чорний слон · d8 чорний ферзь · e8 чорний король · f8 чорний слон · g8 чорний кінь · h8 чорна тура · a7 чорний пішак · b7 чорний пішак · e7 чорний пішак · f7 чорний пішак · g7 чорний пішак · h7 чорний пішак · c6 чорний пішак · d5 чорний пішак · d4 білий пішак · e4 білий пішак · a2 білий пішак · b2 білий пішак · c2 білий пішак · f2 білий пішак · g2 білий пішак · h2 білий пішак · a1 біла тура · b1 білий кінь · c1 білий слон · d1 білий ферзь · e1 білий король · f1 білий слон · g1 білий кінь · h1 біла тура | a8 чорна тура · b8 чорний кінь · c8 чорний слон · d8 чорний ферзь · e8 чорний король · f8 чорний слон · g8 чорний кінь · h8 чорна тура · a7 чорний пішак · b7 чорний пішак · e7 чорний пішак · f7 чорний пішак · g7 чорний пішак · h7 чорний пішак · c6 чорний пішак · d5 чорний пішак · d4 білий пішак · e4 білий пішак · a2 білий пішак · b2 білий пішак · c2 білий пішак · f2 білий пішак · g2 білий пішак · h2 білий пішак · a1 біла тура · b1 білий кінь · c1 білий слон · d1 білий ферзь · e1 білий король · f1 білий слон · g1 білий кінь · h1 біла тура | a8 чорна тура · b8 чорний кінь · c8 чорний слон · d8 чорний ферзь · e8 чорний король · f8 чорний слон · g8 чорний кінь · h8 чорна тура · a7 чорний пішак · b7 чорний пішак · e7 чорний пішак · f7 чорний пішак · g7 чорний пішак · h7 чорний пішак · c6 чорний пішак · d5 чорний пішак · d4 білий пішак · e4 білий пішак · a2 білий пішак · b2 білий пішак · c2 білий пішак · f2 білий пішак · g2 білий пішак · h2 білий пішак · a1 біла тура · b1 білий кінь · c1 білий слон · d1 білий ферзь · e1 білий король · f1 білий слон · g1 білий кінь · h1 біла тура | a8 чорна тура · b8 чорний кінь · c8 чорний слон · d8 чорний ферзь · e8 чорний король · f8 чорний слон · g8 чорний кінь · h8 чорна тура · a7 чорний пішак · b7 чорний пішак · e7 чорний пішак · f7 чорний пішак · g7 чорний пішак · h7 чорний пішак · c6 чорний пішак · d5 чорний пішак · d4 білий пішак · e4 білий пішак · a2 білий пішак · b2 білий пішак · c2 білий пішак · f2 білий пішак · g2 білий пішак · h2 білий пішак · a1 біла тура · b1 білий кінь · c1 білий слон · d1 білий ферзь · e1 білий король · f1 білий слон · g1 білий кінь · h1 біла тура | a8 чорна тура · b8 чорний кінь · c8 чорний слон · d8 чорний ферзь · e8 чорний король · f8 чорний слон · g8 чорний кінь · h8 чорна тура · a7 чорний пішак · b7 чорний пішак · e7 чорний пішак · f7 чорний пішак · g7 чорний пішак · h7 чорний пішак · c6 чорний пішак · d5 чорний пішак · d4 білий пішак · e4 білий пішак · a2 білий пішак · b2 білий пішак · c2 білий пішак · f2 білий пішак · g2 білий пішак · h2 білий пішак · a1 біла тура · b1 білий кінь · c1 білий слон · d1 білий ферзь · e1 білий король · f1 білий слон · g1 білий кінь · h1 біла тура | 7 |
| 6 | a8 чорна тура · b8 чорний кінь · c8 чорний слон · d8 чорний ферзь · e8 чорний король · f8 чорний слон · g8 чорний кінь · h8 чорна тура · a7 чорний пішак · b7 чорний пішак · e7 чорний пішак · f7 чорний пішак · g7 чорний пішак · h7 чорний пішак · c6 чорний пішак · d5 чорний пішак · d4 білий пішак · e4 білий пішак · a2 білий пішак · b2 білий пішак · c2 білий пішак · f2 білий пішак · g2 білий пішак · h2 білий пішак · a1 біла тура · b1 білий кінь · c1 білий слон · d1 білий ферзь · e1 білий король · f1 білий слон · g1 білий кінь · h1 біла тура | a8 чорна тура · b8 чорний кінь · c8 чорний слон · d8 чорний ферзь · e8 чорний король · f8 чорний слон · g8 чорний кінь · h8 чорна тура · a7 чорний пішак · b7 чорний пішак · e7 чорний пішак · f7 чорний пішак · g7 чорний пішак · h7 чорний пішак · c6 чорний пішак · d5 чорний пішак · d4 білий пішак · e4 білий пішак · a2 білий пішак · b2 білий пішак · c2 білий пішак · f2 білий пішак · g2 білий пішак · h2 білий пішак · a1 біла тура · b1 білий кінь · c1 білий слон · d1 білий ферзь · e1 білий король · f1 білий слон · g1 білий кінь · h1 біла тура | a8 чорна тура · b8 чорний кінь · c8 чорний слон · d8 чорний ферзь · e8 чорний король · f8 чорний слон · g8 чорний кінь · h8 чорна тура · a7 чорний пішак · b7 чорний пішак · e7 чорний пішак · f7 чорний пішак · g7 чорний пішак · h7 чорний пішак · c6 чорний пішак · d5 чорний пішак · d4 білий пішак · e4 білий пішак · a2 білий пішак · b2 білий пішак · c2 білий пішак · f2 білий пішак · g2 білий пішак · h2 білий пішак · a1 біла тура · b1 білий кінь · c1 білий слон · d1 білий ферзь · e1 білий король · f1 білий слон · g1 білий кінь · h1 біла тура | a8 чорна тура · b8 чорний кінь · c8 чорний слон · d8 чорний ферзь · e8 чорний король · f8 чорний слон · g8 чорний кінь · h8 чорна тура · a7 чорний пішак · b7 чорний пішак · e7 чорний пішак · f7 чорний пішак · g7 чорний пішак · h7 чорний пішак · c6 чорний пішак · d5 чорний пішак · d4 білий пішак · e4 білий пішак · a2 білий пішак · b2 білий пішак · c2 білий пішак · f2 білий пішак · g2 білий пішак · h2 білий пішак · a1 біла тура · b1 білий кінь · c1 білий слон · d1 білий ферзь · e1 білий король · f1 білий слон · g1 білий кінь · h1 біла тура | a8 чорна тура · b8 чорний кінь · c8 чорний слон · d8 чорний ферзь · e8 чорний король · f8 чорний слон · g8 чорний кінь · h8 чорна тура · a7 чорний пішак · b7 чорний пішак · e7 чорний пішак · f7 чорний пішак · g7 чорний пішак · h7 чорний пішак · c6 чорний пішак · d5 чорний пішак · d4 білий пішак · e4 білий пішак · a2 білий пішак · b2 білий пішак · c2 білий пішак · f2 білий пішак · g2 білий пішак · h2 білий пішак · a1 біла тура · b1 білий кінь · c1 білий слон · d1 білий ферзь · e1 білий король · f1 білий слон · g1 білий кінь · h1 біла тура | a8 чорна тура · b8 чорний кінь · c8 чорний слон · d8 чорний ферзь · e8 чорний король · f8 чорний слон · g8 чорний кінь · h8 чорна тура · a7 чорний пішак · b7 чорний пішак · e7 чорний пішак · f7 чорний пішак · g7 чорний пішак · h7 чорний пішак · c6 чорний пішак · d5 чорний пішак · d4 білий пішак · e4 білий пішак · a2 білий пішак · b2 білий пішак · c2 білий пішак · f2 білий пішак · g2 білий пішак · h2 білий пішак · a1 біла тура · b1 білий кінь · c1 білий слон · d1 білий ферзь · e1 білий король · f1 білий слон · g1 білий кінь · h1 біла тура | a8 чорна тура · b8 чорний кінь · c8 чорний слон · d8 чорний ферзь · e8 чорний король · f8 чорний слон · g8 чорний кінь · h8 чорна тура · a7 чорний пішак · b7 чорний пішак · e7 чорний пішак · f7 чорний пішак · g7 чорний пішак · h7 чорний пішак · c6 чорний пішак · d5 чорний пішак · d4 білий пішак · e4 білий пішак · a2 білий пішак · b2 білий пішак · c2 білий пішак · f2 білий пішак · g2 білий пішак · h2 білий пішак · a1 біла тура · b1 білий кінь · c1 білий слон · d1 білий ферзь · e1 білий король · f1 білий слон · g1 білий кінь · h1 біла тура | a8 чорна тура · b8 чорний кінь · c8 чорний слон · d8 чорний ферзь · e8 чорний король · f8 чорний слон · g8 чорний кінь · h8 чорна тура · a7 чорний пішак · b7 чорний пішак · e7 чорний пішак · f7 чорний пішак · g7 чорний пішак · h7 чорний пішак · c6 чорний пішак · d5 чорний пішак · d4 білий пішак · e4 білий пішак · a2 білий пішак · b2 білий пішак · c2 білий пішак · f2 білий пішак · g2 білий пішак · h2 білий пішак · a1 біла тура · b1 білий кінь · c1 білий слон · d1 білий ферзь · e1 білий король · f1 білий слон · g1 білий кінь · h1 біла тура | 6 |
| 5 | a8 чорна тура · b8 чорний кінь · c8 чорний слон · d8 чорний ферзь · e8 чорний король · f8 чорний слон · g8 чорний кінь · h8 чорна тура · a7 чорний пішак · b7 чорний пішак · e7 чорний пішак · f7 чорний пішак · g7 чорний пішак · h7 чорний пішак · c6 чорний пішак · d5 чорний пішак · d4 білий пішак · e4 білий пішак · a2 білий пішак · b2 білий пішак · c2 білий пішак · f2 білий пішак · g2 білий пішак · h2 білий пішак · a1 біла тура · b1 білий кінь · c1 білий слон · d1 білий ферзь · e1 білий король · f1 білий слон · g1 білий кінь · h1 біла тура | a8 чорна тура · b8 чорний кінь · c8 чорний слон · d8 чорний ферзь · e8 чорний король · f8 чорний слон · g8 чорний кінь · h8 чорна тура · a7 чорний пішак · b7 чорний пішак · e7 чорний пішак · f7 чорний пішак · g7 чорний пішак · h7 чорний пішак · c6 чорний пішак · d5 чорний пішак · d4 білий пішак · e4 білий пішак · a2 білий пішак · b2 білий пішак · c2 білий пішак · f2 білий пішак · g2 білий пішак · h2 білий пішак · a1 біла тура · b1 білий кінь · c1 білий слон · d1 білий ферзь · e1 білий король · f1 білий слон · g1 білий кінь · h1 біла тура | a8 чорна тура · b8 чорний кінь · c8 чорний слон · d8 чорний ферзь · e8 чорний король · f8 чорний слон · g8 чорний кінь · h8 чорна тура · a7 чорний пішак · b7 чорний пішак · e7 чорний пішак · f7 чорний пішак · g7 чорний пішак · h7 чорний пішак · c6 чорний пішак · d5 чорний пішак · d4 білий пішак · e4 білий пішак · a2 білий пішак · b2 білий пішак · c2 білий пішак · f2 білий пішак · g2 білий пішак · h2 білий пішак · a1 біла тура · b1 білий кінь · c1 білий слон · d1 білий ферзь · e1 білий король · f1 білий слон · g1 білий кінь · h1 біла тура | a8 чорна тура · b8 чорний кінь · c8 чорний слон · d8 чорний ферзь · e8 чорний король · f8 чорний слон · g8 чорний кінь · h8 чорна тура · a7 чорний пішак · b7 чорний пішак · e7 чорний пішак · f7 чорний пішак · g7 чорний пішак · h7 чорний пішак · c6 чорний пішак · d5 чорний пішак · d4 білий пішак · e4 білий пішак · a2 білий пішак · b2 білий пішак · c2 білий пішак · f2 білий пішак · g2 білий пішак · h2 білий пішак · a1 біла тура · b1 білий кінь · c1 білий слон · d1 білий ферзь · e1 білий король · f1 білий слон · g1 білий кінь · h1 біла тура | a8 чорна тура · b8 чорний кінь · c8 чорний слон · d8 чорний ферзь · e8 чорний король · f8 чорний слон · g8 чорний кінь · h8 чорна тура · a7 чорний пішак · b7 чорний пішак · e7 чорний пішак · f7 чорний пішак · g7 чорний пішак · h7 чорний пішак · c6 чорний пішак · d5 чорний пішак · d4 білий пішак · e4 білий пішак · a2 білий пішак · b2 білий пішак · c2 білий пішак · f2 білий пішак · g2 білий пішак · h2 білий пішак · a1 біла тура · b1 білий кінь · c1 білий слон · d1 білий ферзь · e1 білий король · f1 білий слон · g1 білий кінь · h1 біла тура | a8 чорна тура · b8 чорний кінь · c8 чорний слон · d8 чорний ферзь · e8 чорний король · f8 чорний слон · g8 чорний кінь · h8 чорна тура · a7 чорний пішак · b7 чорний пішак · e7 чорний пішак · f7 чорний пішак · g7 чорний пішак · h7 чорний пішак · c6 чорний пішак · d5 чорний пішак · d4 білий пішак · e4 білий пішак · a2 білий пішак · b2 білий пішак · c2 білий пішак · f2 білий пішак · g2 білий пішак · h2 білий пішак · a1 біла тура · b1 білий кінь · c1 білий слон · d1 білий ферзь · e1 білий король · f1 білий слон · g1 білий кінь · h1 біла тура | a8 чорна тура · b8 чорний кінь · c8 чорний слон · d8 чорний ферзь · e8 чорний король · f8 чорний слон · g8 чорний кінь · h8 чорна тура · a7 чорний пішак · b7 чорний пішак · e7 чорний пішак · f7 чорний пішак · g7 чорний пішак · h7 чорний пішак · c6 чорний пішак · d5 чорний пішак · d4 білий пішак · e4 білий пішак · a2 білий пішак · b2 білий пішак · c2 білий пішак · f2 білий пішак · g2 білий пішак · h2 білий пішак · a1 біла тура · b1 білий кінь · c1 білий слон · d1 білий ферзь · e1 білий король · f1 білий слон · g1 білий кінь · h1 біла тура | a8 чорна тура · b8 чорний кінь · c8 чорний слон · d8 чорний ферзь · e8 чорний король · f8 чорний слон · g8 чорний кінь · h8 чорна тура · a7 чорний пішак · b7 чорний пішак · e7 чорний пішак · f7 чорний пішак · g7 чорний пішак · h7 чорний пішак · c6 чорний пішак · d5 чорний пішак · d4 білий пішак · e4 білий пішак · a2 білий пішак · b2 білий пішак · c2 білий пішак · f2 білий пішак · g2 білий пішак · h2 білий пішак · a1 біла тура · b1 білий кінь · c1 білий слон · d1 білий ферзь · e1 білий король · f1 білий слон · g1 білий кінь · h1 біла тура | 5 |
| 4 | a8 чорна тура · b8 чорний кінь · c8 чорний слон · d8 чорний ферзь · e8 чорний король · f8 чорний слон · g8 чорний кінь · h8 чорна тура · a7 чорний пішак · b7 чорний пішак · e7 чорний пішак · f7 чорний пішак · g7 чорний пішак · h7 чорний пішак · c6 чорний пішак · d5 чорний пішак · d4 білий пішак · e4 білий пішак · a2 білий пішак · b2 білий пішак · c2 білий пішак · f2 білий пішак · g2 білий пішак · h2 білий пішак · a1 біла тура · b1 білий кінь · c1 білий слон · d1 білий ферзь · e1 білий король · f1 білий слон · g1 білий кінь · h1 біла тура | a8 чорна тура · b8 чорний кінь · c8 чорний слон · d8 чорний ферзь · e8 чорний король · f8 чорний слон · g8 чорний кінь · h8 чорна тура · a7 чорний пішак · b7 чорний пішак · e7 чорний пішак · f7 чорний пішак · g7 чорний пішак · h7 чорний пішак · c6 чорний пішак · d5 чорний пішак · d4 білий пішак · e4 білий пішак · a2 білий пішак · b2 білий пішак · c2 білий пішак · f2 білий пішак · g2 білий пішак · h2 білий пішак · a1 біла тура · b1 білий кінь · c1 білий слон · d1 білий ферзь · e1 білий король · f1 білий слон · g1 білий кінь · h1 біла тура | a8 чорна тура · b8 чорний кінь · c8 чорний слон · d8 чорний ферзь · e8 чорний король · f8 чорний слон · g8 чорний кінь · h8 чорна тура · a7 чорний пішак · b7 чорний пішак · e7 чорний пішак · f7 чорний пішак · g7 чорний пішак · h7 чорний пішак · c6 чорний пішак · d5 чорний пішак · d4 білий пішак · e4 білий пішак · a2 білий пішак · b2 білий пішак · c2 білий пішак · f2 білий пішак · g2 білий пішак · h2 білий пішак · a1 біла тура · b1 білий кінь · c1 білий слон · d1 білий ферзь · e1 білий король · f1 білий слон · g1 білий кінь · h1 біла тура | a8 чорна тура · b8 чорний кінь · c8 чорний слон · d8 чорний ферзь · e8 чорний король · f8 чорний слон · g8 чорний кінь · h8 чорна тура · a7 чорний пішак · b7 чорний пішак · e7 чорний пішак · f7 чорний пішак · g7 чорний пішак · h7 чорний пішак · c6 чорний пішак · d5 чорний пішак · d4 білий пішак · e4 білий пішак · a2 білий пішак · b2 білий пішак · c2 білий пішак · f2 білий пішак · g2 білий пішак · h2 білий пішак · a1 біла тура · b1 білий кінь · c1 білий слон · d1 білий ферзь · e1 білий король · f1 білий слон · g1 білий кінь · h1 біла тура | a8 чорна тура · b8 чорний кінь · c8 чорний слон · d8 чорний ферзь · e8 чорний король · f8 чорний слон · g8 чорний кінь · h8 чорна тура · a7 чорний пішак · b7 чорний пішак · e7 чорний пішак · f7 чорний пішак · g7 чорний пішак · h7 чорний пішак · c6 чорний пішак · d5 чорний пішак · d4 білий пішак · e4 білий пішак · a2 білий пішак · b2 білий пішак · c2 білий пішак · f2 білий пішак · g2 білий пішак · h2 білий пішак · a1 біла тура · b1 білий кінь · c1 білий слон · d1 білий ферзь · e1 білий король · f1 білий слон · g1 білий кінь · h1 біла тура | a8 чорна тура · b8 чорний кінь · c8 чорний слон · d8 чорний ферзь · e8 чорний король · f8 чорний слон · g8 чорний кінь · h8 чорна тура · a7 чорний пішак · b7 чорний пішак · e7 чорний пішак · f7 чорний пішак · g7 чорний пішак · h7 чорний пішак · c6 чорний пішак · d5 чорний пішак · d4 білий пішак · e4 білий пішак · a2 білий пішак · b2 білий пішак · c2 білий пішак · f2 білий пішак · g2 білий пішак · h2 білий пішак · a1 біла тура · b1 білий кінь · c1 білий слон · d1 білий ферзь · e1 білий король · f1 білий слон · g1 білий кінь · h1 біла тура | a8 чорна тура · b8 чорний кінь · c8 чорний слон · d8 чорний ферзь · e8 чорний король · f8 чорний слон · g8 чорний кінь · h8 чорна тура · a7 чорний пішак · b7 чорний пішак · e7 чорний пішак · f7 чорний пішак · g7 чорний пішак · h7 чорний пішак · c6 чорний пішак · d5 чорний пішак · d4 білий пішак · e4 білий пішак · a2 білий пішак · b2 білий пішак · c2 білий пішак · f2 білий пішак · g2 білий пішак · h2 білий пішак · a1 біла тура · b1 білий кінь · c1 білий слон · d1 білий ферзь · e1 білий король · f1 білий слон · g1 білий кінь · h1 біла тура | a8 чорна тура · b8 чорний кінь · c8 чорний слон · d8 чорний ферзь · e8 чорний король · f8 чорний слон · g8 чорний кінь · h8 чорна тура · a7 чорний пішак · b7 чорний пішак · e7 чорний пішак · f7 чорний пішак · g7 чорний пішак · h7 чорний пішак · c6 чорний пішак · d5 чорний пішак · d4 білий пішак · e4 білий пішак · a2 білий пішак · b2 білий пішак · c2 білий пішак · f2 білий пішак · g2 білий пішак · h2 білий пішак · a1 біла тура · b1 білий кінь · c1 білий слон · d1 білий ферзь · e1 білий король · f1 білий слон · g1 білий кінь · h1 біла тура | 4 |
| 3 | a8 чорна тура · b8 чорний кінь · c8 чорний слон · d8 чорний ферзь · e8 чорний король · f8 чорний слон · g8 чорний кінь · h8 чорна тура · a7 чорний пішак · b7 чорний пішак · e7 чорний пішак · f7 чорний пішак · g7 чорний пішак · h7 чорний пішак · c6 чорний пішак · d5 чорний пішак · d4 білий пішак · e4 білий пішак · a2 білий пішак · b2 білий пішак · c2 білий пішак · f2 білий пішак · g2 білий пішак · h2 білий пішак · a1 біла тура · b1 білий кінь · c1 білий слон · d1 білий ферзь · e1 білий король · f1 білий слон · g1 білий кінь · h1 біла тура | a8 чорна тура · b8 чорний кінь · c8 чорний слон · d8 чорний ферзь · e8 чорний король · f8 чорний слон · g8 чорний кінь · h8 чорна тура · a7 чорний пішак · b7 чорний пішак · e7 чорний пішак · f7 чорний пішак · g7 чорний пішак · h7 чорний пішак · c6 чорний пішак · d5 чорний пішак · d4 білий пішак · e4 білий пішак · a2 білий пішак · b2 білий пішак · c2 білий пішак · f2 білий пішак · g2 білий пішак · h2 білий пішак · a1 біла тура · b1 білий кінь · c1 білий слон · d1 білий ферзь · e1 білий король · f1 білий слон · g1 білий кінь · h1 біла тура | a8 чорна тура · b8 чорний кінь · c8 чорний слон · d8 чорний ферзь · e8 чорний король · f8 чорний слон · g8 чорний кінь · h8 чорна тура · a7 чорний пішак · b7 чорний пішак · e7 чорний пішак · f7 чорний пішак · g7 чорний пішак · h7 чорний пішак · c6 чорний пішак · d5 чорний пішак · d4 білий пішак · e4 білий пішак · a2 білий пішак · b2 білий пішак · c2 білий пішак · f2 білий пішак · g2 білий пішак · h2 білий пішак · a1 біла тура · b1 білий кінь · c1 білий слон · d1 білий ферзь · e1 білий король · f1 білий слон · g1 білий кінь · h1 біла тура | a8 чорна тура · b8 чорний кінь · c8 чорний слон · d8 чорний ферзь · e8 чорний король · f8 чорний слон · g8 чорний кінь · h8 чорна тура · a7 чорний пішак · b7 чорний пішак · e7 чорний пішак · f7 чорний пішак · g7 чорний пішак · h7 чорний пішак · c6 чорний пішак · d5 чорний пішак · d4 білий пішак · e4 білий пішак · a2 білий пішак · b2 білий пішак · c2 білий пішак · f2 білий пішак · g2 білий пішак · h2 білий пішак · a1 біла тура · b1 білий кінь · c1 білий слон · d1 білий ферзь · e1 білий король · f1 білий слон · g1 білий кінь · h1 біла тура | a8 чорна тура · b8 чорний кінь · c8 чорний слон · d8 чорний ферзь · e8 чорний король · f8 чорний слон · g8 чорний кінь · h8 чорна тура · a7 чорний пішак · b7 чорний пішак · e7 чорний пішак · f7 чорний пішак · g7 чорний пішак · h7 чорний пішак · c6 чорний пішак · d5 чорний пішак · d4 білий пішак · e4 білий пішак · a2 білий пішак · b2 білий пішак · c2 білий пішак · f2 білий пішак · g2 білий пішак · h2 білий пішак · a1 біла тура · b1 білий кінь · c1 білий слон · d1 білий ферзь · e1 білий король · f1 білий слон · g1 білий кінь · h1 біла тура | a8 чорна тура · b8 чорний кінь · c8 чорний слон · d8 чорний ферзь · e8 чорний король · f8 чорний слон · g8 чорний кінь · h8 чорна тура · a7 чорний пішак · b7 чорний пішак · e7 чорний пішак · f7 чорний пішак · g7 чорний пішак · h7 чорний пішак · c6 чорний пішак · d5 чорний пішак · d4 білий пішак · e4 білий пішак · a2 білий пішак · b2 білий пішак · c2 білий пішак · f2 білий пішак · g2 білий пішак · h2 білий пішак · a1 біла тура · b1 білий кінь · c1 білий слон · d1 білий ферзь · e1 білий король · f1 білий слон · g1 білий кінь · h1 біла тура | a8 чорна тура · b8 чорний кінь · c8 чорний слон · d8 чорний ферзь · e8 чорний король · f8 чорний слон · g8 чорний кінь · h8 чорна тура · a7 чорний пішак · b7 чорний пішак · e7 чорний пішак · f7 чорний пішак · g7 чорний пішак · h7 чорний пішак · c6 чорний пішак · d5 чорний пішак · d4 білий пішак · e4 білий пішак · a2 білий пішак · b2 білий пішак · c2 білий пішак · f2 білий пішак · g2 білий пішак · h2 білий пішак · a1 біла тура · b1 білий кінь · c1 білий слон · d1 білий ферзь · e1 білий король · f1 білий слон · g1 білий кінь · h1 біла тура | a8 чорна тура · b8 чорний кінь · c8 чорний слон · d8 чорний ферзь · e8 чорний король · f8 чорний слон · g8 чорний кінь · h8 чорна тура · a7 чорний пішак · b7 чорний пішак · e7 чорний пішак · f7 чорний пішак · g7 чорний пішак · h7 чорний пішак · c6 чорний пішак · d5 чорний пішак · d4 білий пішак · e4 білий пішак · a2 білий пішак · b2 білий пішак · c2 білий пішак · f2 білий пішак · g2 білий пішак · h2 білий пішак · a1 біла тура · b1 білий кінь · c1 білий слон · d1 білий ферзь · e1 білий король · f1 білий слон · g1 білий кінь · h1 біла тура | 3 |
| 2 | a8 чорна тура · b8 чорний кінь · c8 чорний слон · d8 чорний ферзь · e8 чорний король · f8 чорний слон · g8 чорний кінь · h8 чорна тура · a7 чорний пішак · b7 чорний пішак · e7 чорний пішак · f7 чорний пішак · g7 чорний пішак · h7 чорний пішак · c6 чорний пішак · d5 чорний пішак · d4 білий пішак · e4 білий пішак · a2 білий пішак · b2 білий пішак · c2 білий пішак · f2 білий пішак · g2 білий пішак · h2 білий пішак · a1 біла тура · b1 білий кінь · c1 білий слон · d1 білий ферзь · e1 білий король · f1 білий слон · g1 білий кінь · h1 біла тура | a8 чорна тура · b8 чорний кінь · c8 чорний слон · d8 чорний ферзь · e8 чорний король · f8 чорний слон · g8 чорний кінь · h8 чорна тура · a7 чорний пішак · b7 чорний пішак · e7 чорний пішак · f7 чорний пішак · g7 чорний пішак · h7 чорний пішак · c6 чорний пішак · d5 чорний пішак · d4 білий пішак · e4 білий пішак · a2 білий пішак · b2 білий пішак · c2 білий пішак · f2 білий пішак · g2 білий пішак · h2 білий пішак · a1 біла тура · b1 білий кінь · c1 білий слон · d1 білий ферзь · e1 білий король · f1 білий слон · g1 білий кінь · h1 біла тура | a8 чорна тура · b8 чорний кінь · c8 чорний слон · d8 чорний ферзь · e8 чорний король · f8 чорний слон · g8 чорний кінь · h8 чорна тура · a7 чорний пішак · b7 чорний пішак · e7 чорний пішак · f7 чорний пішак · g7 чорний пішак · h7 чорний пішак · c6 чорний пішак · d5 чорний пішак · d4 білий пішак · e4 білий пішак · a2 білий пішак · b2 білий пішак · c2 білий пішак · f2 білий пішак · g2 білий пішак · h2 білий пішак · a1 біла тура · b1 білий кінь · c1 білий слон · d1 білий ферзь · e1 білий король · f1 білий слон · g1 білий кінь · h1 біла тура | a8 чорна тура · b8 чорний кінь · c8 чорний слон · d8 чорний ферзь · e8 чорний король · f8 чорний слон · g8 чорний кінь · h8 чорна тура · a7 чорний пішак · b7 чорний пішак · e7 чорний пішак · f7 чорний пішак · g7 чорний пішак · h7 чорний пішак · c6 чорний пішак · d5 чорний пішак · d4 білий пішак · e4 білий пішак · a2 білий пішак · b2 білий пішак · c2 білий пішак · f2 білий пішак · g2 білий пішак · h2 білий пішак · a1 біла тура · b1 білий кінь · c1 білий слон · d1 білий ферзь · e1 білий король · f1 білий слон · g1 білий кінь · h1 біла тура | a8 чорна тура · b8 чорний кінь · c8 чорний слон · d8 чорний ферзь · e8 чорний король · f8 чорний слон · g8 чорний кінь · h8 чорна тура · a7 чорний пішак · b7 чорний пішак · e7 чорний пішак · f7 чорний пішак · g7 чорний пішак · h7 чорний пішак · c6 чорний пішак · d5 чорний пішак · d4 білий пішак · e4 білий пішак · a2 білий пішак · b2 білий пішак · c2 білий пішак · f2 білий пішак · g2 білий пішак · h2 білий пішак · a1 біла тура · b1 білий кінь · c1 білий слон · d1 білий ферзь · e1 білий король · f1 білий слон · g1 білий кінь · h1 біла тура | a8 чорна тура · b8 чорний кінь · c8 чорний слон · d8 чорний ферзь · e8 чорний король · f8 чорний слон · g8 чорний кінь · h8 чорна тура · a7 чорний пішак · b7 чорний пішак · e7 чорний пішак · f7 чорний пішак · g7 чорний пішак · h7 чорний пішак · c6 чорний пішак · d5 чорний пішак · d4 білий пішак · e4 білий пішак · a2 білий пішак · b2 білий пішак · c2 білий пішак · f2 білий пішак · g2 білий пішак · h2 білий пішак · a1 біла тура · b1 білий кінь · c1 білий слон · d1 білий ферзь · e1 білий король · f1 білий слон · g1 білий кінь · h1 біла тура | a8 чорна тура · b8 чорний кінь · c8 чорний слон · d8 чорний ферзь · e8 чорний король · f8 чорний слон · g8 чорний кінь · h8 чорна тура · a7 чорний пішак · b7 чорний пішак · e7 чорний пішак · f7 чорний пішак · g7 чорний пішак · h7 чорний пішак · c6 чорний пішак · d5 чорний пішак · d4 білий пішак · e4 білий пішак · a2 білий пішак · b2 білий пішак · c2 білий пішак · f2 білий пішак · g2 білий пішак · h2 білий пішак · a1 біла тура · b1 білий кінь · c1 білий слон · d1 білий ферзь · e1 білий король · f1 білий слон · g1 білий кінь · h1 біла тура | a8 чорна тура · b8 чорний кінь · c8 чорний слон · d8 чорний ферзь · e8 чорний король · f8 чорний слон · g8 чорний кінь · h8 чорна тура · a7 чорний пішак · b7 чорний пішак · e7 чорний пішак · f7 чорний пішак · g7 чорний пішак · h7 чорний пішак · c6 чорний пішак · d5 чорний пішак · d4 білий пішак · e4 білий пішак · a2 білий пішак · b2 білий пішак · c2 білий пішак · f2 білий пішак · g2 білий пішак · h2 білий пішак · a1 біла тура · b1 білий кінь · c1 білий слон · d1 білий ферзь · e1 білий король · f1 білий слон · g1 білий кінь · h1 біла тура | 2 |
| 1 | a8 чорна тура · b8 чорний кінь · c8 чорний слон · d8 чорний ферзь · e8 чорний король · f8 чорний слон · g8 чорний кінь · h8 чорна тура · a7 чорний пішак · b7 чорний пішак · e7 чорний пішак · f7 чорний пішак · g7 чорний пішак · h7 чорний пішак · c6 чорний пішак · d5 чорний пішак · d4 білий пішак · e4 білий пішак · a2 білий пішак · b2 білий пішак · c2 білий пішак · f2 білий пішак · g2 білий пішак · h2 білий пішак · a1 біла тура · b1 білий кінь · c1 білий слон · d1 білий ферзь · e1 білий король · f1 білий слон · g1 білий кінь · h1 біла тура | a8 чорна тура · b8 чорний кінь · c8 чорний слон · d8 чорний ферзь · e8 чорний король · f8 чорний слон · g8 чорний кінь · h8 чорна тура · a7 чорний пішак · b7 чорний пішак · e7 чорний пішак · f7 чорний пішак · g7 чорний пішак · h7 чорний пішак · c6 чорний пішак · d5 чорний пішак · d4 білий пішак · e4 білий пішак · a2 білий пішак · b2 білий пішак · c2 білий пішак · f2 білий пішак · g2 білий пішак · h2 білий пішак · a1 біла тура · b1 білий кінь · c1 білий слон · d1 білий ферзь · e1 білий король · f1 білий слон · g1 білий кінь · h1 біла тура | a8 чорна тура · b8 чорний кінь · c8 чорний слон · d8 чорний ферзь · e8 чорний король · f8 чорний слон · g8 чорний кінь · h8 чорна тура · a7 чорний пішак · b7 чорний пішак · e7 чорний пішак · f7 чорний пішак · g7 чорний пішак · h7 чорний пішак · c6 чорний пішак · d5 чорний пішак · d4 білий пішак · e4 білий пішак · a2 білий пішак · b2 білий пішак · c2 білий пішак · f2 білий пішак · g2 білий пішак · h2 білий пішак · a1 біла тура · b1 білий кінь · c1 білий слон · d1 білий ферзь · e1 білий король · f1 білий слон · g1 білий кінь · h1 біла тура | a8 чорна тура · b8 чорний кінь · c8 чорний слон · d8 чорний ферзь · e8 чорний король · f8 чорний слон · g8 чорний кінь · h8 чорна тура · a7 чорний пішак · b7 чорний пішак · e7 чорний пішак · f7 чорний пішак · g7 чорний пішак · h7 чорний пішак · c6 чорний пішак · d5 чорний пішак · d4 білий пішак · e4 білий пішак · a2 білий пішак · b2 білий пішак · c2 білий пішак · f2 білий пішак · g2 білий пішак · h2 білий пішак · a1 біла тура · b1 білий кінь · c1 білий слон · d1 білий ферзь · e1 білий король · f1 білий слон · g1 білий кінь · h1 біла тура | a8 чорна тура · b8 чорний кінь · c8 чорний слон · d8 чорний ферзь · e8 чорний король · f8 чорний слон · g8 чорний кінь · h8 чорна тура · a7 чорний пішак · b7 чорний пішак · e7 чорний пішак · f7 чорний пішак · g7 чорний пішак · h7 чорний пішак · c6 чорний пішак · d5 чорний пішак · d4 білий пішак · e4 білий пішак · a2 білий пішак · b2 білий пішак · c2 білий пішак · f2 білий пішак · g2 білий пішак · h2 білий пішак · a1 біла тура · b1 білий кінь · c1 білий слон · d1 білий ферзь · e1 білий король · f1 білий слон · g1 білий кінь · h1 біла тура | a8 чорна тура · b8 чорний кінь · c8 чорний слон · d8 чорний ферзь · e8 чорний король · f8 чорний слон · g8 чорний кінь · h8 чорна тура · a7 чорний пішак · b7 чорний пішак · e7 чорний пішак · f7 чорний пішак · g7 чорний пішак · h7 чорний пішак · c6 чорний пішак · d5 чорний пішак · d4 білий пішак · e4 білий пішак · a2 білий пішак · b2 білий пішак · c2 білий пішак · f2 білий пішак · g2 білий пішак · h2 білий пішак · a1 біла тура · b1 білий кінь · c1 білий слон · d1 білий ферзь · e1 білий король · f1 білий слон · g1 білий кінь · h1 біла тура | a8 чорна тура · b8 чорний кінь · c8 чорний слон · d8 чорний ферзь · e8 чорний король · f8 чорний слон · g8 чорний кінь · h8 чорна тура · a7 чорний пішак · b7 чорний пішак · e7 чорний пішак · f7 чорний пішак · g7 чорний пішак · h7 чорний пішак · c6 чорний пішак · d5 чорний пішак · d4 білий пішак · e4 білий пішак · a2 білий пішак · b2 білий пішак · c2 білий пішак · f2 білий пішак · g2 білий пішак · h2 білий пішак · a1 біла тура · b1 білий кінь · c1 білий слон · d1 білий ферзь · e1 білий король · f1 білий слон · g1 білий кінь · h1 біла тура | a8 чорна тура · b8 чорний кінь · c8 чорний слон · d8 чорний ферзь · e8 чорний король · f8 чорний слон · g8 чорний кінь · h8 чорна тура · a7 чорний пішак · b7 чорний пішак · e7 чорний пішак · f7 чорний пішак · g7 чорний пішак · h7 чорний пішак · c6 чорний пішак · d5 чорний пішак · d4 білий пішак · e4 білий пішак · a2 білий пішак · b2 білий пішак · c2 білий пішак · f2 білий пішак · g2 білий пішак · h2 білий пішак · a1 біла тура · b1 білий кінь · c1 білий слон · d1 білий ферзь · e1 білий король · f1 білий слон · g1 білий кінь · h1 біла тура | 1 |
|   | a | b | c | d | e | f | g | h |   |

|   | a | b | c | d | e | f | g | h |   |
| 8 | a8 чорна тура · c8 чорний слон · d8 чорний ферзь · e8 чорний король · f8 чорний слон · g8 чорний кінь · h8 чорна тура · a7 чорний пішак · b7 чорний пішак · c7 чорний пішак · d7 чорний пішак · e7 чорний пішак · f7 чорний пішак · g7 чорний пішак · h7 чорний пішак · c6 чорний кінь · e4 білий пішак · a2 білий пішак · b2 білий пішак · c2 білий пішак · d2 білий пішак · f2 білий пішак · g2 білий пішак · h2 білий пішак · a1 біла тура · b1 білий кінь · c1 білий слон · d1 білий ферзь · e1 білий король · f1 білий слон · g1 білий кінь · h1 біла тура | a8 чорна тура · c8 чорний слон · d8 чорний ферзь · e8 чорний король · f8 чорний слон · g8 чорний кінь · h8 чорна тура · a7 чорний пішак · b7 чорний пішак · c7 чорний пішак · d7 чорний пішак · e7 чорний пішак · f7 чорний пішак · g7 чорний пішак · h7 чорний пішак · c6 чорний кінь · e4 білий пішак · a2 білий пішак · b2 білий пішак · c2 білий пішак · d2 білий пішак · f2 білий пішак · g2 білий пішак · h2 білий пішак · a1 біла тура · b1 білий кінь · c1 білий слон · d1 білий ферзь · e1 білий король · f1 білий слон · g1 білий кінь · h1 біла тура | a8 чорна тура · c8 чорний слон · d8 чорний ферзь · e8 чорний король · f8 чорний слон · g8 чорний кінь · h8 чорна тура · a7 чорний пішак · b7 чорний пішак · c7 чорний пішак · d7 чорний пішак · e7 чорний пішак · f7 чорний пішак · g7 чорний пішак · h7 чорний пішак · c6 чорний кінь · e4 білий пішак · a2 білий пішак · b2 білий пішак · c2 білий пішак · d2 білий пішак · f2 білий пішак · g2 білий пішак · h2 білий пішак · a1 біла тура · b1 білий кінь · c1 білий слон · d1 білий ферзь · e1 білий король · f1 білий слон · g1 білий кінь · h1 біла тура | a8 чорна тура · c8 чорний слон · d8 чорний ферзь · e8 чорний король · f8 чорний слон · g8 чорний кінь · h8 чорна тура · a7 чорний пішак · b7 чорний пішак · c7 чорний пішак · d7 чорний пішак · e7 чорний пішак · f7 чорний пішак · g7 чорний пішак · h7 чорний пішак · c6 чорний кінь · e4 білий пішак · a2 білий пішак · b2 білий пішак · c2 білий пішак · d2 білий пішак · f2 білий пішак · g2 білий пішак · h2 білий пішак · a1 біла тура · b1 білий кінь · c1 білий слон · d1 білий ферзь · e1 білий король · f1 білий слон · g1 білий кінь · h1 біла тура | a8 чорна тура · c8 чорний слон · d8 чорний ферзь · e8 чорний король · f8 чорний слон · g8 чорний кінь · h8 чорна тура · a7 чорний пішак · b7 чорний пішак · c7 чорний пішак · d7 чорний пішак · e7 чорний пішак · f7 чорний пішак · g7 чорний пішак · h7 чорний пішак · c6 чорний кінь · e4 білий пішак · a2 білий пішак · b2 білий пішак · c2 білий пішак · d2 білий пішак · f2 білий пішак · g2 білий пішак · h2 білий пішак · a1 біла тура · b1 білий кінь · c1 білий слон · d1 білий ферзь · e1 білий король · f1 білий слон · g1 білий кінь · h1 біла тура | a8 чорна тура · c8 чорний слон · d8 чорний ферзь · e8 чорний король · f8 чорний слон · g8 чорний кінь · h8 чорна тура · a7 чорний пішак · b7 чорний пішак · c7 чорний пішак · d7 чорний пішак · e7 чорний пішак · f7 чорний пішак · g7 чорний пішак · h7 чорний пішак · c6 чорний кінь · e4 білий пішак · a2 білий пішак · b2 білий пішак · c2 білий пішак · d2 білий пішак · f2 білий пішак · g2 білий пішак · h2 білий пішак · a1 біла тура · b1 білий кінь · c1 білий слон · d1 білий ферзь · e1 білий король · f1 білий слон · g1 білий кінь · h1 біла тура | a8 чорна тура · c8 чорний слон · d8 чорний ферзь · e8 чорний король · f8 чорний слон · g8 чорний кінь · h8 чорна тура · a7 чорний пішак · b7 чорний пішак · c7 чорний пішак · d7 чорний пішак · e7 чорний пішак · f7 чорний пішак · g7 чорний пішак · h7 чорний пішак · c6 чорний кінь · e4 білий пішак · a2 білий пішак · b2 білий пішак · c2 білий пішак · d2 білий пішак · f2 білий пішак · g2 білий пішак · h2 білий пішак · a1 біла тура · b1 білий кінь · c1 білий слон · d1 білий ферзь · e1 білий король · f1 білий слон · g1 білий кінь · h1 біла тура | a8 чорна тура · c8 чорний слон · d8 чорний ферзь · e8 чорний король · f8 чорний слон · g8 чорний кінь · h8 чорна тура · a7 чорний пішак · b7 чорний пішак · c7 чорний пішак · d7 чорний пішак · e7 чорний пішак · f7 чорний пішак · g7 чорний пішак · h7 чорний пішак · c6 чорний кінь · e4 білий пішак · a2 білий пішак · b2 білий пішак · c2 білий пішак · d2 білий пішак · f2 білий пішак · g2 білий пішак · h2 білий пішак · a1 біла тура · b1 білий кінь · c1 білий слон · d1 білий ферзь · e1 білий король · f1 білий слон · g1 білий кінь · h1 біла тура | 8 |
| 7 | a8 чорна тура · c8 чорний слон · d8 чорний ферзь · e8 чорний король · f8 чорний слон · g8 чорний кінь · h8 чорна тура · a7 чорний пішак · b7 чорний пішак · c7 чорний пішак · d7 чорний пішак · e7 чорний пішак · f7 чорний пішак · g7 чорний пішак · h7 чорний пішак · c6 чорний кінь · e4 білий пішак · a2 білий пішак · b2 білий пішак · c2 білий пішак · d2 білий пішак · f2 білий пішак · g2 білий пішак · h2 білий пішак · a1 біла тура · b1 білий кінь · c1 білий слон · d1 білий ферзь · e1 білий король · f1 білий слон · g1 білий кінь · h1 біла тура | a8 чорна тура · c8 чорний слон · d8 чорний ферзь · e8 чорний король · f8 чорний слон · g8 чорний кінь · h8 чорна тура · a7 чорний пішак · b7 чорний пішак · c7 чорний пішак · d7 чорний пішак · e7 чорний пішак · f7 чорний пішак · g7 чорний пішак · h7 чорний пішак · c6 чорний кінь · e4 білий пішак · a2 білий пішак · b2 білий пішак · c2 білий пішак · d2 білий пішак · f2 білий пішак · g2 білий пішак · h2 білий пішак · a1 біла тура · b1 білий кінь · c1 білий слон · d1 білий ферзь · e1 білий король · f1 білий слон · g1 білий кінь · h1 біла тура | a8 чорна тура · c8 чорний слон · d8 чорний ферзь · e8 чорний король · f8 чорний слон · g8 чорний кінь · h8 чорна тура · a7 чорний пішак · b7 чорний пішак · c7 чорний пішак · d7 чорний пішак · e7 чорний пішак · f7 чорний пішак · g7 чорний пішак · h7 чорний пішак · c6 чорний кінь · e4 білий пішак · a2 білий пішак · b2 білий пішак · c2 білий пішак · d2 білий пішак · f2 білий пішак · g2 білий пішак · h2 білий пішак · a1 біла тура · b1 білий кінь · c1 білий слон · d1 білий ферзь · e1 білий король · f1 білий слон · g1 білий кінь · h1 біла тура | a8 чорна тура · c8 чорний слон · d8 чорний ферзь · e8 чорний король · f8 чорний слон · g8 чорний кінь · h8 чорна тура · a7 чорний пішак · b7 чорний пішак · c7 чорний пішак · d7 чорний пішак · e7 чорний пішак · f7 чорний пішак · g7 чорний пішак · h7 чорний пішак · c6 чорний кінь · e4 білий пішак · a2 білий пішак · b2 білий пішак · c2 білий пішак · d2 білий пішак · f2 білий пішак · g2 білий пішак · h2 білий пішак · a1 біла тура · b1 білий кінь · c1 білий слон · d1 білий ферзь · e1 білий король · f1 білий слон · g1 білий кінь · h1 біла тура | a8 чорна тура · c8 чорний слон · d8 чорний ферзь · e8 чорний король · f8 чорний слон · g8 чорний кінь · h8 чорна тура · a7 чорний пішак · b7 чорний пішак · c7 чорний пішак · d7 чорний пішак · e7 чорний пішак · f7 чорний пішак · g7 чорний пішак · h7 чорний пішак · c6 чорний кінь · e4 білий пішак · a2 білий пішак · b2 білий пішак · c2 білий пішак · d2 білий пішак · f2 білий пішак · g2 білий пішак · h2 білий пішак · a1 біла тура · b1 білий кінь · c1 білий слон · d1 білий ферзь · e1 білий король · f1 білий слон · g1 білий кінь · h1 біла тура | a8 чорна тура · c8 чорний слон · d8 чорний ферзь · e8 чорний король · f8 чорний слон · g8 чорний кінь · h8 чорна тура · a7 чорний пішак · b7 чорний пішак · c7 чорний пішак · d7 чорний пішак · e7 чорний пішак · f7 чорний пішак · g7 чорний пішак · h7 чорний пішак · c6 чорний кінь · e4 білий пішак · a2 білий пішак · b2 білий пішак · c2 білий пішак · d2 білий пішак · f2 білий пішак · g2 білий пішак · h2 білий пішак · a1 біла тура · b1 білий кінь · c1 білий слон · d1 білий ферзь · e1 білий король · f1 білий слон · g1 білий кінь · h1 біла тура | a8 чорна тура · c8 чорний слон · d8 чорний ферзь · e8 чорний король · f8 чорний слон · g8 чорний кінь · h8 чорна тура · a7 чорний пішак · b7 чорний пішак · c7 чорний пішак · d7 чорний пішак · e7 чорний пішак · f7 чорний пішак · g7 чорний пішак · h7 чорний пішак · c6 чорний кінь · e4 білий пішак · a2 білий пішак · b2 білий пішак · c2 білий пішак · d2 білий пішак · f2 білий пішак · g2 білий пішак · h2 білий пішак · a1 біла тура · b1 білий кінь · c1 білий слон · d1 білий ферзь · e1 білий король · f1 білий слон · g1 білий кінь · h1 біла тура | a8 чорна тура · c8 чорний слон · d8 чорний ферзь · e8 чорний король · f8 чорний слон · g8 чорний кінь · h8 чорна тура · a7 чорний пішак · b7 чорний пішак · c7 чорний пішак · d7 чорний пішак · e7 чорний пішак · f7 чорний пішак · g7 чорний пішак · h7 чорний пішак · c6 чорний кінь · e4 білий пішак · a2 білий пішак · b2 білий пішак · c2 білий пішак · d2 білий пішак · f2 білий пішак · g2 білий пішак · h2 білий пішак · a1 біла тура · b1 білий кінь · c1 білий слон · d1 білий ферзь · e1 білий король · f1 білий слон · g1 білий кінь · h1 біла тура | 7 |
| 6 | a8 чорна тура · c8 чорний слон · d8 чорний ферзь · e8 чорний король · f8 чорний слон · g8 чорний кінь · h8 чорна тура · a7 чорний пішак · b7 чорний пішак · c7 чорний пішак · d7 чорний пішак · e7 чорний пішак · f7 чорний пішак · g7 чорний пішак · h7 чорний пішак · c6 чорний кінь · e4 білий пішак · a2 білий пішак · b2 білий пішак · c2 білий пішак · d2 білий пішак · f2 білий пішак · g2 білий пішак · h2 білий пішак · a1 біла тура · b1 білий кінь · c1 білий слон · d1 білий ферзь · e1 білий король · f1 білий слон · g1 білий кінь · h1 біла тура | a8 чорна тура · c8 чорний слон · d8 чорний ферзь · e8 чорний король · f8 чорний слон · g8 чорний кінь · h8 чорна тура · a7 чорний пішак · b7 чорний пішак · c7 чорний пішак · d7 чорний пішак · e7 чорний пішак · f7 чорний пішак · g7 чорний пішак · h7 чорний пішак · c6 чорний кінь · e4 білий пішак · a2 білий пішак · b2 білий пішак · c2 білий пішак · d2 білий пішак · f2 білий пішак · g2 білий пішак · h2 білий пішак · a1 біла тура · b1 білий кінь · c1 білий слон · d1 білий ферзь · e1 білий король · f1 білий слон · g1 білий кінь · h1 біла тура | a8 чорна тура · c8 чорний слон · d8 чорний ферзь · e8 чорний король · f8 чорний слон · g8 чорний кінь · h8 чорна тура · a7 чорний пішак · b7 чорний пішак · c7 чорний пішак · d7 чорний пішак · e7 чорний пішак · f7 чорний пішак · g7 чорний пішак · h7 чорний пішак · c6 чорний кінь · e4 білий пішак · a2 білий пішак · b2 білий пішак · c2 білий пішак · d2 білий пішак · f2 білий пішак · g2 білий пішак · h2 білий пішак · a1 біла тура · b1 білий кінь · c1 білий слон · d1 білий ферзь · e1 білий король · f1 білий слон · g1 білий кінь · h1 біла тура | a8 чорна тура · c8 чорний слон · d8 чорний ферзь · e8 чорний король · f8 чорний слон · g8 чорний кінь · h8 чорна тура · a7 чорний пішак · b7 чорний пішак · c7 чорний пішак · d7 чорний пішак · e7 чорний пішак · f7 чорний пішак · g7 чорний пішак · h7 чорний пішак · c6 чорний кінь · e4 білий пішак · a2 білий пішак · b2 білий пішак · c2 білий пішак · d2 білий пішак · f2 білий пішак · g2 білий пішак · h2 білий пішак · a1 біла тура · b1 білий кінь · c1 білий слон · d1 білий ферзь · e1 білий король · f1 білий слон · g1 білий кінь · h1 біла тура | a8 чорна тура · c8 чорний слон · d8 чорний ферзь · e8 чорний король · f8 чорний слон · g8 чорний кінь · h8 чорна тура · a7 чорний пішак · b7 чорний пішак · c7 чорний пішак · d7 чорний пішак · e7 чорний пішак · f7 чорний пішак · g7 чорний пішак · h7 чорний пішак · c6 чорний кінь · e4 білий пішак · a2 білий пішак · b2 білий пішак · c2 білий пішак · d2 білий пішак · f2 білий пішак · g2 білий пішак · h2 білий пішак · a1 біла тура · b1 білий кінь · c1 білий слон · d1 білий ферзь · e1 білий король · f1 білий слон · g1 білий кінь · h1 біла тура | a8 чорна тура · c8 чорний слон · d8 чорний ферзь · e8 чорний король · f8 чорний слон · g8 чорний кінь · h8 чорна тура · a7 чорний пішак · b7 чорний пішак · c7 чорний пішак · d7 чорний пішак · e7 чорний пішак · f7 чорний пішак · g7 чорний пішак · h7 чорний пішак · c6 чорний кінь · e4 білий пішак · a2 білий пішак · b2 білий пішак · c2 білий пішак · d2 білий пішак · f2 білий пішак · g2 білий пішак · h2 білий пішак · a1 біла тура · b1 білий кінь · c1 білий слон · d1 білий ферзь · e1 білий король · f1 білий слон · g1 білий кінь · h1 біла тура | a8 чорна тура · c8 чорний слон · d8 чорний ферзь · e8 чорний король · f8 чорний слон · g8 чорний кінь · h8 чорна тура · a7 чорний пішак · b7 чорний пішак · c7 чорний пішак · d7 чорний пішак · e7 чорний пішак · f7 чорний пішак · g7 чорний пішак · h7 чорний пішак · c6 чорний кінь · e4 білий пішак · a2 білий пішак · b2 білий пішак · c2 білий пішак · d2 білий пішак · f2 білий пішак · g2 білий пішак · h2 білий пішак · a1 біла тура · b1 білий кінь · c1 білий слон · d1 білий ферзь · e1 білий король · f1 білий слон · g1 білий кінь · h1 біла тура | a8 чорна тура · c8 чорний слон · d8 чорний ферзь · e8 чорний король · f8 чорний слон · g8 чорний кінь · h8 чорна тура · a7 чорний пішак · b7 чорний пішак · c7 чорний пішак · d7 чорний пішак · e7 чорний пішак · f7 чорний пішак · g7 чорний пішак · h7 чорний пішак · c6 чорний кінь · e4 білий пішак · a2 білий пішак · b2 білий пішак · c2 білий пішак · d2 білий пішак · f2 білий пішак · g2 білий пішак · h2 білий пішак · a1 біла тура · b1 білий кінь · c1 білий слон · d1 білий ферзь · e1 білий король · f1 білий слон · g1 білий кінь · h1 біла тура | 6 |
| 5 | a8 чорна тура · c8 чорний слон · d8 чорний ферзь · e8 чорний король · f8 чорний слон · g8 чорний кінь · h8 чорна тура · a7 чорний пішак · b7 чорний пішак · c7 чорний пішак · d7 чорний пішак · e7 чорний пішак · f7 чорний пішак · g7 чорний пішак · h7 чорний пішак · c6 чорний кінь · e4 білий пішак · a2 білий пішак · b2 білий пішак · c2 білий пішак · d2 білий пішак · f2 білий пішак · g2 білий пішак · h2 білий пішак · a1 біла тура · b1 білий кінь · c1 білий слон · d1 білий ферзь · e1 білий король · f1 білий слон · g1 білий кінь · h1 біла тура | a8 чорна тура · c8 чорний слон · d8 чорний ферзь · e8 чорний король · f8 чорний слон · g8 чорний кінь · h8 чорна тура · a7 чорний пішак · b7 чорний пішак · c7 чорний пішак · d7 чорний пішак · e7 чорний пішак · f7 чорний пішак · g7 чорний пішак · h7 чорний пішак · c6 чорний кінь · e4 білий пішак · a2 білий пішак · b2 білий пішак · c2 білий пішак · d2 білий пішак · f2 білий пішак · g2 білий пішак · h2 білий пішак · a1 біла тура · b1 білий кінь · c1 білий слон · d1 білий ферзь · e1 білий король · f1 білий слон · g1 білий кінь · h1 біла тура | a8 чорна тура · c8 чорний слон · d8 чорний ферзь · e8 чорний король · f8 чорний слон · g8 чорний кінь · h8 чорна тура · a7 чорний пішак · b7 чорний пішак · c7 чорний пішак · d7 чорний пішак · e7 чорний пішак · f7 чорний пішак · g7 чорний пішак · h7 чорний пішак · c6 чорний кінь · e4 білий пішак · a2 білий пішак · b2 білий пішак · c2 білий пішак · d2 білий пішак · f2 білий пішак · g2 білий пішак · h2 білий пішак · a1 біла тура · b1 білий кінь · c1 білий слон · d1 білий ферзь · e1 білий король · f1 білий слон · g1 білий кінь · h1 біла тура | a8 чорна тура · c8 чорний слон · d8 чорний ферзь · e8 чорний король · f8 чорний слон · g8 чорний кінь · h8 чорна тура · a7 чорний пішак · b7 чорний пішак · c7 чорний пішак · d7 чорний пішак · e7 чорний пішак · f7 чорний пішак · g7 чорний пішак · h7 чорний пішак · c6 чорний кінь · e4 білий пішак · a2 білий пішак · b2 білий пішак · c2 білий пішак · d2 білий пішак · f2 білий пішак · g2 білий пішак · h2 білий пішак · a1 біла тура · b1 білий кінь · c1 білий слон · d1 білий ферзь · e1 білий король · f1 білий слон · g1 білий кінь · h1 біла тура | a8 чорна тура · c8 чорний слон · d8 чорний ферзь · e8 чорний король · f8 чорний слон · g8 чорний кінь · h8 чорна тура · a7 чорний пішак · b7 чорний пішак · c7 чорний пішак · d7 чорний пішак · e7 чорний пішак · f7 чорний пішак · g7 чорний пішак · h7 чорний пішак · c6 чорний кінь · e4 білий пішак · a2 білий пішак · b2 білий пішак · c2 білий пішак · d2 білий пішак · f2 білий пішак · g2 білий пішак · h2 білий пішак · a1 біла тура · b1 білий кінь · c1 білий слон · d1 білий ферзь · e1 білий король · f1 білий слон · g1 білий кінь · h1 біла тура | a8 чорна тура · c8 чорний слон · d8 чорний ферзь · e8 чорний король · f8 чорний слон · g8 чорний кінь · h8 чорна тура · a7 чорний пішак · b7 чорний пішак · c7 чорний пішак · d7 чорний пішак · e7 чорний пішак · f7 чорний пішак · g7 чорний пішак · h7 чорний пішак · c6 чорний кінь · e4 білий пішак · a2 білий пішак · b2 білий пішак · c2 білий пішак · d2 білий пішак · f2 білий пішак · g2 білий пішак · h2 білий пішак · a1 біла тура · b1 білий кінь · c1 білий слон · d1 білий ферзь · e1 білий король · f1 білий слон · g1 білий кінь · h1 біла тура | a8 чорна тура · c8 чорний слон · d8 чорний ферзь · e8 чорний король · f8 чорний слон · g8 чорний кінь · h8 чорна тура · a7 чорний пішак · b7 чорний пішак · c7 чорний пішак · d7 чорний пішак · e7 чорний пішак · f7 чорний пішак · g7 чорний пішак · h7 чорний пішак · c6 чорний кінь · e4 білий пішак · a2 білий пішак · b2 білий пішак · c2 білий пішак · d2 білий пішак · f2 білий пішак · g2 білий пішак · h2 білий пішак · a1 біла тура · b1 білий кінь · c1 білий слон · d1 білий ферзь · e1 білий король · f1 білий слон · g1 білий кінь · h1 біла тура | a8 чорна тура · c8 чорний слон · d8 чорний ферзь · e8 чорний король · f8 чорний слон · g8 чорний кінь · h8 чорна тура · a7 чорний пішак · b7 чорний пішак · c7 чорний пішак · d7 чорний пішак · e7 чорний пішак · f7 чорний пішак · g7 чорний пішак · h7 чорний пішак · c6 чорний кінь · e4 білий пішак · a2 білий пішак · b2 білий пішак · c2 білий пішак · d2 білий пішак · f2 білий пішак · g2 білий пішак · h2 білий пішак · a1 біла тура · b1 білий кінь · c1 білий слон · d1 білий ферзь · e1 білий король · f1 білий слон · g1 білий кінь · h1 біла тура | 5 |
| 4 | a8 чорна тура · c8 чорний слон · d8 чорний ферзь · e8 чорний король · f8 чорний слон · g8 чорний кінь · h8 чорна тура · a7 чорний пішак · b7 чорний пішак · c7 чорний пішак · d7 чорний пішак · e7 чорний пішак · f7 чорний пішак · g7 чорний пішак · h7 чорний пішак · c6 чорний кінь · e4 білий пішак · a2 білий пішак · b2 білий пішак · c2 білий пішак · d2 білий пішак · f2 білий пішак · g2 білий пішак · h2 білий пішак · a1 біла тура · b1 білий кінь · c1 білий слон · d1 білий ферзь · e1 білий король · f1 білий слон · g1 білий кінь · h1 біла тура | a8 чорна тура · c8 чорний слон · d8 чорний ферзь · e8 чорний король · f8 чорний слон · g8 чорний кінь · h8 чорна тура · a7 чорний пішак · b7 чорний пішак · c7 чорний пішак · d7 чорний пішак · e7 чорний пішак · f7 чорний пішак · g7 чорний пішак · h7 чорний пішак · c6 чорний кінь · e4 білий пішак · a2 білий пішак · b2 білий пішак · c2 білий пішак · d2 білий пішак · f2 білий пішак · g2 білий пішак · h2 білий пішак · a1 біла тура · b1 білий кінь · c1 білий слон · d1 білий ферзь · e1 білий король · f1 білий слон · g1 білий кінь · h1 біла тура | a8 чорна тура · c8 чорний слон · d8 чорний ферзь · e8 чорний король · f8 чорний слон · g8 чорний кінь · h8 чорна тура · a7 чорний пішак · b7 чорний пішак · c7 чорний пішак · d7 чорний пішак · e7 чорний пішак · f7 чорний пішак · g7 чорний пішак · h7 чорний пішак · c6 чорний кінь · e4 білий пішак · a2 білий пішак · b2 білий пішак · c2 білий пішак · d2 білий пішак · f2 білий пішак · g2 білий пішак · h2 білий пішак · a1 біла тура · b1 білий кінь · c1 білий слон · d1 білий ферзь · e1 білий король · f1 білий слон · g1 білий кінь · h1 біла тура | a8 чорна тура · c8 чорний слон · d8 чорний ферзь · e8 чорний король · f8 чорний слон · g8 чорний кінь · h8 чорна тура · a7 чорний пішак · b7 чорний пішак · c7 чорний пішак · d7 чорний пішак · e7 чорний пішак · f7 чорний пішак · g7 чорний пішак · h7 чорний пішак · c6 чорний кінь · e4 білий пішак · a2 білий пішак · b2 білий пішак · c2 білий пішак · d2 білий пішак · f2 білий пішак · g2 білий пішак · h2 білий пішак · a1 біла тура · b1 білий кінь · c1 білий слон · d1 білий ферзь · e1 білий король · f1 білий слон · g1 білий кінь · h1 біла тура | a8 чорна тура · c8 чорний слон · d8 чорний ферзь · e8 чорний король · f8 чорний слон · g8 чорний кінь · h8 чорна тура · a7 чорний пішак · b7 чорний пішак · c7 чорний пішак · d7 чорний пішак · e7 чорний пішак · f7 чорний пішак · g7 чорний пішак · h7 чорний пішак · c6 чорний кінь · e4 білий пішак · a2 білий пішак · b2 білий пішак · c2 білий пішак · d2 білий пішак · f2 білий пішак · g2 білий пішак · h2 білий пішак · a1 біла тура · b1 білий кінь · c1 білий слон · d1 білий ферзь · e1 білий король · f1 білий слон · g1 білий кінь · h1 біла тура | a8 чорна тура · c8 чорний слон · d8 чорний ферзь · e8 чорний король · f8 чорний слон · g8 чорний кінь · h8 чорна тура · a7 чорний пішак · b7 чорний пішак · c7 чорний пішак · d7 чорний пішак · e7 чорний пішак · f7 чорний пішак · g7 чорний пішак · h7 чорний пішак · c6 чорний кінь · e4 білий пішак · a2 білий пішак · b2 білий пішак · c2 білий пішак · d2 білий пішак · f2 білий пішак · g2 білий пішак · h2 білий пішак · a1 біла тура · b1 білий кінь · c1 білий слон · d1 білий ферзь · e1 білий король · f1 білий слон · g1 білий кінь · h1 біла тура | a8 чорна тура · c8 чорний слон · d8 чорний ферзь · e8 чорний король · f8 чорний слон · g8 чорний кінь · h8 чорна тура · a7 чорний пішак · b7 чорний пішак · c7 чорний пішак · d7 чорний пішак · e7 чорний пішак · f7 чорний пішак · g7 чорний пішак · h7 чорний пішак · c6 чорний кінь · e4 білий пішак · a2 білий пішак · b2 білий пішак · c2 білий пішак · d2 білий пішак · f2 білий пішак · g2 білий пішак · h2 білий пішак · a1 біла тура · b1 білий кінь · c1 білий слон · d1 білий ферзь · e1 білий король · f1 білий слон · g1 білий кінь · h1 біла тура | a8 чорна тура · c8 чорний слон · d8 чорний ферзь · e8 чорний король · f8 чорний слон · g8 чорний кінь · h8 чорна тура · a7 чорний пішак · b7 чорний пішак · c7 чорний пішак · d7 чорний пішак · e7 чорний пішак · f7 чорний пішак · g7 чорний пішак · h7 чорний пішак · c6 чорний кінь · e4 білий пішак · a2 білий пішак · b2 білий пішак · c2 білий пішак · d2 білий пішак · f2 білий пішак · g2 білий пішак · h2 білий пішак · a1 біла тура · b1 білий кінь · c1 білий слон · d1 білий ферзь · e1 білий король · f1 білий слон · g1 білий кінь · h1 біла тура | 4 |
| 3 | a8 чорна тура · c8 чорний слон · d8 чорний ферзь · e8 чорний король · f8 чорний слон · g8 чорний кінь · h8 чорна тура · a7 чорний пішак · b7 чорний пішак · c7 чорний пішак · d7 чорний пішак · e7 чорний пішак · f7 чорний пішак · g7 чорний пішак · h7 чорний пішак · c6 чорний кінь · e4 білий пішак · a2 білий пішак · b2 білий пішак · c2 білий пішак · d2 білий пішак · f2 білий пішак · g2 білий пішак · h2 білий пішак · a1 біла тура · b1 білий кінь · c1 білий слон · d1 білий ферзь · e1 білий король · f1 білий слон · g1 білий кінь · h1 біла тура | a8 чорна тура · c8 чорний слон · d8 чорний ферзь · e8 чорний король · f8 чорний слон · g8 чорний кінь · h8 чорна тура · a7 чорний пішак · b7 чорний пішак · c7 чорний пішак · d7 чорний пішак · e7 чорний пішак · f7 чорний пішак · g7 чорний пішак · h7 чорний пішак · c6 чорний кінь · e4 білий пішак · a2 білий пішак · b2 білий пішак · c2 білий пішак · d2 білий пішак · f2 білий пішак · g2 білий пішак · h2 білий пішак · a1 біла тура · b1 білий кінь · c1 білий слон · d1 білий ферзь · e1 білий король · f1 білий слон · g1 білий кінь · h1 біла тура | a8 чорна тура · c8 чорний слон · d8 чорний ферзь · e8 чорний король · f8 чорний слон · g8 чорний кінь · h8 чорна тура · a7 чорний пішак · b7 чорний пішак · c7 чорний пішак · d7 чорний пішак · e7 чорний пішак · f7 чорний пішак · g7 чорний пішак · h7 чорний пішак · c6 чорний кінь · e4 білий пішак · a2 білий пішак · b2 білий пішак · c2 білий пішак · d2 білий пішак · f2 білий пішак · g2 білий пішак · h2 білий пішак · a1 біла тура · b1 білий кінь · c1 білий слон · d1 білий ферзь · e1 білий король · f1 білий слон · g1 білий кінь · h1 біла тура | a8 чорна тура · c8 чорний слон · d8 чорний ферзь · e8 чорний король · f8 чорний слон · g8 чорний кінь · h8 чорна тура · a7 чорний пішак · b7 чорний пішак · c7 чорний пішак · d7 чорний пішак · e7 чорний пішак · f7 чорний пішак · g7 чорний пішак · h7 чорний пішак · c6 чорний кінь · e4 білий пішак · a2 білий пішак · b2 білий пішак · c2 білий пішак · d2 білий пішак · f2 білий пішак · g2 білий пішак · h2 білий пішак · a1 біла тура · b1 білий кінь · c1 білий слон · d1 білий ферзь · e1 білий король · f1 білий слон · g1 білий кінь · h1 біла тура | a8 чорна тура · c8 чорний слон · d8 чорний ферзь · e8 чорний король · f8 чорний слон · g8 чорний кінь · h8 чорна тура · a7 чорний пішак · b7 чорний пішак · c7 чорний пішак · d7 чорний пішак · e7 чорний пішак · f7 чорний пішак · g7 чорний пішак · h7 чорний пішак · c6 чорний кінь · e4 білий пішак · a2 білий пішак · b2 білий пішак · c2 білий пішак · d2 білий пішак · f2 білий пішак · g2 білий пішак · h2 білий пішак · a1 біла тура · b1 білий кінь · c1 білий слон · d1 білий ферзь · e1 білий король · f1 білий слон · g1 білий кінь · h1 біла тура | a8 чорна тура · c8 чорний слон · d8 чорний ферзь · e8 чорний король · f8 чорний слон · g8 чорний кінь · h8 чорна тура · a7 чорний пішак · b7 чорний пішак · c7 чорний пішак · d7 чорний пішак · e7 чорний пішак · f7 чорний пішак · g7 чорний пішак · h7 чорний пішак · c6 чорний кінь · e4 білий пішак · a2 білий пішак · b2 білий пішак · c2 білий пішак · d2 білий пішак · f2 білий пішак · g2 білий пішак · h2 білий пішак · a1 біла тура · b1 білий кінь · c1 білий слон · d1 білий ферзь · e1 білий король · f1 білий слон · g1 білий кінь · h1 біла тура | a8 чорна тура · c8 чорний слон · d8 чорний ферзь · e8 чорний король · f8 чорний слон · g8 чорний кінь · h8 чорна тура · a7 чорний пішак · b7 чорний пішак · c7 чорний пішак · d7 чорний пішак · e7 чорний пішак · f7 чорний пішак · g7 чорний пішак · h7 чорний пішак · c6 чорний кінь · e4 білий пішак · a2 білий пішак · b2 білий пішак · c2 білий пішак · d2 білий пішак · f2 білий пішак · g2 білий пішак · h2 білий пішак · a1 біла тура · b1 білий кінь · c1 білий слон · d1 білий ферзь · e1 білий король · f1 білий слон · g1 білий кінь · h1 біла тура | a8 чорна тура · c8 чорний слон · d8 чорний ферзь · e8 чорний король · f8 чорний слон · g8 чорний кінь · h8 чорна тура · a7 чорний пішак · b7 чорний пішак · c7 чорний пішак · d7 чорний пішак · e7 чорний пішак · f7 чорний пішак · g7 чорний пішак · h7 чорний пішак · c6 чорний кінь · e4 білий пішак · a2 білий пішак · b2 білий пішак · c2 білий пішак · d2 білий пішак · f2 білий пішак · g2 білий пішак · h2 білий пішак · a1 біла тура · b1 білий кінь · c1 білий слон · d1 білий ферзь · e1 білий король · f1 білий слон · g1 білий кінь · h1 біла тура | 3 |
| 2 | a8 чорна тура · c8 чорний слон · d8 чорний ферзь · e8 чорний король · f8 чорний слон · g8 чорний кінь · h8 чорна тура · a7 чорний пішак · b7 чорний пішак · c7 чорний пішак · d7 чорний пішак · e7 чорний пішак · f7 чорний пішак · g7 чорний пішак · h7 чорний пішак · c6 чорний кінь · e4 білий пішак · a2 білий пішак · b2 білий пішак · c2 білий пішак · d2 білий пішак · f2 білий пішак · g2 білий пішак · h2 білий пішак · a1 біла тура · b1 білий кінь · c1 білий слон · d1 білий ферзь · e1 білий король · f1 білий слон · g1 білий кінь · h1 біла тура | a8 чорна тура · c8 чорний слон · d8 чорний ферзь · e8 чорний король · f8 чорний слон · g8 чорний кінь · h8 чорна тура · a7 чорний пішак · b7 чорний пішак · c7 чорний пішак · d7 чорний пішак · e7 чорний пішак · f7 чорний пішак · g7 чорний пішак · h7 чорний пішак · c6 чорний кінь · e4 білий пішак · a2 білий пішак · b2 білий пішак · c2 білий пішак · d2 білий пішак · f2 білий пішак · g2 білий пішак · h2 білий пішак · a1 біла тура · b1 білий кінь · c1 білий слон · d1 білий ферзь · e1 білий король · f1 білий слон · g1 білий кінь · h1 біла тура | a8 чорна тура · c8 чорний слон · d8 чорний ферзь · e8 чорний король · f8 чорний слон · g8 чорний кінь · h8 чорна тура · a7 чорний пішак · b7 чорний пішак · c7 чорний пішак · d7 чорний пішак · e7 чорний пішак · f7 чорний пішак · g7 чорний пішак · h7 чорний пішак · c6 чорний кінь · e4 білий пішак · a2 білий пішак · b2 білий пішак · c2 білий пішак · d2 білий пішак · f2 білий пішак · g2 білий пішак · h2 білий пішак · a1 біла тура · b1 білий кінь · c1 білий слон · d1 білий ферзь · e1 білий король · f1 білий слон · g1 білий кінь · h1 біла тура | a8 чорна тура · c8 чорний слон · d8 чорний ферзь · e8 чорний король · f8 чорний слон · g8 чорний кінь · h8 чорна тура · a7 чорний пішак · b7 чорний пішак · c7 чорний пішак · d7 чорний пішак · e7 чорний пішак · f7 чорний пішак · g7 чорний пішак · h7 чорний пішак · c6 чорний кінь · e4 білий пішак · a2 білий пішак · b2 білий пішак · c2 білий пішак · d2 білий пішак · f2 білий пішак · g2 білий пішак · h2 білий пішак · a1 біла тура · b1 білий кінь · c1 білий слон · d1 білий ферзь · e1 білий король · f1 білий слон · g1 білий кінь · h1 біла тура | a8 чорна тура · c8 чорний слон · d8 чорний ферзь · e8 чорний король · f8 чорний слон · g8 чорний кінь · h8 чорна тура · a7 чорний пішак · b7 чорний пішак · c7 чорний пішак · d7 чорний пішак · e7 чорний пішак · f7 чорний пішак · g7 чорний пішак · h7 чорний пішак · c6 чорний кінь · e4 білий пішак · a2 білий пішак · b2 білий пішак · c2 білий пішак · d2 білий пішак · f2 білий пішак · g2 білий пішак · h2 білий пішак · a1 біла тура · b1 білий кінь · c1 білий слон · d1 білий ферзь · e1 білий король · f1 білий слон · g1 білий кінь · h1 біла тура | a8 чорна тура · c8 чорний слон · d8 чорний ферзь · e8 чорний король · f8 чорний слон · g8 чорний кінь · h8 чорна тура · a7 чорний пішак · b7 чорний пішак · c7 чорний пішак · d7 чорний пішак · e7 чорний пішак · f7 чорний пішак · g7 чорний пішак · h7 чорний пішак · c6 чорний кінь · e4 білий пішак · a2 білий пішак · b2 білий пішак · c2 білий пішак · d2 білий пішак · f2 білий пішак · g2 білий пішак · h2 білий пішак · a1 біла тура · b1 білий кінь · c1 білий слон · d1 білий ферзь · e1 білий король · f1 білий слон · g1 білий кінь · h1 біла тура | a8 чорна тура · c8 чорний слон · d8 чорний ферзь · e8 чорний король · f8 чорний слон · g8 чорний кінь · h8 чорна тура · a7 чорний пішак · b7 чорний пішак · c7 чорний пішак · d7 чорний пішак · e7 чорний пішак · f7 чорний пішак · g7 чорний пішак · h7 чорний пішак · c6 чорний кінь · e4 білий пішак · a2 білий пішак · b2 білий пішак · c2 білий пішак · d2 білий пішак · f2 білий пішак · g2 білий пішак · h2 білий пішак · a1 біла тура · b1 білий кінь · c1 білий слон · d1 білий ферзь · e1 білий король · f1 білий слон · g1 білий кінь · h1 біла тура | a8 чорна тура · c8 чорний слон · d8 чорний ферзь · e8 чорний король · f8 чорний слон · g8 чорний кінь · h8 чорна тура · a7 чорний пішак · b7 чорний пішак · c7 чорний пішак · d7 чорний пішак · e7 чорний пішак · f7 чорний пішак · g7 чорний пішак · h7 чорний пішак · c6 чорний кінь · e4 білий пішак · a2 білий пішак · b2 білий пішак · c2 білий пішак · d2 білий пішак · f2 білий пішак · g2 білий пішак · h2 білий пішак · a1 біла тура · b1 білий кінь · c1 білий слон · d1 білий ферзь · e1 білий король · f1 білий слон · g1 білий кінь · h1 біла тура | 2 |
| 1 | a8 чорна тура · c8 чорний слон · d8 чорний ферзь · e8 чорний король · f8 чорний слон · g8 чорний кінь · h8 чорна тура · a7 чорний пішак · b7 чорний пішак · c7 чорний пішак · d7 чорний пішак · e7 чорний пішак · f7 чорний пішак · g7 чорний пішак · h7 чорний пішак · c6 чорний кінь · e4 білий пішак · a2 білий пішак · b2 білий пішак · c2 білий пішак · d2 білий пішак · f2 білий пішак · g2 білий пішак · h2 білий пішак · a1 біла тура · b1 білий кінь · c1 білий слон · d1 білий ферзь · e1 білий король · f1 білий слон · g1 білий кінь · h1 біла тура | a8 чорна тура · c8 чорний слон · d8 чорний ферзь · e8 чорний король · f8 чорний слон · g8 чорний кінь · h8 чорна тура · a7 чорний пішак · b7 чорний пішак · c7 чорний пішак · d7 чорний пішак · e7 чорний пішак · f7 чорний пішак · g7 чорний пішак · h7 чорний пішак · c6 чорний кінь · e4 білий пішак · a2 білий пішак · b2 білий пішак · c2 білий пішак · d2 білий пішак · f2 білий пішак · g2 білий пішак · h2 білий пішак · a1 біла тура · b1 білий кінь · c1 білий слон · d1 білий ферзь · e1 білий король · f1 білий слон · g1 білий кінь · h1 біла тура | a8 чорна тура · c8 чорний слон · d8 чорний ферзь · e8 чорний король · f8 чорний слон · g8 чорний кінь · h8 чорна тура · a7 чорний пішак · b7 чорний пішак · c7 чорний пішак · d7 чорний пішак · e7 чорний пішак · f7 чорний пішак · g7 чорний пішак · h7 чорний пішак · c6 чорний кінь · e4 білий пішак · a2 білий пішак · b2 білий пішак · c2 білий пішак · d2 білий пішак · f2 білий пішак · g2 білий пішак · h2 білий пішак · a1 біла тура · b1 білий кінь · c1 білий слон · d1 білий ферзь · e1 білий король · f1 білий слон · g1 білий кінь · h1 біла тура | a8 чорна тура · c8 чорний слон · d8 чорний ферзь · e8 чорний король · f8 чорний слон · g8 чорний кінь · h8 чорна тура · a7 чорний пішак · b7 чорний пішак · c7 чорний пішак · d7 чорний пішак · e7 чорний пішак · f7 чорний пішак · g7 чорний пішак · h7 чорний пішак · c6 чорний кінь · e4 білий пішак · a2 білий пішак · b2 білий пішак · c2 білий пішак · d2 білий пішак · f2 білий пішак · g2 білий пішак · h2 білий пішак · a1 біла тура · b1 білий кінь · c1 білий слон · d1 білий ферзь · e1 білий король · f1 білий слон · g1 білий кінь · h1 біла тура | a8 чорна тура · c8 чорний слон · d8 чорний ферзь · e8 чорний король · f8 чорний слон · g8 чорний кінь · h8 чорна тура · a7 чорний пішак · b7 чорний пішак · c7 чорний пішак · d7 чорний пішак · e7 чорний пішак · f7 чорний пішак · g7 чорний пішак · h7 чорний пішак · c6 чорний кінь · e4 білий пішак · a2 білий пішак · b2 білий пішак · c2 білий пішак · d2 білий пішак · f2 білий пішак · g2 білий пішак · h2 білий пішак · a1 біла тура · b1 білий кінь · c1 білий слон · d1 білий ферзь · e1 білий король · f1 білий слон · g1 білий кінь · h1 біла тура | a8 чорна тура · c8 чорний слон · d8 чорний ферзь · e8 чорний король · f8 чорний слон · g8 чорний кінь · h8 чорна тура · a7 чорний пішак · b7 чорний пішак · c7 чорний пішак · d7 чорний пішак · e7 чорний пішак · f7 чорний пішак · g7 чорний пішак · h7 чорний пішак · c6 чорний кінь · e4 білий пішак · a2 білий пішак · b2 білий пішак · c2 білий пішак · d2 білий пішак · f2 білий пішак · g2 білий пішак · h2 білий пішак · a1 біла тура · b1 білий кінь · c1 білий слон · d1 білий ферзь · e1 білий король · f1 білий слон · g1 білий кінь · h1 біла тура | a8 чорна тура · c8 чорний слон · d8 чорний ферзь · e8 чорний король · f8 чорний слон · g8 чорний кінь · h8 чорна тура · a7 чорний пішак · b7 чорний пішак · c7 чорний пішак · d7 чорний пішак · e7 чорний пішак · f7 чорний пішак · g7 чорний пішак · h7 чорний пішак · c6 чорний кінь · e4 білий пішак · a2 білий пішак · b2 білий пішак · c2 білий пішак · d2 білий пішак · f2 білий пішак · g2 білий пішак · h2 білий пішак · a1 біла тура · b1 білий кінь · c1 білий слон · d1 білий ферзь · e1 білий король · f1 білий слон · g1 білий кінь · h1 біла тура | a8 чорна тура · c8 чорний слон · d8 чорний ферзь · e8 чорний король · f8 чорний слон · g8 чорний кінь · h8 чорна тура · a7 чорний пішак · b7 чорний пішак · c7 чорний пішак · d7 чорний пішак · e7 чорний пішак · f7 чорний пішак · g7 чорний пішак · h7 чорний пішак · c6 чорний кінь · e4 білий пішак · a2 білий пішак · b2 білий пішак · c2 білий пішак · d2 білий пішак · f2 білий пішак · g2 білий пішак · h2 білий пішак · a1 біла тура · b1 білий кінь · c1 білий слон · d1 білий ферзь · e1 білий король · f1 білий слон · g1 білий кінь · h1 біла тура | 1 |
|   | a | b | c | d | e | f | g | h |   |

|   | a | b | c | d | e | f | g | h |   |
| 8 | a8 чорна тура · b8 чорний кінь · c8 чорний слон · d8 чорний ферзь · e8 чорний король · f8 чорний слон · h8 чорна тура · a7 чорний пішак · b7 чорний пішак · c7 чорний пішак · d7 чорний пішак · e7 чорний пішак · f7 чорний пішак · g7 чорний пішак · h7 чорний пішак · f6 чорний кінь · e4 білий пішак · a2 білий пішак · b2 білий пішак · c2 білий пішак · d2 білий пішак · f2 білий пішак · g2 білий пішак · h2 білий пішак · a1 біла тура · b1 білий кінь · c1 білий слон · d1 білий ферзь · e1 білий король · f1 білий слон · g1 білий кінь · h1 біла тура | a8 чорна тура · b8 чорний кінь · c8 чорний слон · d8 чорний ферзь · e8 чорний король · f8 чорний слон · h8 чорна тура · a7 чорний пішак · b7 чорний пішак · c7 чорний пішак · d7 чорний пішак · e7 чорний пішак · f7 чорний пішак · g7 чорний пішак · h7 чорний пішак · f6 чорний кінь · e4 білий пішак · a2 білий пішак · b2 білий пішак · c2 білий пішак · d2 білий пішак · f2 білий пішак · g2 білий пішак · h2 білий пішак · a1 біла тура · b1 білий кінь · c1 білий слон · d1 білий ферзь · e1 білий король · f1 білий слон · g1 білий кінь · h1 біла тура | a8 чорна тура · b8 чорний кінь · c8 чорний слон · d8 чорний ферзь · e8 чорний король · f8 чорний слон · h8 чорна тура · a7 чорний пішак · b7 чорний пішак · c7 чорний пішак · d7 чорний пішак · e7 чорний пішак · f7 чорний пішак · g7 чорний пішак · h7 чорний пішак · f6 чорний кінь · e4 білий пішак · a2 білий пішак · b2 білий пішак · c2 білий пішак · d2 білий пішак · f2 білий пішак · g2 білий пішак · h2 білий пішак · a1 біла тура · b1 білий кінь · c1 білий слон · d1 білий ферзь · e1 білий король · f1 білий слон · g1 білий кінь · h1 біла тура | a8 чорна тура · b8 чорний кінь · c8 чорний слон · d8 чорний ферзь · e8 чорний король · f8 чорний слон · h8 чорна тура · a7 чорний пішак · b7 чорний пішак · c7 чорний пішак · d7 чорний пішак · e7 чорний пішак · f7 чорний пішак · g7 чорний пішак · h7 чорний пішак · f6 чорний кінь · e4 білий пішак · a2 білий пішак · b2 білий пішак · c2 білий пішак · d2 білий пішак · f2 білий пішак · g2 білий пішак · h2 білий пішак · a1 біла тура · b1 білий кінь · c1 білий слон · d1 білий ферзь · e1 білий король · f1 білий слон · g1 білий кінь · h1 біла тура | a8 чорна тура · b8 чорний кінь · c8 чорний слон · d8 чорний ферзь · e8 чорний король · f8 чорний слон · h8 чорна тура · a7 чорний пішак · b7 чорний пішак · c7 чорний пішак · d7 чорний пішак · e7 чорний пішак · f7 чорний пішак · g7 чорний пішак · h7 чорний пішак · f6 чорний кінь · e4 білий пішак · a2 білий пішак · b2 білий пішак · c2 білий пішак · d2 білий пішак · f2 білий пішак · g2 білий пішак · h2 білий пішак · a1 біла тура · b1 білий кінь · c1 білий слон · d1 білий ферзь · e1 білий король · f1 білий слон · g1 білий кінь · h1 біла тура | a8 чорна тура · b8 чорний кінь · c8 чорний слон · d8 чорний ферзь · e8 чорний король · f8 чорний слон · h8 чорна тура · a7 чорний пішак · b7 чорний пішак · c7 чорний пішак · d7 чорний пішак · e7 чорний пішак · f7 чорний пішак · g7 чорний пішак · h7 чорний пішак · f6 чорний кінь · e4 білий пішак · a2 білий пішак · b2 білий пішак · c2 білий пішак · d2 білий пішак · f2 білий пішак · g2 білий пішак · h2 білий пішак · a1 біла тура · b1 білий кінь · c1 білий слон · d1 білий ферзь · e1 білий король · f1 білий слон · g1 білий кінь · h1 біла тура | a8 чорна тура · b8 чорний кінь · c8 чорний слон · d8 чорний ферзь · e8 чорний король · f8 чорний слон · h8 чорна тура · a7 чорний пішак · b7 чорний пішак · c7 чорний пішак · d7 чорний пішак · e7 чорний пішак · f7 чорний пішак · g7 чорний пішак · h7 чорний пішак · f6 чорний кінь · e4 білий пішак · a2 білий пішак · b2 білий пішак · c2 білий пішак · d2 білий пішак · f2 білий пішак · g2 білий пішак · h2 білий пішак · a1 біла тура · b1 білий кінь · c1 білий слон · d1 білий ферзь · e1 білий король · f1 білий слон · g1 білий кінь · h1 біла тура | a8 чорна тура · b8 чорний кінь · c8 чорний слон · d8 чорний ферзь · e8 чорний король · f8 чорний слон · h8 чорна тура · a7 чорний пішак · b7 чорний пішак · c7 чорний пішак · d7 чорний пішак · e7 чорний пішак · f7 чорний пішак · g7 чорний пішак · h7 чорний пішак · f6 чорний кінь · e4 білий пішак · a2 білий пішак · b2 білий пішак · c2 білий пішак · d2 білий пішак · f2 білий пішак · g2 білий пішак · h2 білий пішак · a1 біла тура · b1 білий кінь · c1 білий слон · d1 білий ферзь · e1 білий король · f1 білий слон · g1 білий кінь · h1 біла тура | 8 |
| 7 | a8 чорна тура · b8 чорний кінь · c8 чорний слон · d8 чорний ферзь · e8 чорний король · f8 чорний слон · h8 чорна тура · a7 чорний пішак · b7 чорний пішак · c7 чорний пішак · d7 чорний пішак · e7 чорний пішак · f7 чорний пішак · g7 чорний пішак · h7 чорний пішак · f6 чорний кінь · e4 білий пішак · a2 білий пішак · b2 білий пішак · c2 білий пішак · d2 білий пішак · f2 білий пішак · g2 білий пішак · h2 білий пішак · a1 біла тура · b1 білий кінь · c1 білий слон · d1 білий ферзь · e1 білий король · f1 білий слон · g1 білий кінь · h1 біла тура | a8 чорна тура · b8 чорний кінь · c8 чорний слон · d8 чорний ферзь · e8 чорний король · f8 чорний слон · h8 чорна тура · a7 чорний пішак · b7 чорний пішак · c7 чорний пішак · d7 чорний пішак · e7 чорний пішак · f7 чорний пішак · g7 чорний пішак · h7 чорний пішак · f6 чорний кінь · e4 білий пішак · a2 білий пішак · b2 білий пішак · c2 білий пішак · d2 білий пішак · f2 білий пішак · g2 білий пішак · h2 білий пішак · a1 біла тура · b1 білий кінь · c1 білий слон · d1 білий ферзь · e1 білий король · f1 білий слон · g1 білий кінь · h1 біла тура | a8 чорна тура · b8 чорний кінь · c8 чорний слон · d8 чорний ферзь · e8 чорний король · f8 чорний слон · h8 чорна тура · a7 чорний пішак · b7 чорний пішак · c7 чорний пішак · d7 чорний пішак · e7 чорний пішак · f7 чорний пішак · g7 чорний пішак · h7 чорний пішак · f6 чорний кінь · e4 білий пішак · a2 білий пішак · b2 білий пішак · c2 білий пішак · d2 білий пішак · f2 білий пішак · g2 білий пішак · h2 білий пішак · a1 біла тура · b1 білий кінь · c1 білий слон · d1 білий ферзь · e1 білий король · f1 білий слон · g1 білий кінь · h1 біла тура | a8 чорна тура · b8 чорний кінь · c8 чорний слон · d8 чорний ферзь · e8 чорний король · f8 чорний слон · h8 чорна тура · a7 чорний пішак · b7 чорний пішак · c7 чорний пішак · d7 чорний пішак · e7 чорний пішак · f7 чорний пішак · g7 чорний пішак · h7 чорний пішак · f6 чорний кінь · e4 білий пішак · a2 білий пішак · b2 білий пішак · c2 білий пішак · d2 білий пішак · f2 білий пішак · g2 білий пішак · h2 білий пішак · a1 біла тура · b1 білий кінь · c1 білий слон · d1 білий ферзь · e1 білий король · f1 білий слон · g1 білий кінь · h1 біла тура | a8 чорна тура · b8 чорний кінь · c8 чорний слон · d8 чорний ферзь · e8 чорний король · f8 чорний слон · h8 чорна тура · a7 чорний пішак · b7 чорний пішак · c7 чорний пішак · d7 чорний пішак · e7 чорний пішак · f7 чорний пішак · g7 чорний пішак · h7 чорний пішак · f6 чорний кінь · e4 білий пішак · a2 білий пішак · b2 білий пішак · c2 білий пішак · d2 білий пішак · f2 білий пішак · g2 білий пішак · h2 білий пішак · a1 біла тура · b1 білий кінь · c1 білий слон · d1 білий ферзь · e1 білий король · f1 білий слон · g1 білий кінь · h1 біла тура | a8 чорна тура · b8 чорний кінь · c8 чорний слон · d8 чорний ферзь · e8 чорний король · f8 чорний слон · h8 чорна тура · a7 чорний пішак · b7 чорний пішак · c7 чорний пішак · d7 чорний пішак · e7 чорний пішак · f7 чорний пішак · g7 чорний пішак · h7 чорний пішак · f6 чорний кінь · e4 білий пішак · a2 білий пішак · b2 білий пішак · c2 білий пішак · d2 білий пішак · f2 білий пішак · g2 білий пішак · h2 білий пішак · a1 біла тура · b1 білий кінь · c1 білий слон · d1 білий ферзь · e1 білий король · f1 білий слон · g1 білий кінь · h1 біла тура | a8 чорна тура · b8 чорний кінь · c8 чорний слон · d8 чорний ферзь · e8 чорний король · f8 чорний слон · h8 чорна тура · a7 чорний пішак · b7 чорний пішак · c7 чорний пішак · d7 чорний пішак · e7 чорний пішак · f7 чорний пішак · g7 чорний пішак · h7 чорний пішак · f6 чорний кінь · e4 білий пішак · a2 білий пішак · b2 білий пішак · c2 білий пішак · d2 білий пішак · f2 білий пішак · g2 білий пішак · h2 білий пішак · a1 біла тура · b1 білий кінь · c1 білий слон · d1 білий ферзь · e1 білий король · f1 білий слон · g1 білий кінь · h1 біла тура | a8 чорна тура · b8 чорний кінь · c8 чорний слон · d8 чорний ферзь · e8 чорний король · f8 чорний слон · h8 чорна тура · a7 чорний пішак · b7 чорний пішак · c7 чорний пішак · d7 чорний пішак · e7 чорний пішак · f7 чорний пішак · g7 чорний пішак · h7 чорний пішак · f6 чорний кінь · e4 білий пішак · a2 білий пішак · b2 білий пішак · c2 білий пішак · d2 білий пішак · f2 білий пішак · g2 білий пішак · h2 білий пішак · a1 біла тура · b1 білий кінь · c1 білий слон · d1 білий ферзь · e1 білий король · f1 білий слон · g1 білий кінь · h1 біла тура | 7 |
| 6 | a8 чорна тура · b8 чорний кінь · c8 чорний слон · d8 чорний ферзь · e8 чорний король · f8 чорний слон · h8 чорна тура · a7 чорний пішак · b7 чорний пішак · c7 чорний пішак · d7 чорний пішак · e7 чорний пішак · f7 чорний пішак · g7 чорний пішак · h7 чорний пішак · f6 чорний кінь · e4 білий пішак · a2 білий пішак · b2 білий пішак · c2 білий пішак · d2 білий пішак · f2 білий пішак · g2 білий пішак · h2 білий пішак · a1 біла тура · b1 білий кінь · c1 білий слон · d1 білий ферзь · e1 білий король · f1 білий слон · g1 білий кінь · h1 біла тура | a8 чорна тура · b8 чорний кінь · c8 чорний слон · d8 чорний ферзь · e8 чорний король · f8 чорний слон · h8 чорна тура · a7 чорний пішак · b7 чорний пішак · c7 чорний пішак · d7 чорний пішак · e7 чорний пішак · f7 чорний пішак · g7 чорний пішак · h7 чорний пішак · f6 чорний кінь · e4 білий пішак · a2 білий пішак · b2 білий пішак · c2 білий пішак · d2 білий пішак · f2 білий пішак · g2 білий пішак · h2 білий пішак · a1 біла тура · b1 білий кінь · c1 білий слон · d1 білий ферзь · e1 білий король · f1 білий слон · g1 білий кінь · h1 біла тура | a8 чорна тура · b8 чорний кінь · c8 чорний слон · d8 чорний ферзь · e8 чорний король · f8 чорний слон · h8 чорна тура · a7 чорний пішак · b7 чорний пішак · c7 чорний пішак · d7 чорний пішак · e7 чорний пішак · f7 чорний пішак · g7 чорний пішак · h7 чорний пішак · f6 чорний кінь · e4 білий пішак · a2 білий пішак · b2 білий пішак · c2 білий пішак · d2 білий пішак · f2 білий пішак · g2 білий пішак · h2 білий пішак · a1 біла тура · b1 білий кінь · c1 білий слон · d1 білий ферзь · e1 білий король · f1 білий слон · g1 білий кінь · h1 біла тура | a8 чорна тура · b8 чорний кінь · c8 чорний слон · d8 чорний ферзь · e8 чорний король · f8 чорний слон · h8 чорна тура · a7 чорний пішак · b7 чорний пішак · c7 чорний пішак · d7 чорний пішак · e7 чорний пішак · f7 чорний пішак · g7 чорний пішак · h7 чорний пішак · f6 чорний кінь · e4 білий пішак · a2 білий пішак · b2 білий пішак · c2 білий пішак · d2 білий пішак · f2 білий пішак · g2 білий пішак · h2 білий пішак · a1 біла тура · b1 білий кінь · c1 білий слон · d1 білий ферзь · e1 білий король · f1 білий слон · g1 білий кінь · h1 біла тура | a8 чорна тура · b8 чорний кінь · c8 чорний слон · d8 чорний ферзь · e8 чорний король · f8 чорний слон · h8 чорна тура · a7 чорний пішак · b7 чорний пішак · c7 чорний пішак · d7 чорний пішак · e7 чорний пішак · f7 чорний пішак · g7 чорний пішак · h7 чорний пішак · f6 чорний кінь · e4 білий пішак · a2 білий пішак · b2 білий пішак · c2 білий пішак · d2 білий пішак · f2 білий пішак · g2 білий пішак · h2 білий пішак · a1 біла тура · b1 білий кінь · c1 білий слон · d1 білий ферзь · e1 білий король · f1 білий слон · g1 білий кінь · h1 біла тура | a8 чорна тура · b8 чорний кінь · c8 чорний слон · d8 чорний ферзь · e8 чорний король · f8 чорний слон · h8 чорна тура · a7 чорний пішак · b7 чорний пішак · c7 чорний пішак · d7 чорний пішак · e7 чорний пішак · f7 чорний пішак · g7 чорний пішак · h7 чорний пішак · f6 чорний кінь · e4 білий пішак · a2 білий пішак · b2 білий пішак · c2 білий пішак · d2 білий пішак · f2 білий пішак · g2 білий пішак · h2 білий пішак · a1 біла тура · b1 білий кінь · c1 білий слон · d1 білий ферзь · e1 білий король · f1 білий слон · g1 білий кінь · h1 біла тура | a8 чорна тура · b8 чорний кінь · c8 чорний слон · d8 чорний ферзь · e8 чорний король · f8 чорний слон · h8 чорна тура · a7 чорний пішак · b7 чорний пішак · c7 чорний пішак · d7 чорний пішак · e7 чорний пішак · f7 чорний пішак · g7 чорний пішак · h7 чорний пішак · f6 чорний кінь · e4 білий пішак · a2 білий пішак · b2 білий пішак · c2 білий пішак · d2 білий пішак · f2 білий пішак · g2 білий пішак · h2 білий пішак · a1 біла тура · b1 білий кінь · c1 білий слон · d1 білий ферзь · e1 білий король · f1 білий слон · g1 білий кінь · h1 біла тура | a8 чорна тура · b8 чорний кінь · c8 чорний слон · d8 чорний ферзь · e8 чорний король · f8 чорний слон · h8 чорна тура · a7 чорний пішак · b7 чорний пішак · c7 чорний пішак · d7 чорний пішак · e7 чорний пішак · f7 чорний пішак · g7 чорний пішак · h7 чорний пішак · f6 чорний кінь · e4 білий пішак · a2 білий пішак · b2 білий пішак · c2 білий пішак · d2 білий пішак · f2 білий пішак · g2 білий пішак · h2 білий пішак · a1 біла тура · b1 білий кінь · c1 білий слон · d1 білий ферзь · e1 білий король · f1 білий слон · g1 білий кінь · h1 біла тура | 6 |
| 5 | a8 чорна тура · b8 чорний кінь · c8 чорний слон · d8 чорний ферзь · e8 чорний король · f8 чорний слон · h8 чорна тура · a7 чорний пішак · b7 чорний пішак · c7 чорний пішак · d7 чорний пішак · e7 чорний пішак · f7 чорний пішак · g7 чорний пішак · h7 чорний пішак · f6 чорний кінь · e4 білий пішак · a2 білий пішак · b2 білий пішак · c2 білий пішак · d2 білий пішак · f2 білий пішак · g2 білий пішак · h2 білий пішак · a1 біла тура · b1 білий кінь · c1 білий слон · d1 білий ферзь · e1 білий король · f1 білий слон · g1 білий кінь · h1 біла тура | a8 чорна тура · b8 чорний кінь · c8 чорний слон · d8 чорний ферзь · e8 чорний король · f8 чорний слон · h8 чорна тура · a7 чорний пішак · b7 чорний пішак · c7 чорний пішак · d7 чорний пішак · e7 чорний пішак · f7 чорний пішак · g7 чорний пішак · h7 чорний пішак · f6 чорний кінь · e4 білий пішак · a2 білий пішак · b2 білий пішак · c2 білий пішак · d2 білий пішак · f2 білий пішак · g2 білий пішак · h2 білий пішак · a1 біла тура · b1 білий кінь · c1 білий слон · d1 білий ферзь · e1 білий король · f1 білий слон · g1 білий кінь · h1 біла тура | a8 чорна тура · b8 чорний кінь · c8 чорний слон · d8 чорний ферзь · e8 чорний король · f8 чорний слон · h8 чорна тура · a7 чорний пішак · b7 чорний пішак · c7 чорний пішак · d7 чорний пішак · e7 чорний пішак · f7 чорний пішак · g7 чорний пішак · h7 чорний пішак · f6 чорний кінь · e4 білий пішак · a2 білий пішак · b2 білий пішак · c2 білий пішак · d2 білий пішак · f2 білий пішак · g2 білий пішак · h2 білий пішак · a1 біла тура · b1 білий кінь · c1 білий слон · d1 білий ферзь · e1 білий король · f1 білий слон · g1 білий кінь · h1 біла тура | a8 чорна тура · b8 чорний кінь · c8 чорний слон · d8 чорний ферзь · e8 чорний король · f8 чорний слон · h8 чорна тура · a7 чорний пішак · b7 чорний пішак · c7 чорний пішак · d7 чорний пішак · e7 чорний пішак · f7 чорний пішак · g7 чорний пішак · h7 чорний пішак · f6 чорний кінь · e4 білий пішак · a2 білий пішак · b2 білий пішак · c2 білий пішак · d2 білий пішак · f2 білий пішак · g2 білий пішак · h2 білий пішак · a1 біла тура · b1 білий кінь · c1 білий слон · d1 білий ферзь · e1 білий король · f1 білий слон · g1 білий кінь · h1 біла тура | a8 чорна тура · b8 чорний кінь · c8 чорний слон · d8 чорний ферзь · e8 чорний король · f8 чорний слон · h8 чорна тура · a7 чорний пішак · b7 чорний пішак · c7 чорний пішак · d7 чорний пішак · e7 чорний пішак · f7 чорний пішак · g7 чорний пішак · h7 чорний пішак · f6 чорний кінь · e4 білий пішак · a2 білий пішак · b2 білий пішак · c2 білий пішак · d2 білий пішак · f2 білий пішак · g2 білий пішак · h2 білий пішак · a1 біла тура · b1 білий кінь · c1 білий слон · d1 білий ферзь · e1 білий король · f1 білий слон · g1 білий кінь · h1 біла тура | a8 чорна тура · b8 чорний кінь · c8 чорний слон · d8 чорний ферзь · e8 чорний король · f8 чорний слон · h8 чорна тура · a7 чорний пішак · b7 чорний пішак · c7 чорний пішак · d7 чорний пішак · e7 чорний пішак · f7 чорний пішак · g7 чорний пішак · h7 чорний пішак · f6 чорний кінь · e4 білий пішак · a2 білий пішак · b2 білий пішак · c2 білий пішак · d2 білий пішак · f2 білий пішак · g2 білий пішак · h2 білий пішак · a1 біла тура · b1 білий кінь · c1 білий слон · d1 білий ферзь · e1 білий король · f1 білий слон · g1 білий кінь · h1 біла тура | a8 чорна тура · b8 чорний кінь · c8 чорний слон · d8 чорний ферзь · e8 чорний король · f8 чорний слон · h8 чорна тура · a7 чорний пішак · b7 чорний пішак · c7 чорний пішак · d7 чорний пішак · e7 чорний пішак · f7 чорний пішак · g7 чорний пішак · h7 чорний пішак · f6 чорний кінь · e4 білий пішак · a2 білий пішак · b2 білий пішак · c2 білий пішак · d2 білий пішак · f2 білий пішак · g2 білий пішак · h2 білий пішак · a1 біла тура · b1 білий кінь · c1 білий слон · d1 білий ферзь · e1 білий король · f1 білий слон · g1 білий кінь · h1 біла тура | a8 чорна тура · b8 чорний кінь · c8 чорний слон · d8 чорний ферзь · e8 чорний король · f8 чорний слон · h8 чорна тура · a7 чорний пішак · b7 чорний пішак · c7 чорний пішак · d7 чорний пішак · e7 чорний пішак · f7 чорний пішак · g7 чорний пішак · h7 чорний пішак · f6 чорний кінь · e4 білий пішак · a2 білий пішак · b2 білий пішак · c2 білий пішак · d2 білий пішак · f2 білий пішак · g2 білий пішак · h2 білий пішак · a1 біла тура · b1 білий кінь · c1 білий слон · d1 білий ферзь · e1 білий король · f1 білий слон · g1 білий кінь · h1 біла тура | 5 |
| 4 | a8 чорна тура · b8 чорний кінь · c8 чорний слон · d8 чорний ферзь · e8 чорний король · f8 чорний слон · h8 чорна тура · a7 чорний пішак · b7 чорний пішак · c7 чорний пішак · d7 чорний пішак · e7 чорний пішак · f7 чорний пішак · g7 чорний пішак · h7 чорний пішак · f6 чорний кінь · e4 білий пішак · a2 білий пішак · b2 білий пішак · c2 білий пішак · d2 білий пішак · f2 білий пішак · g2 білий пішак · h2 білий пішак · a1 біла тура · b1 білий кінь · c1 білий слон · d1 білий ферзь · e1 білий король · f1 білий слон · g1 білий кінь · h1 біла тура | a8 чорна тура · b8 чорний кінь · c8 чорний слон · d8 чорний ферзь · e8 чорний король · f8 чорний слон · h8 чорна тура · a7 чорний пішак · b7 чорний пішак · c7 чорний пішак · d7 чорний пішак · e7 чорний пішак · f7 чорний пішак · g7 чорний пішак · h7 чорний пішак · f6 чорний кінь · e4 білий пішак · a2 білий пішак · b2 білий пішак · c2 білий пішак · d2 білий пішак · f2 білий пішак · g2 білий пішак · h2 білий пішак · a1 біла тура · b1 білий кінь · c1 білий слон · d1 білий ферзь · e1 білий король · f1 білий слон · g1 білий кінь · h1 біла тура | a8 чорна тура · b8 чорний кінь · c8 чорний слон · d8 чорний ферзь · e8 чорний король · f8 чорний слон · h8 чорна тура · a7 чорний пішак · b7 чорний пішак · c7 чорний пішак · d7 чорний пішак · e7 чорний пішак · f7 чорний пішак · g7 чорний пішак · h7 чорний пішак · f6 чорний кінь · e4 білий пішак · a2 білий пішак · b2 білий пішак · c2 білий пішак · d2 білий пішак · f2 білий пішак · g2 білий пішак · h2 білий пішак · a1 біла тура · b1 білий кінь · c1 білий слон · d1 білий ферзь · e1 білий король · f1 білий слон · g1 білий кінь · h1 біла тура | a8 чорна тура · b8 чорний кінь · c8 чорний слон · d8 чорний ферзь · e8 чорний король · f8 чорний слон · h8 чорна тура · a7 чорний пішак · b7 чорний пішак · c7 чорний пішак · d7 чорний пішак · e7 чорний пішак · f7 чорний пішак · g7 чорний пішак · h7 чорний пішак · f6 чорний кінь · e4 білий пішак · a2 білий пішак · b2 білий пішак · c2 білий пішак · d2 білий пішак · f2 білий пішак · g2 білий пішак · h2 білий пішак · a1 біла тура · b1 білий кінь · c1 білий слон · d1 білий ферзь · e1 білий король · f1 білий слон · g1 білий кінь · h1 біла тура | a8 чорна тура · b8 чорний кінь · c8 чорний слон · d8 чорний ферзь · e8 чорний король · f8 чорний слон · h8 чорна тура · a7 чорний пішак · b7 чорний пішак · c7 чорний пішак · d7 чорний пішак · e7 чорний пішак · f7 чорний пішак · g7 чорний пішак · h7 чорний пішак · f6 чорний кінь · e4 білий пішак · a2 білий пішак · b2 білий пішак · c2 білий пішак · d2 білий пішак · f2 білий пішак · g2 білий пішак · h2 білий пішак · a1 біла тура · b1 білий кінь · c1 білий слон · d1 білий ферзь · e1 білий король · f1 білий слон · g1 білий кінь · h1 біла тура | a8 чорна тура · b8 чорний кінь · c8 чорний слон · d8 чорний ферзь · e8 чорний король · f8 чорний слон · h8 чорна тура · a7 чорний пішак · b7 чорний пішак · c7 чорний пішак · d7 чорний пішак · e7 чорний пішак · f7 чорний пішак · g7 чорний пішак · h7 чорний пішак · f6 чорний кінь · e4 білий пішак · a2 білий пішак · b2 білий пішак · c2 білий пішак · d2 білий пішак · f2 білий пішак · g2 білий пішак · h2 білий пішак · a1 біла тура · b1 білий кінь · c1 білий слон · d1 білий ферзь · e1 білий король · f1 білий слон · g1 білий кінь · h1 біла тура | a8 чорна тура · b8 чорний кінь · c8 чорний слон · d8 чорний ферзь · e8 чорний король · f8 чорний слон · h8 чорна тура · a7 чорний пішак · b7 чорний пішак · c7 чорний пішак · d7 чорний пішак · e7 чорний пішак · f7 чорний пішак · g7 чорний пішак · h7 чорний пішак · f6 чорний кінь · e4 білий пішак · a2 білий пішак · b2 білий пішак · c2 білий пішак · d2 білий пішак · f2 білий пішак · g2 білий пішак · h2 білий пішак · a1 біла тура · b1 білий кінь · c1 білий слон · d1 білий ферзь · e1 білий король · f1 білий слон · g1 білий кінь · h1 біла тура | a8 чорна тура · b8 чорний кінь · c8 чорний слон · d8 чорний ферзь · e8 чорний король · f8 чорний слон · h8 чорна тура · a7 чорний пішак · b7 чорний пішак · c7 чорний пішак · d7 чорний пішак · e7 чорний пішак · f7 чорний пішак · g7 чорний пішак · h7 чорний пішак · f6 чорний кінь · e4 білий пішак · a2 білий пішак · b2 білий пішак · c2 білий пішак · d2 білий пішак · f2 білий пішак · g2 білий пішак · h2 білий пішак · a1 біла тура · b1 білий кінь · c1 білий слон · d1 білий ферзь · e1 білий король · f1 білий слон · g1 білий кінь · h1 біла тура | 4 |
| 3 | a8 чорна тура · b8 чорний кінь · c8 чорний слон · d8 чорний ферзь · e8 чорний король · f8 чорний слон · h8 чорна тура · a7 чорний пішак · b7 чорний пішак · c7 чорний пішак · d7 чорний пішак · e7 чорний пішак · f7 чорний пішак · g7 чорний пішак · h7 чорний пішак · f6 чорний кінь · e4 білий пішак · a2 білий пішак · b2 білий пішак · c2 білий пішак · d2 білий пішак · f2 білий пішак · g2 білий пішак · h2 білий пішак · a1 біла тура · b1 білий кінь · c1 білий слон · d1 білий ферзь · e1 білий король · f1 білий слон · g1 білий кінь · h1 біла тура | a8 чорна тура · b8 чорний кінь · c8 чорний слон · d8 чорний ферзь · e8 чорний король · f8 чорний слон · h8 чорна тура · a7 чорний пішак · b7 чорний пішак · c7 чорний пішак · d7 чорний пішак · e7 чорний пішак · f7 чорний пішак · g7 чорний пішак · h7 чорний пішак · f6 чорний кінь · e4 білий пішак · a2 білий пішак · b2 білий пішак · c2 білий пішак · d2 білий пішак · f2 білий пішак · g2 білий пішак · h2 білий пішак · a1 біла тура · b1 білий кінь · c1 білий слон · d1 білий ферзь · e1 білий король · f1 білий слон · g1 білий кінь · h1 біла тура | a8 чорна тура · b8 чорний кінь · c8 чорний слон · d8 чорний ферзь · e8 чорний король · f8 чорний слон · h8 чорна тура · a7 чорний пішак · b7 чорний пішак · c7 чорний пішак · d7 чорний пішак · e7 чорний пішак · f7 чорний пішак · g7 чорний пішак · h7 чорний пішак · f6 чорний кінь · e4 білий пішак · a2 білий пішак · b2 білий пішак · c2 білий пішак · d2 білий пішак · f2 білий пішак · g2 білий пішак · h2 білий пішак · a1 біла тура · b1 білий кінь · c1 білий слон · d1 білий ферзь · e1 білий король · f1 білий слон · g1 білий кінь · h1 біла тура | a8 чорна тура · b8 чорний кінь · c8 чорний слон · d8 чорний ферзь · e8 чорний король · f8 чорний слон · h8 чорна тура · a7 чорний пішак · b7 чорний пішак · c7 чорний пішак · d7 чорний пішак · e7 чорний пішак · f7 чорний пішак · g7 чорний пішак · h7 чорний пішак · f6 чорний кінь · e4 білий пішак · a2 білий пішак · b2 білий пішак · c2 білий пішак · d2 білий пішак · f2 білий пішак · g2 білий пішак · h2 білий пішак · a1 біла тура · b1 білий кінь · c1 білий слон · d1 білий ферзь · e1 білий король · f1 білий слон · g1 білий кінь · h1 біла тура | a8 чорна тура · b8 чорний кінь · c8 чорний слон · d8 чорний ферзь · e8 чорний король · f8 чорний слон · h8 чорна тура · a7 чорний пішак · b7 чорний пішак · c7 чорний пішак · d7 чорний пішак · e7 чорний пішак · f7 чорний пішак · g7 чорний пішак · h7 чорний пішак · f6 чорний кінь · e4 білий пішак · a2 білий пішак · b2 білий пішак · c2 білий пішак · d2 білий пішак · f2 білий пішак · g2 білий пішак · h2 білий пішак · a1 біла тура · b1 білий кінь · c1 білий слон · d1 білий ферзь · e1 білий король · f1 білий слон · g1 білий кінь · h1 біла тура | a8 чорна тура · b8 чорний кінь · c8 чорний слон · d8 чорний ферзь · e8 чорний король · f8 чорний слон · h8 чорна тура · a7 чорний пішак · b7 чорний пішак · c7 чорний пішак · d7 чорний пішак · e7 чорний пішак · f7 чорний пішак · g7 чорний пішак · h7 чорний пішак · f6 чорний кінь · e4 білий пішак · a2 білий пішак · b2 білий пішак · c2 білий пішак · d2 білий пішак · f2 білий пішак · g2 білий пішак · h2 білий пішак · a1 біла тура · b1 білий кінь · c1 білий слон · d1 білий ферзь · e1 білий король · f1 білий слон · g1 білий кінь · h1 біла тура | a8 чорна тура · b8 чорний кінь · c8 чорний слон · d8 чорний ферзь · e8 чорний король · f8 чорний слон · h8 чорна тура · a7 чорний пішак · b7 чорний пішак · c7 чорний пішак · d7 чорний пішак · e7 чорний пішак · f7 чорний пішак · g7 чорний пішак · h7 чорний пішак · f6 чорний кінь · e4 білий пішак · a2 білий пішак · b2 білий пішак · c2 білий пішак · d2 білий пішак · f2 білий пішак · g2 білий пішак · h2 білий пішак · a1 біла тура · b1 білий кінь · c1 білий слон · d1 білий ферзь · e1 білий король · f1 білий слон · g1 білий кінь · h1 біла тура | a8 чорна тура · b8 чорний кінь · c8 чорний слон · d8 чорний ферзь · e8 чорний король · f8 чорний слон · h8 чорна тура · a7 чорний пішак · b7 чорний пішак · c7 чорний пішак · d7 чорний пішак · e7 чорний пішак · f7 чорний пішак · g7 чорний пішак · h7 чорний пішак · f6 чорний кінь · e4 білий пішак · a2 білий пішак · b2 білий пішак · c2 білий пішак · d2 білий пішак · f2 білий пішак · g2 білий пішак · h2 білий пішак · a1 біла тура · b1 білий кінь · c1 білий слон · d1 білий ферзь · e1 білий король · f1 білий слон · g1 білий кінь · h1 біла тура | 3 |
| 2 | a8 чорна тура · b8 чорний кінь · c8 чорний слон · d8 чорний ферзь · e8 чорний король · f8 чорний слон · h8 чорна тура · a7 чорний пішак · b7 чорний пішак · c7 чорний пішак · d7 чорний пішак · e7 чорний пішак · f7 чорний пішак · g7 чорний пішак · h7 чорний пішак · f6 чорний кінь · e4 білий пішак · a2 білий пішак · b2 білий пішак · c2 білий пішак · d2 білий пішак · f2 білий пішак · g2 білий пішак · h2 білий пішак · a1 біла тура · b1 білий кінь · c1 білий слон · d1 білий ферзь · e1 білий король · f1 білий слон · g1 білий кінь · h1 біла тура | a8 чорна тура · b8 чорний кінь · c8 чорний слон · d8 чорний ферзь · e8 чорний король · f8 чорний слон · h8 чорна тура · a7 чорний пішак · b7 чорний пішак · c7 чорний пішак · d7 чорний пішак · e7 чорний пішак · f7 чорний пішак · g7 чорний пішак · h7 чорний пішак · f6 чорний кінь · e4 білий пішак · a2 білий пішак · b2 білий пішак · c2 білий пішак · d2 білий пішак · f2 білий пішак · g2 білий пішак · h2 білий пішак · a1 біла тура · b1 білий кінь · c1 білий слон · d1 білий ферзь · e1 білий король · f1 білий слон · g1 білий кінь · h1 біла тура | a8 чорна тура · b8 чорний кінь · c8 чорний слон · d8 чорний ферзь · e8 чорний король · f8 чорний слон · h8 чорна тура · a7 чорний пішак · b7 чорний пішак · c7 чорний пішак · d7 чорний пішак · e7 чорний пішак · f7 чорний пішак · g7 чорний пішак · h7 чорний пішак · f6 чорний кінь · e4 білий пішак · a2 білий пішак · b2 білий пішак · c2 білий пішак · d2 білий пішак · f2 білий пішак · g2 білий пішак · h2 білий пішак · a1 біла тура · b1 білий кінь · c1 білий слон · d1 білий ферзь · e1 білий король · f1 білий слон · g1 білий кінь · h1 біла тура | a8 чорна тура · b8 чорний кінь · c8 чорний слон · d8 чорний ферзь · e8 чорний король · f8 чорний слон · h8 чорна тура · a7 чорний пішак · b7 чорний пішак · c7 чорний пішак · d7 чорний пішак · e7 чорний пішак · f7 чорний пішак · g7 чорний пішак · h7 чорний пішак · f6 чорний кінь · e4 білий пішак · a2 білий пішак · b2 білий пішак · c2 білий пішак · d2 білий пішак · f2 білий пішак · g2 білий пішак · h2 білий пішак · a1 біла тура · b1 білий кінь · c1 білий слон · d1 білий ферзь · e1 білий король · f1 білий слон · g1 білий кінь · h1 біла тура | a8 чорна тура · b8 чорний кінь · c8 чорний слон · d8 чорний ферзь · e8 чорний король · f8 чорний слон · h8 чорна тура · a7 чорний пішак · b7 чорний пішак · c7 чорний пішак · d7 чорний пішак · e7 чорний пішак · f7 чорний пішак · g7 чорний пішак · h7 чорний пішак · f6 чорний кінь · e4 білий пішак · a2 білий пішак · b2 білий пішак · c2 білий пішак · d2 білий пішак · f2 білий пішак · g2 білий пішак · h2 білий пішак · a1 біла тура · b1 білий кінь · c1 білий слон · d1 білий ферзь · e1 білий король · f1 білий слон · g1 білий кінь · h1 біла тура | a8 чорна тура · b8 чорний кінь · c8 чорний слон · d8 чорний ферзь · e8 чорний король · f8 чорний слон · h8 чорна тура · a7 чорний пішак · b7 чорний пішак · c7 чорний пішак · d7 чорний пішак · e7 чорний пішак · f7 чорний пішак · g7 чорний пішак · h7 чорний пішак · f6 чорний кінь · e4 білий пішак · a2 білий пішак · b2 білий пішак · c2 білий пішак · d2 білий пішак · f2 білий пішак · g2 білий пішак · h2 білий пішак · a1 біла тура · b1 білий кінь · c1 білий слон · d1 білий ферзь · e1 білий король · f1 білий слон · g1 білий кінь · h1 біла тура | a8 чорна тура · b8 чорний кінь · c8 чорний слон · d8 чорний ферзь · e8 чорний король · f8 чорний слон · h8 чорна тура · a7 чорний пішак · b7 чорний пішак · c7 чорний пішак · d7 чорний пішак · e7 чорний пішак · f7 чорний пішак · g7 чорний пішак · h7 чорний пішак · f6 чорний кінь · e4 білий пішак · a2 білий пішак · b2 білий пішак · c2 білий пішак · d2 білий пішак · f2 білий пішак · g2 білий пішак · h2 білий пішак · a1 біла тура · b1 білий кінь · c1 білий слон · d1 білий ферзь · e1 білий король · f1 білий слон · g1 білий кінь · h1 біла тура | a8 чорна тура · b8 чорний кінь · c8 чорний слон · d8 чорний ферзь · e8 чорний король · f8 чорний слон · h8 чорна тура · a7 чорний пішак · b7 чорний пішак · c7 чорний пішак · d7 чорний пішак · e7 чорний пішак · f7 чорний пішак · g7 чорний пішак · h7 чорний пішак · f6 чорний кінь · e4 білий пішак · a2 білий пішак · b2 білий пішак · c2 білий пішак · d2 білий пішак · f2 білий пішак · g2 білий пішак · h2 білий пішак · a1 біла тура · b1 білий кінь · c1 білий слон · d1 білий ферзь · e1 білий король · f1 білий слон · g1 білий кінь · h1 біла тура | 2 |
| 1 | a8 чорна тура · b8 чорний кінь · c8 чорний слон · d8 чорний ферзь · e8 чорний король · f8 чорний слон · h8 чорна тура · a7 чорний пішак · b7 чорний пішак · c7 чорний пішак · d7 чорний пішак · e7 чорний пішак · f7 чорний пішак · g7 чорний пішак · h7 чорний пішак · f6 чорний кінь · e4 білий пішак · a2 білий пішак · b2 білий пішак · c2 білий пішак · d2 білий пішак · f2 білий пішак · g2 білий пішак · h2 білий пішак · a1 біла тура · b1 білий кінь · c1 білий слон · d1 білий ферзь · e1 білий король · f1 білий слон · g1 білий кінь · h1 біла тура | a8 чорна тура · b8 чорний кінь · c8 чорний слон · d8 чорний ферзь · e8 чорний король · f8 чорний слон · h8 чорна тура · a7 чорний пішак · b7 чорний пішак · c7 чорний пішак · d7 чорний пішак · e7 чорний пішак · f7 чорний пішак · g7 чорний пішак · h7 чорний пішак · f6 чорний кінь · e4 білий пішак · a2 білий пішак · b2 білий пішак · c2 білий пішак · d2 білий пішак · f2 білий пішак · g2 білий пішак · h2 білий пішак · a1 біла тура · b1 білий кінь · c1 білий слон · d1 білий ферзь · e1 білий король · f1 білий слон · g1 білий кінь · h1 біла тура | a8 чорна тура · b8 чорний кінь · c8 чорний слон · d8 чорний ферзь · e8 чорний король · f8 чорний слон · h8 чорна тура · a7 чорний пішак · b7 чорний пішак · c7 чорний пішак · d7 чорний пішак · e7 чорний пішак · f7 чорний пішак · g7 чорний пішак · h7 чорний пішак · f6 чорний кінь · e4 білий пішак · a2 білий пішак · b2 білий пішак · c2 білий пішак · d2 білий пішак · f2 білий пішак · g2 білий пішак · h2 білий пішак · a1 біла тура · b1 білий кінь · c1 білий слон · d1 білий ферзь · e1 білий король · f1 білий слон · g1 білий кінь · h1 біла тура | a8 чорна тура · b8 чорний кінь · c8 чорний слон · d8 чорний ферзь · e8 чорний король · f8 чорний слон · h8 чорна тура · a7 чорний пішак · b7 чорний пішак · c7 чорний пішак · d7 чорний пішак · e7 чорний пішак · f7 чорний пішак · g7 чорний пішак · h7 чорний пішак · f6 чорний кінь · e4 білий пішак · a2 білий пішак · b2 білий пішак · c2 білий пішак · d2 білий пішак · f2 білий пішак · g2 білий пішак · h2 білий пішак · a1 біла тура · b1 білий кінь · c1 білий слон · d1 білий ферзь · e1 білий король · f1 білий слон · g1 білий кінь · h1 біла тура | a8 чорна тура · b8 чорний кінь · c8 чорний слон · d8 чорний ферзь · e8 чорний король · f8 чорний слон · h8 чорна тура · a7 чорний пішак · b7 чорний пішак · c7 чорний пішак · d7 чорний пішак · e7 чорний пішак · f7 чорний пішак · g7 чорний пішак · h7 чорний пішак · f6 чорний кінь · e4 білий пішак · a2 білий пішак · b2 білий пішак · c2 білий пішак · d2 білий пішак · f2 білий пішак · g2 білий пішак · h2 білий пішак · a1 біла тура · b1 білий кінь · c1 білий слон · d1 білий ферзь · e1 білий король · f1 білий слон · g1 білий кінь · h1 біла тура | a8 чорна тура · b8 чорний кінь · c8 чорний слон · d8 чорний ферзь · e8 чорний король · f8 чорний слон · h8 чорна тура · a7 чорний пішак · b7 чорний пішак · c7 чорний пішак · d7 чорний пішак · e7 чорний пішак · f7 чорний пішак · g7 чорний пішак · h7 чорний пішак · f6 чорний кінь · e4 білий пішак · a2 білий пішак · b2 білий пішак · c2 білий пішак · d2 білий пішак · f2 білий пішак · g2 білий пішак · h2 білий пішак · a1 біла тура · b1 білий кінь · c1 білий слон · d1 білий ферзь · e1 білий король · f1 білий слон · g1 білий кінь · h1 біла тура | a8 чорна тура · b8 чорний кінь · c8 чорний слон · d8 чорний ферзь · e8 чорний король · f8 чорний слон · h8 чорна тура · a7 чорний пішак · b7 чорний пішак · c7 чорний пішак · d7 чорний пішак · e7 чорний пішак · f7 чорний пішак · g7 чорний пішак · h7 чорний пішак · f6 чорний кінь · e4 білий пішак · a2 білий пішак · b2 білий пішак · c2 білий пішак · d2 білий пішак · f2 білий пішак · g2 білий пішак · h2 білий пішак · a1 біла тура · b1 білий кінь · c1 білий слон · d1 білий ферзь · e1 білий король · f1 білий слон · g1 білий кінь · h1 біла тура | a8 чорна тура · b8 чорний кінь · c8 чорний слон · d8 чорний ферзь · e8 чорний король · f8 чорний слон · h8 чорна тура · a7 чорний пішак · b7 чорний пішак · c7 чорний пішак · d7 чорний пішак · e7 чорний пішак · f7 чорний пішак · g7 чорний пішак · h7 чорний пішак · f6 чорний кінь · e4 білий пішак · a2 білий пішак · b2 білий пішак · c2 білий пішак · d2 білий пішак · f2 білий пішак · g2 білий пішак · h2 білий пішак · a1 біла тура · b1 білий кінь · c1 білий слон · d1 білий ферзь · e1 білий король · f1 білий слон · g1 білий кінь · h1 біла тура | 1 |
|   | a | b | c | d | e | f | g | h |   |

|   | a | b | c | d | e | f | g | h |   |
| 8 | a8 чорна тура · b8 чорний кінь · c8 чорний слон · d8 чорний ферзь · e8 чорний король · f8 чорний слон · h8 чорна тура · a7 чорний пішак · b7 чорний пішак · c7 чорний пішак · e7 чорний пішак · f7 чорний пішак · h7 чорний пішак · d6 чорний пішак · f6 чорний кінь · g6 чорний пішак · d4 білий пішак · e4 білий пішак · c3 білий кінь · a2 білий пішак · b2 білий пішак · c2 білий пішак · f2 білий пішак · g2 білий пішак · h2 білий пішак · a1 біла тура · c1 білий слон · d1 білий ферзь · e1 білий король · f1 білий слон · g1 білий кінь · h1 біла тура | a8 чорна тура · b8 чорний кінь · c8 чорний слон · d8 чорний ферзь · e8 чорний король · f8 чорний слон · h8 чорна тура · a7 чорний пішак · b7 чорний пішак · c7 чорний пішак · e7 чорний пішак · f7 чорний пішак · h7 чорний пішак · d6 чорний пішак · f6 чорний кінь · g6 чорний пішак · d4 білий пішак · e4 білий пішак · c3 білий кінь · a2 білий пішак · b2 білий пішак · c2 білий пішак · f2 білий пішак · g2 білий пішак · h2 білий пішак · a1 біла тура · c1 білий слон · d1 білий ферзь · e1 білий король · f1 білий слон · g1 білий кінь · h1 біла тура | a8 чорна тура · b8 чорний кінь · c8 чорний слон · d8 чорний ферзь · e8 чорний король · f8 чорний слон · h8 чорна тура · a7 чорний пішак · b7 чорний пішак · c7 чорний пішак · e7 чорний пішак · f7 чорний пішак · h7 чорний пішак · d6 чорний пішак · f6 чорний кінь · g6 чорний пішак · d4 білий пішак · e4 білий пішак · c3 білий кінь · a2 білий пішак · b2 білий пішак · c2 білий пішак · f2 білий пішак · g2 білий пішак · h2 білий пішак · a1 біла тура · c1 білий слон · d1 білий ферзь · e1 білий король · f1 білий слон · g1 білий кінь · h1 біла тура | a8 чорна тура · b8 чорний кінь · c8 чорний слон · d8 чорний ферзь · e8 чорний король · f8 чорний слон · h8 чорна тура · a7 чорний пішак · b7 чорний пішак · c7 чорний пішак · e7 чорний пішак · f7 чорний пішак · h7 чорний пішак · d6 чорний пішак · f6 чорний кінь · g6 чорний пішак · d4 білий пішак · e4 білий пішак · c3 білий кінь · a2 білий пішак · b2 білий пішак · c2 білий пішак · f2 білий пішак · g2 білий пішак · h2 білий пішак · a1 біла тура · c1 білий слон · d1 білий ферзь · e1 білий король · f1 білий слон · g1 білий кінь · h1 біла тура | a8 чорна тура · b8 чорний кінь · c8 чорний слон · d8 чорний ферзь · e8 чорний король · f8 чорний слон · h8 чорна тура · a7 чорний пішак · b7 чорний пішак · c7 чорний пішак · e7 чорний пішак · f7 чорний пішак · h7 чорний пішак · d6 чорний пішак · f6 чорний кінь · g6 чорний пішак · d4 білий пішак · e4 білий пішак · c3 білий кінь · a2 білий пішак · b2 білий пішак · c2 білий пішак · f2 білий пішак · g2 білий пішак · h2 білий пішак · a1 біла тура · c1 білий слон · d1 білий ферзь · e1 білий король · f1 білий слон · g1 білий кінь · h1 біла тура | a8 чорна тура · b8 чорний кінь · c8 чорний слон · d8 чорний ферзь · e8 чорний король · f8 чорний слон · h8 чорна тура · a7 чорний пішак · b7 чорний пішак · c7 чорний пішак · e7 чорний пішак · f7 чорний пішак · h7 чорний пішак · d6 чорний пішак · f6 чорний кінь · g6 чорний пішак · d4 білий пішак · e4 білий пішак · c3 білий кінь · a2 білий пішак · b2 білий пішак · c2 білий пішак · f2 білий пішак · g2 білий пішак · h2 білий пішак · a1 біла тура · c1 білий слон · d1 білий ферзь · e1 білий король · f1 білий слон · g1 білий кінь · h1 біла тура | a8 чорна тура · b8 чорний кінь · c8 чорний слон · d8 чорний ферзь · e8 чорний король · f8 чорний слон · h8 чорна тура · a7 чорний пішак · b7 чорний пішак · c7 чорний пішак · e7 чорний пішак · f7 чорний пішак · h7 чорний пішак · d6 чорний пішак · f6 чорний кінь · g6 чорний пішак · d4 білий пішак · e4 білий пішак · c3 білий кінь · a2 білий пішак · b2 білий пішак · c2 білий пішак · f2 білий пішак · g2 білий пішак · h2 білий пішак · a1 біла тура · c1 білий слон · d1 білий ферзь · e1 білий король · f1 білий слон · g1 білий кінь · h1 біла тура | a8 чорна тура · b8 чорний кінь · c8 чорний слон · d8 чорний ферзь · e8 чорний король · f8 чорний слон · h8 чорна тура · a7 чорний пішак · b7 чорний пішак · c7 чорний пішак · e7 чорний пішак · f7 чорний пішак · h7 чорний пішак · d6 чорний пішак · f6 чорний кінь · g6 чорний пішак · d4 білий пішак · e4 білий пішак · c3 білий кінь · a2 білий пішак · b2 білий пішак · c2 білий пішак · f2 білий пішак · g2 білий пішак · h2 білий пішак · a1 біла тура · c1 білий слон · d1 білий ферзь · e1 білий король · f1 білий слон · g1 білий кінь · h1 біла тура | 8 |
| 7 | a8 чорна тура · b8 чорний кінь · c8 чорний слон · d8 чорний ферзь · e8 чорний король · f8 чорний слон · h8 чорна тура · a7 чорний пішак · b7 чорний пішак · c7 чорний пішак · e7 чорний пішак · f7 чорний пішак · h7 чорний пішак · d6 чорний пішак · f6 чорний кінь · g6 чорний пішак · d4 білий пішак · e4 білий пішак · c3 білий кінь · a2 білий пішак · b2 білий пішак · c2 білий пішак · f2 білий пішак · g2 білий пішак · h2 білий пішак · a1 біла тура · c1 білий слон · d1 білий ферзь · e1 білий король · f1 білий слон · g1 білий кінь · h1 біла тура | a8 чорна тура · b8 чорний кінь · c8 чорний слон · d8 чорний ферзь · e8 чорний король · f8 чорний слон · h8 чорна тура · a7 чорний пішак · b7 чорний пішак · c7 чорний пішак · e7 чорний пішак · f7 чорний пішак · h7 чорний пішак · d6 чорний пішак · f6 чорний кінь · g6 чорний пішак · d4 білий пішак · e4 білий пішак · c3 білий кінь · a2 білий пішак · b2 білий пішак · c2 білий пішак · f2 білий пішак · g2 білий пішак · h2 білий пішак · a1 біла тура · c1 білий слон · d1 білий ферзь · e1 білий король · f1 білий слон · g1 білий кінь · h1 біла тура | a8 чорна тура · b8 чорний кінь · c8 чорний слон · d8 чорний ферзь · e8 чорний король · f8 чорний слон · h8 чорна тура · a7 чорний пішак · b7 чорний пішак · c7 чорний пішак · e7 чорний пішак · f7 чорний пішак · h7 чорний пішак · d6 чорний пішак · f6 чорний кінь · g6 чорний пішак · d4 білий пішак · e4 білий пішак · c3 білий кінь · a2 білий пішак · b2 білий пішак · c2 білий пішак · f2 білий пішак · g2 білий пішак · h2 білий пішак · a1 біла тура · c1 білий слон · d1 білий ферзь · e1 білий король · f1 білий слон · g1 білий кінь · h1 біла тура | a8 чорна тура · b8 чорний кінь · c8 чорний слон · d8 чорний ферзь · e8 чорний король · f8 чорний слон · h8 чорна тура · a7 чорний пішак · b7 чорний пішак · c7 чорний пішак · e7 чорний пішак · f7 чорний пішак · h7 чорний пішак · d6 чорний пішак · f6 чорний кінь · g6 чорний пішак · d4 білий пішак · e4 білий пішак · c3 білий кінь · a2 білий пішак · b2 білий пішак · c2 білий пішак · f2 білий пішак · g2 білий пішак · h2 білий пішак · a1 біла тура · c1 білий слон · d1 білий ферзь · e1 білий король · f1 білий слон · g1 білий кінь · h1 біла тура | a8 чорна тура · b8 чорний кінь · c8 чорний слон · d8 чорний ферзь · e8 чорний король · f8 чорний слон · h8 чорна тура · a7 чорний пішак · b7 чорний пішак · c7 чорний пішак · e7 чорний пішак · f7 чорний пішак · h7 чорний пішак · d6 чорний пішак · f6 чорний кінь · g6 чорний пішак · d4 білий пішак · e4 білий пішак · c3 білий кінь · a2 білий пішак · b2 білий пішак · c2 білий пішак · f2 білий пішак · g2 білий пішак · h2 білий пішак · a1 біла тура · c1 білий слон · d1 білий ферзь · e1 білий король · f1 білий слон · g1 білий кінь · h1 біла тура | a8 чорна тура · b8 чорний кінь · c8 чорний слон · d8 чорний ферзь · e8 чорний король · f8 чорний слон · h8 чорна тура · a7 чорний пішак · b7 чорний пішак · c7 чорний пішак · e7 чорний пішак · f7 чорний пішак · h7 чорний пішак · d6 чорний пішак · f6 чорний кінь · g6 чорний пішак · d4 білий пішак · e4 білий пішак · c3 білий кінь · a2 білий пішак · b2 білий пішак · c2 білий пішак · f2 білий пішак · g2 білий пішак · h2 білий пішак · a1 біла тура · c1 білий слон · d1 білий ферзь · e1 білий король · f1 білий слон · g1 білий кінь · h1 біла тура | a8 чорна тура · b8 чорний кінь · c8 чорний слон · d8 чорний ферзь · e8 чорний король · f8 чорний слон · h8 чорна тура · a7 чорний пішак · b7 чорний пішак · c7 чорний пішак · e7 чорний пішак · f7 чорний пішак · h7 чорний пішак · d6 чорний пішак · f6 чорний кінь · g6 чорний пішак · d4 білий пішак · e4 білий пішак · c3 білий кінь · a2 білий пішак · b2 білий пішак · c2 білий пішак · f2 білий пішак · g2 білий пішак · h2 білий пішак · a1 біла тура · c1 білий слон · d1 білий ферзь · e1 білий король · f1 білий слон · g1 білий кінь · h1 біла тура | a8 чорна тура · b8 чорний кінь · c8 чорний слон · d8 чорний ферзь · e8 чорний король · f8 чорний слон · h8 чорна тура · a7 чорний пішак · b7 чорний пішак · c7 чорний пішак · e7 чорний пішак · f7 чорний пішак · h7 чорний пішак · d6 чорний пішак · f6 чорний кінь · g6 чорний пішак · d4 білий пішак · e4 білий пішак · c3 білий кінь · a2 білий пішак · b2 білий пішак · c2 білий пішак · f2 білий пішак · g2 білий пішак · h2 білий пішак · a1 біла тура · c1 білий слон · d1 білий ферзь · e1 білий король · f1 білий слон · g1 білий кінь · h1 біла тура | 7 |
| 6 | a8 чорна тура · b8 чорний кінь · c8 чорний слон · d8 чорний ферзь · e8 чорний король · f8 чорний слон · h8 чорна тура · a7 чорний пішак · b7 чорний пішак · c7 чорний пішак · e7 чорний пішак · f7 чорний пішак · h7 чорний пішак · d6 чорний пішак · f6 чорний кінь · g6 чорний пішак · d4 білий пішак · e4 білий пішак · c3 білий кінь · a2 білий пішак · b2 білий пішак · c2 білий пішак · f2 білий пішак · g2 білий пішак · h2 білий пішак · a1 біла тура · c1 білий слон · d1 білий ферзь · e1 білий король · f1 білий слон · g1 білий кінь · h1 біла тура | a8 чорна тура · b8 чорний кінь · c8 чорний слон · d8 чорний ферзь · e8 чорний король · f8 чорний слон · h8 чорна тура · a7 чорний пішак · b7 чорний пішак · c7 чорний пішак · e7 чорний пішак · f7 чорний пішак · h7 чорний пішак · d6 чорний пішак · f6 чорний кінь · g6 чорний пішак · d4 білий пішак · e4 білий пішак · c3 білий кінь · a2 білий пішак · b2 білий пішак · c2 білий пішак · f2 білий пішак · g2 білий пішак · h2 білий пішак · a1 біла тура · c1 білий слон · d1 білий ферзь · e1 білий король · f1 білий слон · g1 білий кінь · h1 біла тура | a8 чорна тура · b8 чорний кінь · c8 чорний слон · d8 чорний ферзь · e8 чорний король · f8 чорний слон · h8 чорна тура · a7 чорний пішак · b7 чорний пішак · c7 чорний пішак · e7 чорний пішак · f7 чорний пішак · h7 чорний пішак · d6 чорний пішак · f6 чорний кінь · g6 чорний пішак · d4 білий пішак · e4 білий пішак · c3 білий кінь · a2 білий пішак · b2 білий пішак · c2 білий пішак · f2 білий пішак · g2 білий пішак · h2 білий пішак · a1 біла тура · c1 білий слон · d1 білий ферзь · e1 білий король · f1 білий слон · g1 білий кінь · h1 біла тура | a8 чорна тура · b8 чорний кінь · c8 чорний слон · d8 чорний ферзь · e8 чорний король · f8 чорний слон · h8 чорна тура · a7 чорний пішак · b7 чорний пішак · c7 чорний пішак · e7 чорний пішак · f7 чорний пішак · h7 чорний пішак · d6 чорний пішак · f6 чорний кінь · g6 чорний пішак · d4 білий пішак · e4 білий пішак · c3 білий кінь · a2 білий пішак · b2 білий пішак · c2 білий пішак · f2 білий пішак · g2 білий пішак · h2 білий пішак · a1 біла тура · c1 білий слон · d1 білий ферзь · e1 білий король · f1 білий слон · g1 білий кінь · h1 біла тура | a8 чорна тура · b8 чорний кінь · c8 чорний слон · d8 чорний ферзь · e8 чорний король · f8 чорний слон · h8 чорна тура · a7 чорний пішак · b7 чорний пішак · c7 чорний пішак · e7 чорний пішак · f7 чорний пішак · h7 чорний пішак · d6 чорний пішак · f6 чорний кінь · g6 чорний пішак · d4 білий пішак · e4 білий пішак · c3 білий кінь · a2 білий пішак · b2 білий пішак · c2 білий пішак · f2 білий пішак · g2 білий пішак · h2 білий пішак · a1 біла тура · c1 білий слон · d1 білий ферзь · e1 білий король · f1 білий слон · g1 білий кінь · h1 біла тура | a8 чорна тура · b8 чорний кінь · c8 чорний слон · d8 чорний ферзь · e8 чорний король · f8 чорний слон · h8 чорна тура · a7 чорний пішак · b7 чорний пішак · c7 чорний пішак · e7 чорний пішак · f7 чорний пішак · h7 чорний пішак · d6 чорний пішак · f6 чорний кінь · g6 чорний пішак · d4 білий пішак · e4 білий пішак · c3 білий кінь · a2 білий пішак · b2 білий пішак · c2 білий пішак · f2 білий пішак · g2 білий пішак · h2 білий пішак · a1 біла тура · c1 білий слон · d1 білий ферзь · e1 білий король · f1 білий слон · g1 білий кінь · h1 біла тура | a8 чорна тура · b8 чорний кінь · c8 чорний слон · d8 чорний ферзь · e8 чорний король · f8 чорний слон · h8 чорна тура · a7 чорний пішак · b7 чорний пішак · c7 чорний пішак · e7 чорний пішак · f7 чорний пішак · h7 чорний пішак · d6 чорний пішак · f6 чорний кінь · g6 чорний пішак · d4 білий пішак · e4 білий пішак · c3 білий кінь · a2 білий пішак · b2 білий пішак · c2 білий пішак · f2 білий пішак · g2 білий пішак · h2 білий пішак · a1 біла тура · c1 білий слон · d1 білий ферзь · e1 білий король · f1 білий слон · g1 білий кінь · h1 біла тура | a8 чорна тура · b8 чорний кінь · c8 чорний слон · d8 чорний ферзь · e8 чорний король · f8 чорний слон · h8 чорна тура · a7 чорний пішак · b7 чорний пішак · c7 чорний пішак · e7 чорний пішак · f7 чорний пішак · h7 чорний пішак · d6 чорний пішак · f6 чорний кінь · g6 чорний пішак · d4 білий пішак · e4 білий пішак · c3 білий кінь · a2 білий пішак · b2 білий пішак · c2 білий пішак · f2 білий пішак · g2 білий пішак · h2 білий пішак · a1 біла тура · c1 білий слон · d1 білий ферзь · e1 білий король · f1 білий слон · g1 білий кінь · h1 біла тура | 6 |
| 5 | a8 чорна тура · b8 чорний кінь · c8 чорний слон · d8 чорний ферзь · e8 чорний король · f8 чорний слон · h8 чорна тура · a7 чорний пішак · b7 чорний пішак · c7 чорний пішак · e7 чорний пішак · f7 чорний пішак · h7 чорний пішак · d6 чорний пішак · f6 чорний кінь · g6 чорний пішак · d4 білий пішак · e4 білий пішак · c3 білий кінь · a2 білий пішак · b2 білий пішак · c2 білий пішак · f2 білий пішак · g2 білий пішак · h2 білий пішак · a1 біла тура · c1 білий слон · d1 білий ферзь · e1 білий король · f1 білий слон · g1 білий кінь · h1 біла тура | a8 чорна тура · b8 чорний кінь · c8 чорний слон · d8 чорний ферзь · e8 чорний король · f8 чорний слон · h8 чорна тура · a7 чорний пішак · b7 чорний пішак · c7 чорний пішак · e7 чорний пішак · f7 чорний пішак · h7 чорний пішак · d6 чорний пішак · f6 чорний кінь · g6 чорний пішак · d4 білий пішак · e4 білий пішак · c3 білий кінь · a2 білий пішак · b2 білий пішак · c2 білий пішак · f2 білий пішак · g2 білий пішак · h2 білий пішак · a1 біла тура · c1 білий слон · d1 білий ферзь · e1 білий король · f1 білий слон · g1 білий кінь · h1 біла тура | a8 чорна тура · b8 чорний кінь · c8 чорний слон · d8 чорний ферзь · e8 чорний король · f8 чорний слон · h8 чорна тура · a7 чорний пішак · b7 чорний пішак · c7 чорний пішак · e7 чорний пішак · f7 чорний пішак · h7 чорний пішак · d6 чорний пішак · f6 чорний кінь · g6 чорний пішак · d4 білий пішак · e4 білий пішак · c3 білий кінь · a2 білий пішак · b2 білий пішак · c2 білий пішак · f2 білий пішак · g2 білий пішак · h2 білий пішак · a1 біла тура · c1 білий слон · d1 білий ферзь · e1 білий король · f1 білий слон · g1 білий кінь · h1 біла тура | a8 чорна тура · b8 чорний кінь · c8 чорний слон · d8 чорний ферзь · e8 чорний король · f8 чорний слон · h8 чорна тура · a7 чорний пішак · b7 чорний пішак · c7 чорний пішак · e7 чорний пішак · f7 чорний пішак · h7 чорний пішак · d6 чорний пішак · f6 чорний кінь · g6 чорний пішак · d4 білий пішак · e4 білий пішак · c3 білий кінь · a2 білий пішак · b2 білий пішак · c2 білий пішак · f2 білий пішак · g2 білий пішак · h2 білий пішак · a1 біла тура · c1 білий слон · d1 білий ферзь · e1 білий король · f1 білий слон · g1 білий кінь · h1 біла тура | a8 чорна тура · b8 чорний кінь · c8 чорний слон · d8 чорний ферзь · e8 чорний король · f8 чорний слон · h8 чорна тура · a7 чорний пішак · b7 чорний пішак · c7 чорний пішак · e7 чорний пішак · f7 чорний пішак · h7 чорний пішак · d6 чорний пішак · f6 чорний кінь · g6 чорний пішак · d4 білий пішак · e4 білий пішак · c3 білий кінь · a2 білий пішак · b2 білий пішак · c2 білий пішак · f2 білий пішак · g2 білий пішак · h2 білий пішак · a1 біла тура · c1 білий слон · d1 білий ферзь · e1 білий король · f1 білий слон · g1 білий кінь · h1 біла тура | a8 чорна тура · b8 чорний кінь · c8 чорний слон · d8 чорний ферзь · e8 чорний король · f8 чорний слон · h8 чорна тура · a7 чорний пішак · b7 чорний пішак · c7 чорний пішак · e7 чорний пішак · f7 чорний пішак · h7 чорний пішак · d6 чорний пішак · f6 чорний кінь · g6 чорний пішак · d4 білий пішак · e4 білий пішак · c3 білий кінь · a2 білий пішак · b2 білий пішак · c2 білий пішак · f2 білий пішак · g2 білий пішак · h2 білий пішак · a1 біла тура · c1 білий слон · d1 білий ферзь · e1 білий король · f1 білий слон · g1 білий кінь · h1 біла тура | a8 чорна тура · b8 чорний кінь · c8 чорний слон · d8 чорний ферзь · e8 чорний король · f8 чорний слон · h8 чорна тура · a7 чорний пішак · b7 чорний пішак · c7 чорний пішак · e7 чорний пішак · f7 чорний пішак · h7 чорний пішак · d6 чорний пішак · f6 чорний кінь · g6 чорний пішак · d4 білий пішак · e4 білий пішак · c3 білий кінь · a2 білий пішак · b2 білий пішак · c2 білий пішак · f2 білий пішак · g2 білий пішак · h2 білий пішак · a1 біла тура · c1 білий слон · d1 білий ферзь · e1 білий король · f1 білий слон · g1 білий кінь · h1 біла тура | a8 чорна тура · b8 чорний кінь · c8 чорний слон · d8 чорний ферзь · e8 чорний король · f8 чорний слон · h8 чорна тура · a7 чорний пішак · b7 чорний пішак · c7 чорний пішак · e7 чорний пішак · f7 чорний пішак · h7 чорний пішак · d6 чорний пішак · f6 чорний кінь · g6 чорний пішак · d4 білий пішак · e4 білий пішак · c3 білий кінь · a2 білий пішак · b2 білий пішак · c2 білий пішак · f2 білий пішак · g2 білий пішак · h2 білий пішак · a1 біла тура · c1 білий слон · d1 білий ферзь · e1 білий король · f1 білий слон · g1 білий кінь · h1 біла тура | 5 |
| 4 | a8 чорна тура · b8 чорний кінь · c8 чорний слон · d8 чорний ферзь · e8 чорний король · f8 чорний слон · h8 чорна тура · a7 чорний пішак · b7 чорний пішак · c7 чорний пішак · e7 чорний пішак · f7 чорний пішак · h7 чорний пішак · d6 чорний пішак · f6 чорний кінь · g6 чорний пішак · d4 білий пішак · e4 білий пішак · c3 білий кінь · a2 білий пішак · b2 білий пішак · c2 білий пішак · f2 білий пішак · g2 білий пішак · h2 білий пішак · a1 біла тура · c1 білий слон · d1 білий ферзь · e1 білий король · f1 білий слон · g1 білий кінь · h1 біла тура | a8 чорна тура · b8 чорний кінь · c8 чорний слон · d8 чорний ферзь · e8 чорний король · f8 чорний слон · h8 чорна тура · a7 чорний пішак · b7 чорний пішак · c7 чорний пішак · e7 чорний пішак · f7 чорний пішак · h7 чорний пішак · d6 чорний пішак · f6 чорний кінь · g6 чорний пішак · d4 білий пішак · e4 білий пішак · c3 білий кінь · a2 білий пішак · b2 білий пішак · c2 білий пішак · f2 білий пішак · g2 білий пішак · h2 білий пішак · a1 біла тура · c1 білий слон · d1 білий ферзь · e1 білий король · f1 білий слон · g1 білий кінь · h1 біла тура | a8 чорна тура · b8 чорний кінь · c8 чорний слон · d8 чорний ферзь · e8 чорний король · f8 чорний слон · h8 чорна тура · a7 чорний пішак · b7 чорний пішак · c7 чорний пішак · e7 чорний пішак · f7 чорний пішак · h7 чорний пішак · d6 чорний пішак · f6 чорний кінь · g6 чорний пішак · d4 білий пішак · e4 білий пішак · c3 білий кінь · a2 білий пішак · b2 білий пішак · c2 білий пішак · f2 білий пішак · g2 білий пішак · h2 білий пішак · a1 біла тура · c1 білий слон · d1 білий ферзь · e1 білий король · f1 білий слон · g1 білий кінь · h1 біла тура | a8 чорна тура · b8 чорний кінь · c8 чорний слон · d8 чорний ферзь · e8 чорний король · f8 чорний слон · h8 чорна тура · a7 чорний пішак · b7 чорний пішак · c7 чорний пішак · e7 чорний пішак · f7 чорний пішак · h7 чорний пішак · d6 чорний пішак · f6 чорний кінь · g6 чорний пішак · d4 білий пішак · e4 білий пішак · c3 білий кінь · a2 білий пішак · b2 білий пішак · c2 білий пішак · f2 білий пішак · g2 білий пішак · h2 білий пішак · a1 біла тура · c1 білий слон · d1 білий ферзь · e1 білий король · f1 білий слон · g1 білий кінь · h1 біла тура | a8 чорна тура · b8 чорний кінь · c8 чорний слон · d8 чорний ферзь · e8 чорний король · f8 чорний слон · h8 чорна тура · a7 чорний пішак · b7 чорний пішак · c7 чорний пішак · e7 чорний пішак · f7 чорний пішак · h7 чорний пішак · d6 чорний пішак · f6 чорний кінь · g6 чорний пішак · d4 білий пішак · e4 білий пішак · c3 білий кінь · a2 білий пішак · b2 білий пішак · c2 білий пішак · f2 білий пішак · g2 білий пішак · h2 білий пішак · a1 біла тура · c1 білий слон · d1 білий ферзь · e1 білий король · f1 білий слон · g1 білий кінь · h1 біла тура | a8 чорна тура · b8 чорний кінь · c8 чорний слон · d8 чорний ферзь · e8 чорний король · f8 чорний слон · h8 чорна тура · a7 чорний пішак · b7 чорний пішак · c7 чорний пішак · e7 чорний пішак · f7 чорний пішак · h7 чорний пішак · d6 чорний пішак · f6 чорний кінь · g6 чорний пішак · d4 білий пішак · e4 білий пішак · c3 білий кінь · a2 білий пішак · b2 білий пішак · c2 білий пішак · f2 білий пішак · g2 білий пішак · h2 білий пішак · a1 біла тура · c1 білий слон · d1 білий ферзь · e1 білий король · f1 білий слон · g1 білий кінь · h1 біла тура | a8 чорна тура · b8 чорний кінь · c8 чорний слон · d8 чорний ферзь · e8 чорний король · f8 чорний слон · h8 чорна тура · a7 чорний пішак · b7 чорний пішак · c7 чорний пішак · e7 чорний пішак · f7 чорний пішак · h7 чорний пішак · d6 чорний пішак · f6 чорний кінь · g6 чорний пішак · d4 білий пішак · e4 білий пішак · c3 білий кінь · a2 білий пішак · b2 білий пішак · c2 білий пішак · f2 білий пішак · g2 білий пішак · h2 білий пішак · a1 біла тура · c1 білий слон · d1 білий ферзь · e1 білий король · f1 білий слон · g1 білий кінь · h1 біла тура | a8 чорна тура · b8 чорний кінь · c8 чорний слон · d8 чорний ферзь · e8 чорний король · f8 чорний слон · h8 чорна тура · a7 чорний пішак · b7 чорний пішак · c7 чорний пішак · e7 чорний пішак · f7 чорний пішак · h7 чорний пішак · d6 чорний пішак · f6 чорний кінь · g6 чорний пішак · d4 білий пішак · e4 білий пішак · c3 білий кінь · a2 білий пішак · b2 білий пішак · c2 білий пішак · f2 білий пішак · g2 білий пішак · h2 білий пішак · a1 біла тура · c1 білий слон · d1 білий ферзь · e1 білий король · f1 білий слон · g1 білий кінь · h1 біла тура | 4 |
| 3 | a8 чорна тура · b8 чорний кінь · c8 чорний слон · d8 чорний ферзь · e8 чорний король · f8 чорний слон · h8 чорна тура · a7 чорний пішак · b7 чорний пішак · c7 чорний пішак · e7 чорний пішак · f7 чорний пішак · h7 чорний пішак · d6 чорний пішак · f6 чорний кінь · g6 чорний пішак · d4 білий пішак · e4 білий пішак · c3 білий кінь · a2 білий пішак · b2 білий пішак · c2 білий пішак · f2 білий пішак · g2 білий пішак · h2 білий пішак · a1 біла тура · c1 білий слон · d1 білий ферзь · e1 білий король · f1 білий слон · g1 білий кінь · h1 біла тура | a8 чорна тура · b8 чорний кінь · c8 чорний слон · d8 чорний ферзь · e8 чорний король · f8 чорний слон · h8 чорна тура · a7 чорний пішак · b7 чорний пішак · c7 чорний пішак · e7 чорний пішак · f7 чорний пішак · h7 чорний пішак · d6 чорний пішак · f6 чорний кінь · g6 чорний пішак · d4 білий пішак · e4 білий пішак · c3 білий кінь · a2 білий пішак · b2 білий пішак · c2 білий пішак · f2 білий пішак · g2 білий пішак · h2 білий пішак · a1 біла тура · c1 білий слон · d1 білий ферзь · e1 білий король · f1 білий слон · g1 білий кінь · h1 біла тура | a8 чорна тура · b8 чорний кінь · c8 чорний слон · d8 чорний ферзь · e8 чорний король · f8 чорний слон · h8 чорна тура · a7 чорний пішак · b7 чорний пішак · c7 чорний пішак · e7 чорний пішак · f7 чорний пішак · h7 чорний пішак · d6 чорний пішак · f6 чорний кінь · g6 чорний пішак · d4 білий пішак · e4 білий пішак · c3 білий кінь · a2 білий пішак · b2 білий пішак · c2 білий пішак · f2 білий пішак · g2 білий пішак · h2 білий пішак · a1 біла тура · c1 білий слон · d1 білий ферзь · e1 білий король · f1 білий слон · g1 білий кінь · h1 біла тура | a8 чорна тура · b8 чорний кінь · c8 чорний слон · d8 чорний ферзь · e8 чорний король · f8 чорний слон · h8 чорна тура · a7 чорний пішак · b7 чорний пішак · c7 чорний пішак · e7 чорний пішак · f7 чорний пішак · h7 чорний пішак · d6 чорний пішак · f6 чорний кінь · g6 чорний пішак · d4 білий пішак · e4 білий пішак · c3 білий кінь · a2 білий пішак · b2 білий пішак · c2 білий пішак · f2 білий пішак · g2 білий пішак · h2 білий пішак · a1 біла тура · c1 білий слон · d1 білий ферзь · e1 білий король · f1 білий слон · g1 білий кінь · h1 біла тура | a8 чорна тура · b8 чорний кінь · c8 чорний слон · d8 чорний ферзь · e8 чорний король · f8 чорний слон · h8 чорна тура · a7 чорний пішак · b7 чорний пішак · c7 чорний пішак · e7 чорний пішак · f7 чорний пішак · h7 чорний пішак · d6 чорний пішак · f6 чорний кінь · g6 чорний пішак · d4 білий пішак · e4 білий пішак · c3 білий кінь · a2 білий пішак · b2 білий пішак · c2 білий пішак · f2 білий пішак · g2 білий пішак · h2 білий пішак · a1 біла тура · c1 білий слон · d1 білий ферзь · e1 білий король · f1 білий слон · g1 білий кінь · h1 біла тура | a8 чорна тура · b8 чорний кінь · c8 чорний слон · d8 чорний ферзь · e8 чорний король · f8 чорний слон · h8 чорна тура · a7 чорний пішак · b7 чорний пішак · c7 чорний пішак · e7 чорний пішак · f7 чорний пішак · h7 чорний пішак · d6 чорний пішак · f6 чорний кінь · g6 чорний пішак · d4 білий пішак · e4 білий пішак · c3 білий кінь · a2 білий пішак · b2 білий пішак · c2 білий пішак · f2 білий пішак · g2 білий пішак · h2 білий пішак · a1 біла тура · c1 білий слон · d1 білий ферзь · e1 білий король · f1 білий слон · g1 білий кінь · h1 біла тура | a8 чорна тура · b8 чорний кінь · c8 чорний слон · d8 чорний ферзь · e8 чорний король · f8 чорний слон · h8 чорна тура · a7 чорний пішак · b7 чорний пішак · c7 чорний пішак · e7 чорний пішак · f7 чорний пішак · h7 чорний пішак · d6 чорний пішак · f6 чорний кінь · g6 чорний пішак · d4 білий пішак · e4 білий пішак · c3 білий кінь · a2 білий пішак · b2 білий пішак · c2 білий пішак · f2 білий пішак · g2 білий пішак · h2 білий пішак · a1 біла тура · c1 білий слон · d1 білий ферзь · e1 білий король · f1 білий слон · g1 білий кінь · h1 біла тура | a8 чорна тура · b8 чорний кінь · c8 чорний слон · d8 чорний ферзь · e8 чорний король · f8 чорний слон · h8 чорна тура · a7 чорний пішак · b7 чорний пішак · c7 чорний пішак · e7 чорний пішак · f7 чорний пішак · h7 чорний пішак · d6 чорний пішак · f6 чорний кінь · g6 чорний пішак · d4 білий пішак · e4 білий пішак · c3 білий кінь · a2 білий пішак · b2 білий пішак · c2 білий пішак · f2 білий пішак · g2 білий пішак · h2 білий пішак · a1 біла тура · c1 білий слон · d1 білий ферзь · e1 білий король · f1 білий слон · g1 білий кінь · h1 біла тура | 3 |
| 2 | a8 чорна тура · b8 чорний кінь · c8 чорний слон · d8 чорний ферзь · e8 чорний король · f8 чорний слон · h8 чорна тура · a7 чорний пішак · b7 чорний пішак · c7 чорний пішак · e7 чорний пішак · f7 чорний пішак · h7 чорний пішак · d6 чорний пішак · f6 чорний кінь · g6 чорний пішак · d4 білий пішак · e4 білий пішак · c3 білий кінь · a2 білий пішак · b2 білий пішак · c2 білий пішак · f2 білий пішак · g2 білий пішак · h2 білий пішак · a1 біла тура · c1 білий слон · d1 білий ферзь · e1 білий король · f1 білий слон · g1 білий кінь · h1 біла тура | a8 чорна тура · b8 чорний кінь · c8 чорний слон · d8 чорний ферзь · e8 чорний король · f8 чорний слон · h8 чорна тура · a7 чорний пішак · b7 чорний пішак · c7 чорний пішак · e7 чорний пішак · f7 чорний пішак · h7 чорний пішак · d6 чорний пішак · f6 чорний кінь · g6 чорний пішак · d4 білий пішак · e4 білий пішак · c3 білий кінь · a2 білий пішак · b2 білий пішак · c2 білий пішак · f2 білий пішак · g2 білий пішак · h2 білий пішак · a1 біла тура · c1 білий слон · d1 білий ферзь · e1 білий король · f1 білий слон · g1 білий кінь · h1 біла тура | a8 чорна тура · b8 чорний кінь · c8 чорний слон · d8 чорний ферзь · e8 чорний король · f8 чорний слон · h8 чорна тура · a7 чорний пішак · b7 чорний пішак · c7 чорний пішак · e7 чорний пішак · f7 чорний пішак · h7 чорний пішак · d6 чорний пішак · f6 чорний кінь · g6 чорний пішак · d4 білий пішак · e4 білий пішак · c3 білий кінь · a2 білий пішак · b2 білий пішак · c2 білий пішак · f2 білий пішак · g2 білий пішак · h2 білий пішак · a1 біла тура · c1 білий слон · d1 білий ферзь · e1 білий король · f1 білий слон · g1 білий кінь · h1 біла тура | a8 чорна тура · b8 чорний кінь · c8 чорний слон · d8 чорний ферзь · e8 чорний король · f8 чорний слон · h8 чорна тура · a7 чорний пішак · b7 чорний пішак · c7 чорний пішак · e7 чорний пішак · f7 чорний пішак · h7 чорний пішак · d6 чорний пішак · f6 чорний кінь · g6 чорний пішак · d4 білий пішак · e4 білий пішак · c3 білий кінь · a2 білий пішак · b2 білий пішак · c2 білий пішак · f2 білий пішак · g2 білий пішак · h2 білий пішак · a1 біла тура · c1 білий слон · d1 білий ферзь · e1 білий король · f1 білий слон · g1 білий кінь · h1 біла тура | a8 чорна тура · b8 чорний кінь · c8 чорний слон · d8 чорний ферзь · e8 чорний король · f8 чорний слон · h8 чорна тура · a7 чорний пішак · b7 чорний пішак · c7 чорний пішак · e7 чорний пішак · f7 чорний пішак · h7 чорний пішак · d6 чорний пішак · f6 чорний кінь · g6 чорний пішак · d4 білий пішак · e4 білий пішак · c3 білий кінь · a2 білий пішак · b2 білий пішак · c2 білий пішак · f2 білий пішак · g2 білий пішак · h2 білий пішак · a1 біла тура · c1 білий слон · d1 білий ферзь · e1 білий король · f1 білий слон · g1 білий кінь · h1 біла тура | a8 чорна тура · b8 чорний кінь · c8 чорний слон · d8 чорний ферзь · e8 чорний король · f8 чорний слон · h8 чорна тура · a7 чорний пішак · b7 чорний пішак · c7 чорний пішак · e7 чорний пішак · f7 чорний пішак · h7 чорний пішак · d6 чорний пішак · f6 чорний кінь · g6 чорний пішак · d4 білий пішак · e4 білий пішак · c3 білий кінь · a2 білий пішак · b2 білий пішак · c2 білий пішак · f2 білий пішак · g2 білий пішак · h2 білий пішак · a1 біла тура · c1 білий слон · d1 білий ферзь · e1 білий король · f1 білий слон · g1 білий кінь · h1 біла тура | a8 чорна тура · b8 чорний кінь · c8 чорний слон · d8 чорний ферзь · e8 чорний король · f8 чорний слон · h8 чорна тура · a7 чорний пішак · b7 чорний пішак · c7 чорний пішак · e7 чорний пішак · f7 чорний пішак · h7 чорний пішак · d6 чорний пішак · f6 чорний кінь · g6 чорний пішак · d4 білий пішак · e4 білий пішак · c3 білий кінь · a2 білий пішак · b2 білий пішак · c2 білий пішак · f2 білий пішак · g2 білий пішак · h2 білий пішак · a1 біла тура · c1 білий слон · d1 білий ферзь · e1 білий король · f1 білий слон · g1 білий кінь · h1 біла тура | a8 чорна тура · b8 чорний кінь · c8 чорний слон · d8 чорний ферзь · e8 чорний король · f8 чорний слон · h8 чорна тура · a7 чорний пішак · b7 чорний пішак · c7 чорний пішак · e7 чорний пішак · f7 чорний пішак · h7 чорний пішак · d6 чорний пішак · f6 чорний кінь · g6 чорний пішак · d4 білий пішак · e4 білий пішак · c3 білий кінь · a2 білий пішак · b2 білий пішак · c2 білий пішак · f2 білий пішак · g2 білий пішак · h2 білий пішак · a1 біла тура · c1 білий слон · d1 білий ферзь · e1 білий король · f1 білий слон · g1 білий кінь · h1 біла тура | 2 |
| 1 | a8 чорна тура · b8 чорний кінь · c8 чорний слон · d8 чорний ферзь · e8 чорний король · f8 чорний слон · h8 чорна тура · a7 чорний пішак · b7 чорний пішак · c7 чорний пішак · e7 чорний пішак · f7 чорний пішак · h7 чорний пішак · d6 чорний пішак · f6 чорний кінь · g6 чорний пішак · d4 білий пішак · e4 білий пішак · c3 білий кінь · a2 білий пішак · b2 білий пішак · c2 білий пішак · f2 білий пішак · g2 білий пішак · h2 білий пішак · a1 біла тура · c1 білий слон · d1 білий ферзь · e1 білий король · f1 білий слон · g1 білий кінь · h1 біла тура | a8 чорна тура · b8 чорний кінь · c8 чорний слон · d8 чорний ферзь · e8 чорний король · f8 чорний слон · h8 чорна тура · a7 чорний пішак · b7 чорний пішак · c7 чорний пішак · e7 чорний пішак · f7 чорний пішак · h7 чорний пішак · d6 чорний пішак · f6 чорний кінь · g6 чорний пішак · d4 білий пішак · e4 білий пішак · c3 білий кінь · a2 білий пішак · b2 білий пішак · c2 білий пішак · f2 білий пішак · g2 білий пішак · h2 білий пішак · a1 біла тура · c1 білий слон · d1 білий ферзь · e1 білий король · f1 білий слон · g1 білий кінь · h1 біла тура | a8 чорна тура · b8 чорний кінь · c8 чорний слон · d8 чорний ферзь · e8 чорний король · f8 чорний слон · h8 чорна тура · a7 чорний пішак · b7 чорний пішак · c7 чорний пішак · e7 чорний пішак · f7 чорний пішак · h7 чорний пішак · d6 чорний пішак · f6 чорний кінь · g6 чорний пішак · d4 білий пішак · e4 білий пішак · c3 білий кінь · a2 білий пішак · b2 білий пішак · c2 білий пішак · f2 білий пішак · g2 білий пішак · h2 білий пішак · a1 біла тура · c1 білий слон · d1 білий ферзь · e1 білий король · f1 білий слон · g1 білий кінь · h1 біла тура | a8 чорна тура · b8 чорний кінь · c8 чорний слон · d8 чорний ферзь · e8 чорний король · f8 чорний слон · h8 чорна тура · a7 чорний пішак · b7 чорний пішак · c7 чорний пішак · e7 чорний пішак · f7 чорний пішак · h7 чорний пішак · d6 чорний пішак · f6 чорний кінь · g6 чорний пішак · d4 білий пішак · e4 білий пішак · c3 білий кінь · a2 білий пішак · b2 білий пішак · c2 білий пішак · f2 білий пішак · g2 білий пішак · h2 білий пішак · a1 біла тура · c1 білий слон · d1 білий ферзь · e1 білий король · f1 білий слон · g1 білий кінь · h1 біла тура | a8 чорна тура · b8 чорний кінь · c8 чорний слон · d8 чорний ферзь · e8 чорний король · f8 чорний слон · h8 чорна тура · a7 чорний пішак · b7 чорний пішак · c7 чорний пішак · e7 чорний пішак · f7 чорний пішак · h7 чорний пішак · d6 чорний пішак · f6 чорний кінь · g6 чорний пішак · d4 білий пішак · e4 білий пішак · c3 білий кінь · a2 білий пішак · b2 білий пішак · c2 білий пішак · f2 білий пішак · g2 білий пішак · h2 білий пішак · a1 біла тура · c1 білий слон · d1 білий ферзь · e1 білий король · f1 білий слон · g1 білий кінь · h1 біла тура | a8 чорна тура · b8 чорний кінь · c8 чорний слон · d8 чорний ферзь · e8 чорний король · f8 чорний слон · h8 чорна тура · a7 чорний пішак · b7 чорний пішак · c7 чорний пішак · e7 чорний пішак · f7 чорний пішак · h7 чорний пішак · d6 чорний пішак · f6 чорний кінь · g6 чорний пішак · d4 білий пішак · e4 білий пішак · c3 білий кінь · a2 білий пішак · b2 білий пішак · c2 білий пішак · f2 білий пішак · g2 білий пішак · h2 білий пішак · a1 біла тура · c1 білий слон · d1 білий ферзь · e1 білий король · f1 білий слон · g1 білий кінь · h1 біла тура | a8 чорна тура · b8 чорний кінь · c8 чорний слон · d8 чорний ферзь · e8 чорний король · f8 чорний слон · h8 чорна тура · a7 чорний пішак · b7 чорний пішак · c7 чорний пішак · e7 чорний пішак · f7 чорний пішак · h7 чорний пішак · d6 чорний пішак · f6 чорний кінь · g6 чорний пішак · d4 білий пішак · e4 білий пішак · c3 білий кінь · a2 білий пішак · b2 білий пішак · c2 білий пішак · f2 білий пішак · g2 білий пішак · h2 білий пішак · a1 біла тура · c1 білий слон · d1 білий ферзь · e1 білий король · f1 білий слон · g1 білий кінь · h1 біла тура | a8 чорна тура · b8 чорний кінь · c8 чорний слон · d8 чорний ферзь · e8 чорний король · f8 чорний слон · h8 чорна тура · a7 чорний пішак · b7 чорний пішак · c7 чорний пішак · e7 чорний пішак · f7 чорний пішак · h7 чорний пішак · d6 чорний пішак · f6 чорний кінь · g6 чорний пішак · d4 білий пішак · e4 білий пішак · c3 білий кінь · a2 білий пішак · b2 білий пішак · c2 білий пішак · f2 білий пішак · g2 білий пішак · h2 білий пішак · a1 біла тура · c1 білий слон · d1 білий ферзь · e1 білий король · f1 білий слон · g1 білий кінь · h1 біла тура | 1 |
|   | a | b | c | d | e | f | g | h |   |

|   | a | b | c | d | e | f | g | h |   |
| 8 | a8 чорна тура · b8 чорний кінь · c8 чорний слон · d8 чорний ферзь · e8 чорний король · f8 чорний слон · g8 чорний кінь · h8 чорна тура · a7 чорний пішак · b7 чорний пішак · c7 чорний пішак · d7 чорний пішак · e7 чорний пішак · f7 чорний пішак · h7 чорний пішак · g6 чорний пішак · e4 білий пішак · a2 білий пішак · b2 білий пішак · c2 білий пішак · d2 білий пішак · f2 білий пішак · g2 білий пішак · h2 білий пішак · a1 біла тура · b1 білий кінь · c1 білий слон · d1 білий ферзь · e1 білий король · f1 білий слон · g1 білий кінь · h1 біла тура | a8 чорна тура · b8 чорний кінь · c8 чорний слон · d8 чорний ферзь · e8 чорний король · f8 чорний слон · g8 чорний кінь · h8 чорна тура · a7 чорний пішак · b7 чорний пішак · c7 чорний пішак · d7 чорний пішак · e7 чорний пішак · f7 чорний пішак · h7 чорний пішак · g6 чорний пішак · e4 білий пішак · a2 білий пішак · b2 білий пішак · c2 білий пішак · d2 білий пішак · f2 білий пішак · g2 білий пішак · h2 білий пішак · a1 біла тура · b1 білий кінь · c1 білий слон · d1 білий ферзь · e1 білий король · f1 білий слон · g1 білий кінь · h1 біла тура | a8 чорна тура · b8 чорний кінь · c8 чорний слон · d8 чорний ферзь · e8 чорний король · f8 чорний слон · g8 чорний кінь · h8 чорна тура · a7 чорний пішак · b7 чорний пішак · c7 чорний пішак · d7 чорний пішак · e7 чорний пішак · f7 чорний пішак · h7 чорний пішак · g6 чорний пішак · e4 білий пішак · a2 білий пішак · b2 білий пішак · c2 білий пішак · d2 білий пішак · f2 білий пішак · g2 білий пішак · h2 білий пішак · a1 біла тура · b1 білий кінь · c1 білий слон · d1 білий ферзь · e1 білий король · f1 білий слон · g1 білий кінь · h1 біла тура | a8 чорна тура · b8 чорний кінь · c8 чорний слон · d8 чорний ферзь · e8 чорний король · f8 чорний слон · g8 чорний кінь · h8 чорна тура · a7 чорний пішак · b7 чорний пішак · c7 чорний пішак · d7 чорний пішак · e7 чорний пішак · f7 чорний пішак · h7 чорний пішак · g6 чорний пішак · e4 білий пішак · a2 білий пішак · b2 білий пішак · c2 білий пішак · d2 білий пішак · f2 білий пішак · g2 білий пішак · h2 білий пішак · a1 біла тура · b1 білий кінь · c1 білий слон · d1 білий ферзь · e1 білий король · f1 білий слон · g1 білий кінь · h1 біла тура | a8 чорна тура · b8 чорний кінь · c8 чорний слон · d8 чорний ферзь · e8 чорний король · f8 чорний слон · g8 чорний кінь · h8 чорна тура · a7 чорний пішак · b7 чорний пішак · c7 чорний пішак · d7 чорний пішак · e7 чорний пішак · f7 чорний пішак · h7 чорний пішак · g6 чорний пішак · e4 білий пішак · a2 білий пішак · b2 білий пішак · c2 білий пішак · d2 білий пішак · f2 білий пішак · g2 білий пішак · h2 білий пішак · a1 біла тура · b1 білий кінь · c1 білий слон · d1 білий ферзь · e1 білий король · f1 білий слон · g1 білий кінь · h1 біла тура | a8 чорна тура · b8 чорний кінь · c8 чорний слон · d8 чорний ферзь · e8 чорний король · f8 чорний слон · g8 чорний кінь · h8 чорна тура · a7 чорний пішак · b7 чорний пішак · c7 чорний пішак · d7 чорний пішак · e7 чорний пішак · f7 чорний пішак · h7 чорний пішак · g6 чорний пішак · e4 білий пішак · a2 білий пішак · b2 білий пішак · c2 білий пішак · d2 білий пішак · f2 білий пішак · g2 білий пішак · h2 білий пішак · a1 біла тура · b1 білий кінь · c1 білий слон · d1 білий ферзь · e1 білий король · f1 білий слон · g1 білий кінь · h1 біла тура | a8 чорна тура · b8 чорний кінь · c8 чорний слон · d8 чорний ферзь · e8 чорний король · f8 чорний слон · g8 чорний кінь · h8 чорна тура · a7 чорний пішак · b7 чорний пішак · c7 чорний пішак · d7 чорний пішак · e7 чорний пішак · f7 чорний пішак · h7 чорний пішак · g6 чорний пішак · e4 білий пішак · a2 білий пішак · b2 білий пішак · c2 білий пішак · d2 білий пішак · f2 білий пішак · g2 білий пішак · h2 білий пішак · a1 біла тура · b1 білий кінь · c1 білий слон · d1 білий ферзь · e1 білий король · f1 білий слон · g1 білий кінь · h1 біла тура | a8 чорна тура · b8 чорний кінь · c8 чорний слон · d8 чорний ферзь · e8 чорний король · f8 чорний слон · g8 чорний кінь · h8 чорна тура · a7 чорний пішак · b7 чорний пішак · c7 чорний пішак · d7 чорний пішак · e7 чорний пішак · f7 чорний пішак · h7 чорний пішак · g6 чорний пішак · e4 білий пішак · a2 білий пішак · b2 білий пішак · c2 білий пішак · d2 білий пішак · f2 білий пішак · g2 білий пішак · h2 білий пішак · a1 біла тура · b1 білий кінь · c1 білий слон · d1 білий ферзь · e1 білий король · f1 білий слон · g1 білий кінь · h1 біла тура | 8 |
| 7 | a8 чорна тура · b8 чорний кінь · c8 чорний слон · d8 чорний ферзь · e8 чорний король · f8 чорний слон · g8 чорний кінь · h8 чорна тура · a7 чорний пішак · b7 чорний пішак · c7 чорний пішак · d7 чорний пішак · e7 чорний пішак · f7 чорний пішак · h7 чорний пішак · g6 чорний пішак · e4 білий пішак · a2 білий пішак · b2 білий пішак · c2 білий пішак · d2 білий пішак · f2 білий пішак · g2 білий пішак · h2 білий пішак · a1 біла тура · b1 білий кінь · c1 білий слон · d1 білий ферзь · e1 білий король · f1 білий слон · g1 білий кінь · h1 біла тура | a8 чорна тура · b8 чорний кінь · c8 чорний слон · d8 чорний ферзь · e8 чорний король · f8 чорний слон · g8 чорний кінь · h8 чорна тура · a7 чорний пішак · b7 чорний пішак · c7 чорний пішак · d7 чорний пішак · e7 чорний пішак · f7 чорний пішак · h7 чорний пішак · g6 чорний пішак · e4 білий пішак · a2 білий пішак · b2 білий пішак · c2 білий пішак · d2 білий пішак · f2 білий пішак · g2 білий пішак · h2 білий пішак · a1 біла тура · b1 білий кінь · c1 білий слон · d1 білий ферзь · e1 білий король · f1 білий слон · g1 білий кінь · h1 біла тура | a8 чорна тура · b8 чорний кінь · c8 чорний слон · d8 чорний ферзь · e8 чорний король · f8 чорний слон · g8 чорний кінь · h8 чорна тура · a7 чорний пішак · b7 чорний пішак · c7 чорний пішак · d7 чорний пішак · e7 чорний пішак · f7 чорний пішак · h7 чорний пішак · g6 чорний пішак · e4 білий пішак · a2 білий пішак · b2 білий пішак · c2 білий пішак · d2 білий пішак · f2 білий пішак · g2 білий пішак · h2 білий пішак · a1 біла тура · b1 білий кінь · c1 білий слон · d1 білий ферзь · e1 білий король · f1 білий слон · g1 білий кінь · h1 біла тура | a8 чорна тура · b8 чорний кінь · c8 чорний слон · d8 чорний ферзь · e8 чорний король · f8 чорний слон · g8 чорний кінь · h8 чорна тура · a7 чорний пішак · b7 чорний пішак · c7 чорний пішак · d7 чорний пішак · e7 чорний пішак · f7 чорний пішак · h7 чорний пішак · g6 чорний пішак · e4 білий пішак · a2 білий пішак · b2 білий пішак · c2 білий пішак · d2 білий пішак · f2 білий пішак · g2 білий пішак · h2 білий пішак · a1 біла тура · b1 білий кінь · c1 білий слон · d1 білий ферзь · e1 білий король · f1 білий слон · g1 білий кінь · h1 біла тура | a8 чорна тура · b8 чорний кінь · c8 чорний слон · d8 чорний ферзь · e8 чорний король · f8 чорний слон · g8 чорний кінь · h8 чорна тура · a7 чорний пішак · b7 чорний пішак · c7 чорний пішак · d7 чорний пішак · e7 чорний пішак · f7 чорний пішак · h7 чорний пішак · g6 чорний пішак · e4 білий пішак · a2 білий пішак · b2 білий пішак · c2 білий пішак · d2 білий пішак · f2 білий пішак · g2 білий пішак · h2 білий пішак · a1 біла тура · b1 білий кінь · c1 білий слон · d1 білий ферзь · e1 білий король · f1 білий слон · g1 білий кінь · h1 біла тура | a8 чорна тура · b8 чорний кінь · c8 чорний слон · d8 чорний ферзь · e8 чорний король · f8 чорний слон · g8 чорний кінь · h8 чорна тура · a7 чорний пішак · b7 чорний пішак · c7 чорний пішак · d7 чорний пішак · e7 чорний пішак · f7 чорний пішак · h7 чорний пішак · g6 чорний пішак · e4 білий пішак · a2 білий пішак · b2 білий пішак · c2 білий пішак · d2 білий пішак · f2 білий пішак · g2 білий пішак · h2 білий пішак · a1 біла тура · b1 білий кінь · c1 білий слон · d1 білий ферзь · e1 білий король · f1 білий слон · g1 білий кінь · h1 біла тура | a8 чорна тура · b8 чорний кінь · c8 чорний слон · d8 чорний ферзь · e8 чорний король · f8 чорний слон · g8 чорний кінь · h8 чорна тура · a7 чорний пішак · b7 чорний пішак · c7 чорний пішак · d7 чорний пішак · e7 чорний пішак · f7 чорний пішак · h7 чорний пішак · g6 чорний пішак · e4 білий пішак · a2 білий пішак · b2 білий пішак · c2 білий пішак · d2 білий пішак · f2 білий пішак · g2 білий пішак · h2 білий пішак · a1 біла тура · b1 білий кінь · c1 білий слон · d1 білий ферзь · e1 білий король · f1 білий слон · g1 білий кінь · h1 біла тура | a8 чорна тура · b8 чорний кінь · c8 чорний слон · d8 чорний ферзь · e8 чорний король · f8 чорний слон · g8 чорний кінь · h8 чорна тура · a7 чорний пішак · b7 чорний пішак · c7 чорний пішак · d7 чорний пішак · e7 чорний пішак · f7 чорний пішак · h7 чорний пішак · g6 чорний пішак · e4 білий пішак · a2 білий пішак · b2 білий пішак · c2 білий пішак · d2 білий пішак · f2 білий пішак · g2 білий пішак · h2 білий пішак · a1 біла тура · b1 білий кінь · c1 білий слон · d1 білий ферзь · e1 білий король · f1 білий слон · g1 білий кінь · h1 біла тура | 7 |
| 6 | a8 чорна тура · b8 чорний кінь · c8 чорний слон · d8 чорний ферзь · e8 чорний король · f8 чорний слон · g8 чорний кінь · h8 чорна тура · a7 чорний пішак · b7 чорний пішак · c7 чорний пішак · d7 чорний пішак · e7 чорний пішак · f7 чорний пішак · h7 чорний пішак · g6 чорний пішак · e4 білий пішак · a2 білий пішак · b2 білий пішак · c2 білий пішак · d2 білий пішак · f2 білий пішак · g2 білий пішак · h2 білий пішак · a1 біла тура · b1 білий кінь · c1 білий слон · d1 білий ферзь · e1 білий король · f1 білий слон · g1 білий кінь · h1 біла тура | a8 чорна тура · b8 чорний кінь · c8 чорний слон · d8 чорний ферзь · e8 чорний король · f8 чорний слон · g8 чорний кінь · h8 чорна тура · a7 чорний пішак · b7 чорний пішак · c7 чорний пішак · d7 чорний пішак · e7 чорний пішак · f7 чорний пішак · h7 чорний пішак · g6 чорний пішак · e4 білий пішак · a2 білий пішак · b2 білий пішак · c2 білий пішак · d2 білий пішак · f2 білий пішак · g2 білий пішак · h2 білий пішак · a1 біла тура · b1 білий кінь · c1 білий слон · d1 білий ферзь · e1 білий король · f1 білий слон · g1 білий кінь · h1 біла тура | a8 чорна тура · b8 чорний кінь · c8 чорний слон · d8 чорний ферзь · e8 чорний король · f8 чорний слон · g8 чорний кінь · h8 чорна тура · a7 чорний пішак · b7 чорний пішак · c7 чорний пішак · d7 чорний пішак · e7 чорний пішак · f7 чорний пішак · h7 чорний пішак · g6 чорний пішак · e4 білий пішак · a2 білий пішак · b2 білий пішак · c2 білий пішак · d2 білий пішак · f2 білий пішак · g2 білий пішак · h2 білий пішак · a1 біла тура · b1 білий кінь · c1 білий слон · d1 білий ферзь · e1 білий король · f1 білий слон · g1 білий кінь · h1 біла тура | a8 чорна тура · b8 чорний кінь · c8 чорний слон · d8 чорний ферзь · e8 чорний король · f8 чорний слон · g8 чорний кінь · h8 чорна тура · a7 чорний пішак · b7 чорний пішак · c7 чорний пішак · d7 чорний пішак · e7 чорний пішак · f7 чорний пішак · h7 чорний пішак · g6 чорний пішак · e4 білий пішак · a2 білий пішак · b2 білий пішак · c2 білий пішак · d2 білий пішак · f2 білий пішак · g2 білий пішак · h2 білий пішак · a1 біла тура · b1 білий кінь · c1 білий слон · d1 білий ферзь · e1 білий король · f1 білий слон · g1 білий кінь · h1 біла тура | a8 чорна тура · b8 чорний кінь · c8 чорний слон · d8 чорний ферзь · e8 чорний король · f8 чорний слон · g8 чорний кінь · h8 чорна тура · a7 чорний пішак · b7 чорний пішак · c7 чорний пішак · d7 чорний пішак · e7 чорний пішак · f7 чорний пішак · h7 чорний пішак · g6 чорний пішак · e4 білий пішак · a2 білий пішак · b2 білий пішак · c2 білий пішак · d2 білий пішак · f2 білий пішак · g2 білий пішак · h2 білий пішак · a1 біла тура · b1 білий кінь · c1 білий слон · d1 білий ферзь · e1 білий король · f1 білий слон · g1 білий кінь · h1 біла тура | a8 чорна тура · b8 чорний кінь · c8 чорний слон · d8 чорний ферзь · e8 чорний король · f8 чорний слон · g8 чорний кінь · h8 чорна тура · a7 чорний пішак · b7 чорний пішак · c7 чорний пішак · d7 чорний пішак · e7 чорний пішак · f7 чорний пішак · h7 чорний пішак · g6 чорний пішак · e4 білий пішак · a2 білий пішак · b2 білий пішак · c2 білий пішак · d2 білий пішак · f2 білий пішак · g2 білий пішак · h2 білий пішак · a1 біла тура · b1 білий кінь · c1 білий слон · d1 білий ферзь · e1 білий король · f1 білий слон · g1 білий кінь · h1 біла тура | a8 чорна тура · b8 чорний кінь · c8 чорний слон · d8 чорний ферзь · e8 чорний король · f8 чорний слон · g8 чорний кінь · h8 чорна тура · a7 чорний пішак · b7 чорний пішак · c7 чорний пішак · d7 чорний пішак · e7 чорний пішак · f7 чорний пішак · h7 чорний пішак · g6 чорний пішак · e4 білий пішак · a2 білий пішак · b2 білий пішак · c2 білий пішак · d2 білий пішак · f2 білий пішак · g2 білий пішак · h2 білий пішак · a1 біла тура · b1 білий кінь · c1 білий слон · d1 білий ферзь · e1 білий король · f1 білий слон · g1 білий кінь · h1 біла тура | a8 чорна тура · b8 чорний кінь · c8 чорний слон · d8 чорний ферзь · e8 чорний король · f8 чорний слон · g8 чорний кінь · h8 чорна тура · a7 чорний пішак · b7 чорний пішак · c7 чорний пішак · d7 чорний пішак · e7 чорний пішак · f7 чорний пішак · h7 чорний пішак · g6 чорний пішак · e4 білий пішак · a2 білий пішак · b2 білий пішак · c2 білий пішак · d2 білий пішак · f2 білий пішак · g2 білий пішак · h2 білий пішак · a1 біла тура · b1 білий кінь · c1 білий слон · d1 білий ферзь · e1 білий король · f1 білий слон · g1 білий кінь · h1 біла тура | 6 |
| 5 | a8 чорна тура · b8 чорний кінь · c8 чорний слон · d8 чорний ферзь · e8 чорний король · f8 чорний слон · g8 чорний кінь · h8 чорна тура · a7 чорний пішак · b7 чорний пішак · c7 чорний пішак · d7 чорний пішак · e7 чорний пішак · f7 чорний пішак · h7 чорний пішак · g6 чорний пішак · e4 білий пішак · a2 білий пішак · b2 білий пішак · c2 білий пішак · d2 білий пішак · f2 білий пішак · g2 білий пішак · h2 білий пішак · a1 біла тура · b1 білий кінь · c1 білий слон · d1 білий ферзь · e1 білий король · f1 білий слон · g1 білий кінь · h1 біла тура | a8 чорна тура · b8 чорний кінь · c8 чорний слон · d8 чорний ферзь · e8 чорний король · f8 чорний слон · g8 чорний кінь · h8 чорна тура · a7 чорний пішак · b7 чорний пішак · c7 чорний пішак · d7 чорний пішак · e7 чорний пішак · f7 чорний пішак · h7 чорний пішак · g6 чорний пішак · e4 білий пішак · a2 білий пішак · b2 білий пішак · c2 білий пішак · d2 білий пішак · f2 білий пішак · g2 білий пішак · h2 білий пішак · a1 біла тура · b1 білий кінь · c1 білий слон · d1 білий ферзь · e1 білий король · f1 білий слон · g1 білий кінь · h1 біла тура | a8 чорна тура · b8 чорний кінь · c8 чорний слон · d8 чорний ферзь · e8 чорний король · f8 чорний слон · g8 чорний кінь · h8 чорна тура · a7 чорний пішак · b7 чорний пішак · c7 чорний пішак · d7 чорний пішак · e7 чорний пішак · f7 чорний пішак · h7 чорний пішак · g6 чорний пішак · e4 білий пішак · a2 білий пішак · b2 білий пішак · c2 білий пішак · d2 білий пішак · f2 білий пішак · g2 білий пішак · h2 білий пішак · a1 біла тура · b1 білий кінь · c1 білий слон · d1 білий ферзь · e1 білий король · f1 білий слон · g1 білий кінь · h1 біла тура | a8 чорна тура · b8 чорний кінь · c8 чорний слон · d8 чорний ферзь · e8 чорний король · f8 чорний слон · g8 чорний кінь · h8 чорна тура · a7 чорний пішак · b7 чорний пішак · c7 чорний пішак · d7 чорний пішак · e7 чорний пішак · f7 чорний пішак · h7 чорний пішак · g6 чорний пішак · e4 білий пішак · a2 білий пішак · b2 білий пішак · c2 білий пішак · d2 білий пішак · f2 білий пішак · g2 білий пішак · h2 білий пішак · a1 біла тура · b1 білий кінь · c1 білий слон · d1 білий ферзь · e1 білий король · f1 білий слон · g1 білий кінь · h1 біла тура | a8 чорна тура · b8 чорний кінь · c8 чорний слон · d8 чорний ферзь · e8 чорний король · f8 чорний слон · g8 чорний кінь · h8 чорна тура · a7 чорний пішак · b7 чорний пішак · c7 чорний пішак · d7 чорний пішак · e7 чорний пішак · f7 чорний пішак · h7 чорний пішак · g6 чорний пішак · e4 білий пішак · a2 білий пішак · b2 білий пішак · c2 білий пішак · d2 білий пішак · f2 білий пішак · g2 білий пішак · h2 білий пішак · a1 біла тура · b1 білий кінь · c1 білий слон · d1 білий ферзь · e1 білий король · f1 білий слон · g1 білий кінь · h1 біла тура | a8 чорна тура · b8 чорний кінь · c8 чорний слон · d8 чорний ферзь · e8 чорний король · f8 чорний слон · g8 чорний кінь · h8 чорна тура · a7 чорний пішак · b7 чорний пішак · c7 чорний пішак · d7 чорний пішак · e7 чорний пішак · f7 чорний пішак · h7 чорний пішак · g6 чорний пішак · e4 білий пішак · a2 білий пішак · b2 білий пішак · c2 білий пішак · d2 білий пішак · f2 білий пішак · g2 білий пішак · h2 білий пішак · a1 біла тура · b1 білий кінь · c1 білий слон · d1 білий ферзь · e1 білий король · f1 білий слон · g1 білий кінь · h1 біла тура | a8 чорна тура · b8 чорний кінь · c8 чорний слон · d8 чорний ферзь · e8 чорний король · f8 чорний слон · g8 чорний кінь · h8 чорна тура · a7 чорний пішак · b7 чорний пішак · c7 чорний пішак · d7 чорний пішак · e7 чорний пішак · f7 чорний пішак · h7 чорний пішак · g6 чорний пішак · e4 білий пішак · a2 білий пішак · b2 білий пішак · c2 білий пішак · d2 білий пішак · f2 білий пішак · g2 білий пішак · h2 білий пішак · a1 біла тура · b1 білий кінь · c1 білий слон · d1 білий ферзь · e1 білий король · f1 білий слон · g1 білий кінь · h1 біла тура | a8 чорна тура · b8 чорний кінь · c8 чорний слон · d8 чорний ферзь · e8 чорний король · f8 чорний слон · g8 чорний кінь · h8 чорна тура · a7 чорний пішак · b7 чорний пішак · c7 чорний пішак · d7 чорний пішак · e7 чорний пішак · f7 чорний пішак · h7 чорний пішак · g6 чорний пішак · e4 білий пішак · a2 білий пішак · b2 білий пішак · c2 білий пішак · d2 білий пішак · f2 білий пішак · g2 білий пішак · h2 білий пішак · a1 біла тура · b1 білий кінь · c1 білий слон · d1 білий ферзь · e1 білий король · f1 білий слон · g1 білий кінь · h1 біла тура | 5 |
| 4 | a8 чорна тура · b8 чорний кінь · c8 чорний слон · d8 чорний ферзь · e8 чорний король · f8 чорний слон · g8 чорний кінь · h8 чорна тура · a7 чорний пішак · b7 чорний пішак · c7 чорний пішак · d7 чорний пішак · e7 чорний пішак · f7 чорний пішак · h7 чорний пішак · g6 чорний пішак · e4 білий пішак · a2 білий пішак · b2 білий пішак · c2 білий пішак · d2 білий пішак · f2 білий пішак · g2 білий пішак · h2 білий пішак · a1 біла тура · b1 білий кінь · c1 білий слон · d1 білий ферзь · e1 білий король · f1 білий слон · g1 білий кінь · h1 біла тура | a8 чорна тура · b8 чорний кінь · c8 чорний слон · d8 чорний ферзь · e8 чорний король · f8 чорний слон · g8 чорний кінь · h8 чорна тура · a7 чорний пішак · b7 чорний пішак · c7 чорний пішак · d7 чорний пішак · e7 чорний пішак · f7 чорний пішак · h7 чорний пішак · g6 чорний пішак · e4 білий пішак · a2 білий пішак · b2 білий пішак · c2 білий пішак · d2 білий пішак · f2 білий пішак · g2 білий пішак · h2 білий пішак · a1 біла тура · b1 білий кінь · c1 білий слон · d1 білий ферзь · e1 білий король · f1 білий слон · g1 білий кінь · h1 біла тура | a8 чорна тура · b8 чорний кінь · c8 чорний слон · d8 чорний ферзь · e8 чорний король · f8 чорний слон · g8 чорний кінь · h8 чорна тура · a7 чорний пішак · b7 чорний пішак · c7 чорний пішак · d7 чорний пішак · e7 чорний пішак · f7 чорний пішак · h7 чорний пішак · g6 чорний пішак · e4 білий пішак · a2 білий пішак · b2 білий пішак · c2 білий пішак · d2 білий пішак · f2 білий пішак · g2 білий пішак · h2 білий пішак · a1 біла тура · b1 білий кінь · c1 білий слон · d1 білий ферзь · e1 білий король · f1 білий слон · g1 білий кінь · h1 біла тура | a8 чорна тура · b8 чорний кінь · c8 чорний слон · d8 чорний ферзь · e8 чорний король · f8 чорний слон · g8 чорний кінь · h8 чорна тура · a7 чорний пішак · b7 чорний пішак · c7 чорний пішак · d7 чорний пішак · e7 чорний пішак · f7 чорний пішак · h7 чорний пішак · g6 чорний пішак · e4 білий пішак · a2 білий пішак · b2 білий пішак · c2 білий пішак · d2 білий пішак · f2 білий пішак · g2 білий пішак · h2 білий пішак · a1 біла тура · b1 білий кінь · c1 білий слон · d1 білий ферзь · e1 білий король · f1 білий слон · g1 білий кінь · h1 біла тура | a8 чорна тура · b8 чорний кінь · c8 чорний слон · d8 чорний ферзь · e8 чорний король · f8 чорний слон · g8 чорний кінь · h8 чорна тура · a7 чорний пішак · b7 чорний пішак · c7 чорний пішак · d7 чорний пішак · e7 чорний пішак · f7 чорний пішак · h7 чорний пішак · g6 чорний пішак · e4 білий пішак · a2 білий пішак · b2 білий пішак · c2 білий пішак · d2 білий пішак · f2 білий пішак · g2 білий пішак · h2 білий пішак · a1 біла тура · b1 білий кінь · c1 білий слон · d1 білий ферзь · e1 білий король · f1 білий слон · g1 білий кінь · h1 біла тура | a8 чорна тура · b8 чорний кінь · c8 чорний слон · d8 чорний ферзь · e8 чорний король · f8 чорний слон · g8 чорний кінь · h8 чорна тура · a7 чорний пішак · b7 чорний пішак · c7 чорний пішак · d7 чорний пішак · e7 чорний пішак · f7 чорний пішак · h7 чорний пішак · g6 чорний пішак · e4 білий пішак · a2 білий пішак · b2 білий пішак · c2 білий пішак · d2 білий пішак · f2 білий пішак · g2 білий пішак · h2 білий пішак · a1 біла тура · b1 білий кінь · c1 білий слон · d1 білий ферзь · e1 білий король · f1 білий слон · g1 білий кінь · h1 біла тура | a8 чорна тура · b8 чорний кінь · c8 чорний слон · d8 чорний ферзь · e8 чорний король · f8 чорний слон · g8 чорний кінь · h8 чорна тура · a7 чорний пішак · b7 чорний пішак · c7 чорний пішак · d7 чорний пішак · e7 чорний пішак · f7 чорний пішак · h7 чорний пішак · g6 чорний пішак · e4 білий пішак · a2 білий пішак · b2 білий пішак · c2 білий пішак · d2 білий пішак · f2 білий пішак · g2 білий пішак · h2 білий пішак · a1 біла тура · b1 білий кінь · c1 білий слон · d1 білий ферзь · e1 білий король · f1 білий слон · g1 білий кінь · h1 біла тура | a8 чорна тура · b8 чорний кінь · c8 чорний слон · d8 чорний ферзь · e8 чорний король · f8 чорний слон · g8 чорний кінь · h8 чорна тура · a7 чорний пішак · b7 чорний пішак · c7 чорний пішак · d7 чорний пішак · e7 чорний пішак · f7 чорний пішак · h7 чорний пішак · g6 чорний пішак · e4 білий пішак · a2 білий пішак · b2 білий пішак · c2 білий пішак · d2 білий пішак · f2 білий пішак · g2 білий пішак · h2 білий пішак · a1 біла тура · b1 білий кінь · c1 білий слон · d1 білий ферзь · e1 білий король · f1 білий слон · g1 білий кінь · h1 біла тура | 4 |
| 3 | a8 чорна тура · b8 чорний кінь · c8 чорний слон · d8 чорний ферзь · e8 чорний король · f8 чорний слон · g8 чорний кінь · h8 чорна тура · a7 чорний пішак · b7 чорний пішак · c7 чорний пішак · d7 чорний пішак · e7 чорний пішак · f7 чорний пішак · h7 чорний пішак · g6 чорний пішак · e4 білий пішак · a2 білий пішак · b2 білий пішак · c2 білий пішак · d2 білий пішак · f2 білий пішак · g2 білий пішак · h2 білий пішак · a1 біла тура · b1 білий кінь · c1 білий слон · d1 білий ферзь · e1 білий король · f1 білий слон · g1 білий кінь · h1 біла тура | a8 чорна тура · b8 чорний кінь · c8 чорний слон · d8 чорний ферзь · e8 чорний король · f8 чорний слон · g8 чорний кінь · h8 чорна тура · a7 чорний пішак · b7 чорний пішак · c7 чорний пішак · d7 чорний пішак · e7 чорний пішак · f7 чорний пішак · h7 чорний пішак · g6 чорний пішак · e4 білий пішак · a2 білий пішак · b2 білий пішак · c2 білий пішак · d2 білий пішак · f2 білий пішак · g2 білий пішак · h2 білий пішак · a1 біла тура · b1 білий кінь · c1 білий слон · d1 білий ферзь · e1 білий король · f1 білий слон · g1 білий кінь · h1 біла тура | a8 чорна тура · b8 чорний кінь · c8 чорний слон · d8 чорний ферзь · e8 чорний король · f8 чорний слон · g8 чорний кінь · h8 чорна тура · a7 чорний пішак · b7 чорний пішак · c7 чорний пішак · d7 чорний пішак · e7 чорний пішак · f7 чорний пішак · h7 чорний пішак · g6 чорний пішак · e4 білий пішак · a2 білий пішак · b2 білий пішак · c2 білий пішак · d2 білий пішак · f2 білий пішак · g2 білий пішак · h2 білий пішак · a1 біла тура · b1 білий кінь · c1 білий слон · d1 білий ферзь · e1 білий король · f1 білий слон · g1 білий кінь · h1 біла тура | a8 чорна тура · b8 чорний кінь · c8 чорний слон · d8 чорний ферзь · e8 чорний король · f8 чорний слон · g8 чорний кінь · h8 чорна тура · a7 чорний пішак · b7 чорний пішак · c7 чорний пішак · d7 чорний пішак · e7 чорний пішак · f7 чорний пішак · h7 чорний пішак · g6 чорний пішак · e4 білий пішак · a2 білий пішак · b2 білий пішак · c2 білий пішак · d2 білий пішак · f2 білий пішак · g2 білий пішак · h2 білий пішак · a1 біла тура · b1 білий кінь · c1 білий слон · d1 білий ферзь · e1 білий король · f1 білий слон · g1 білий кінь · h1 біла тура | a8 чорна тура · b8 чорний кінь · c8 чорний слон · d8 чорний ферзь · e8 чорний король · f8 чорний слон · g8 чорний кінь · h8 чорна тура · a7 чорний пішак · b7 чорний пішак · c7 чорний пішак · d7 чорний пішак · e7 чорний пішак · f7 чорний пішак · h7 чорний пішак · g6 чорний пішак · e4 білий пішак · a2 білий пішак · b2 білий пішак · c2 білий пішак · d2 білий пішак · f2 білий пішак · g2 білий пішак · h2 білий пішак · a1 біла тура · b1 білий кінь · c1 білий слон · d1 білий ферзь · e1 білий король · f1 білий слон · g1 білий кінь · h1 біла тура | a8 чорна тура · b8 чорний кінь · c8 чорний слон · d8 чорний ферзь · e8 чорний король · f8 чорний слон · g8 чорний кінь · h8 чорна тура · a7 чорний пішак · b7 чорний пішак · c7 чорний пішак · d7 чорний пішак · e7 чорний пішак · f7 чорний пішак · h7 чорний пішак · g6 чорний пішак · e4 білий пішак · a2 білий пішак · b2 білий пішак · c2 білий пішак · d2 білий пішак · f2 білий пішак · g2 білий пішак · h2 білий пішак · a1 біла тура · b1 білий кінь · c1 білий слон · d1 білий ферзь · e1 білий король · f1 білий слон · g1 білий кінь · h1 біла тура | a8 чорна тура · b8 чорний кінь · c8 чорний слон · d8 чорний ферзь · e8 чорний король · f8 чорний слон · g8 чорний кінь · h8 чорна тура · a7 чорний пішак · b7 чорний пішак · c7 чорний пішак · d7 чорний пішак · e7 чорний пішак · f7 чорний пішак · h7 чорний пішак · g6 чорний пішак · e4 білий пішак · a2 білий пішак · b2 білий пішак · c2 білий пішак · d2 білий пішак · f2 білий пішак · g2 білий пішак · h2 білий пішак · a1 біла тура · b1 білий кінь · c1 білий слон · d1 білий ферзь · e1 білий король · f1 білий слон · g1 білий кінь · h1 біла тура | a8 чорна тура · b8 чорний кінь · c8 чорний слон · d8 чорний ферзь · e8 чорний король · f8 чорний слон · g8 чорний кінь · h8 чорна тура · a7 чорний пішак · b7 чорний пішак · c7 чорний пішак · d7 чорний пішак · e7 чорний пішак · f7 чорний пішак · h7 чорний пішак · g6 чорний пішак · e4 білий пішак · a2 білий пішак · b2 білий пішак · c2 білий пішак · d2 білий пішак · f2 білий пішак · g2 білий пішак · h2 білий пішак · a1 біла тура · b1 білий кінь · c1 білий слон · d1 білий ферзь · e1 білий король · f1 білий слон · g1 білий кінь · h1 біла тура | 3 |
| 2 | a8 чорна тура · b8 чорний кінь · c8 чорний слон · d8 чорний ферзь · e8 чорний король · f8 чорний слон · g8 чорний кінь · h8 чорна тура · a7 чорний пішак · b7 чорний пішак · c7 чорний пішак · d7 чорний пішак · e7 чорний пішак · f7 чорний пішак · h7 чорний пішак · g6 чорний пішак · e4 білий пішак · a2 білий пішак · b2 білий пішак · c2 білий пішак · d2 білий пішак · f2 білий пішак · g2 білий пішак · h2 білий пішак · a1 біла тура · b1 білий кінь · c1 білий слон · d1 білий ферзь · e1 білий король · f1 білий слон · g1 білий кінь · h1 біла тура | a8 чорна тура · b8 чорний кінь · c8 чорний слон · d8 чорний ферзь · e8 чорний король · f8 чорний слон · g8 чорний кінь · h8 чорна тура · a7 чорний пішак · b7 чорний пішак · c7 чорний пішак · d7 чорний пішак · e7 чорний пішак · f7 чорний пішак · h7 чорний пішак · g6 чорний пішак · e4 білий пішак · a2 білий пішак · b2 білий пішак · c2 білий пішак · d2 білий пішак · f2 білий пішак · g2 білий пішак · h2 білий пішак · a1 біла тура · b1 білий кінь · c1 білий слон · d1 білий ферзь · e1 білий король · f1 білий слон · g1 білий кінь · h1 біла тура | a8 чорна тура · b8 чорний кінь · c8 чорний слон · d8 чорний ферзь · e8 чорний король · f8 чорний слон · g8 чорний кінь · h8 чорна тура · a7 чорний пішак · b7 чорний пішак · c7 чорний пішак · d7 чорний пішак · e7 чорний пішак · f7 чорний пішак · h7 чорний пішак · g6 чорний пішак · e4 білий пішак · a2 білий пішак · b2 білий пішак · c2 білий пішак · d2 білий пішак · f2 білий пішак · g2 білий пішак · h2 білий пішак · a1 біла тура · b1 білий кінь · c1 білий слон · d1 білий ферзь · e1 білий король · f1 білий слон · g1 білий кінь · h1 біла тура | a8 чорна тура · b8 чорний кінь · c8 чорний слон · d8 чорний ферзь · e8 чорний король · f8 чорний слон · g8 чорний кінь · h8 чорна тура · a7 чорний пішак · b7 чорний пішак · c7 чорний пішак · d7 чорний пішак · e7 чорний пішак · f7 чорний пішак · h7 чорний пішак · g6 чорний пішак · e4 білий пішак · a2 білий пішак · b2 білий пішак · c2 білий пішак · d2 білий пішак · f2 білий пішак · g2 білий пішак · h2 білий пішак · a1 біла тура · b1 білий кінь · c1 білий слон · d1 білий ферзь · e1 білий король · f1 білий слон · g1 білий кінь · h1 біла тура | a8 чорна тура · b8 чорний кінь · c8 чорний слон · d8 чорний ферзь · e8 чорний король · f8 чорний слон · g8 чорний кінь · h8 чорна тура · a7 чорний пішак · b7 чорний пішак · c7 чорний пішак · d7 чорний пішак · e7 чорний пішак · f7 чорний пішак · h7 чорний пішак · g6 чорний пішак · e4 білий пішак · a2 білий пішак · b2 білий пішак · c2 білий пішак · d2 білий пішак · f2 білий пішак · g2 білий пішак · h2 білий пішак · a1 біла тура · b1 білий кінь · c1 білий слон · d1 білий ферзь · e1 білий король · f1 білий слон · g1 білий кінь · h1 біла тура | a8 чорна тура · b8 чорний кінь · c8 чорний слон · d8 чорний ферзь · e8 чорний король · f8 чорний слон · g8 чорний кінь · h8 чорна тура · a7 чорний пішак · b7 чорний пішак · c7 чорний пішак · d7 чорний пішак · e7 чорний пішак · f7 чорний пішак · h7 чорний пішак · g6 чорний пішак · e4 білий пішак · a2 білий пішак · b2 білий пішак · c2 білий пішак · d2 білий пішак · f2 білий пішак · g2 білий пішак · h2 білий пішак · a1 біла тура · b1 білий кінь · c1 білий слон · d1 білий ферзь · e1 білий король · f1 білий слон · g1 білий кінь · h1 біла тура | a8 чорна тура · b8 чорний кінь · c8 чорний слон · d8 чорний ферзь · e8 чорний король · f8 чорний слон · g8 чорний кінь · h8 чорна тура · a7 чорний пішак · b7 чорний пішак · c7 чорний пішак · d7 чорний пішак · e7 чорний пішак · f7 чорний пішак · h7 чорний пішак · g6 чорний пішак · e4 білий пішак · a2 білий пішак · b2 білий пішак · c2 білий пішак · d2 білий пішак · f2 білий пішак · g2 білий пішак · h2 білий пішак · a1 біла тура · b1 білий кінь · c1 білий слон · d1 білий ферзь · e1 білий король · f1 білий слон · g1 білий кінь · h1 біла тура | a8 чорна тура · b8 чорний кінь · c8 чорний слон · d8 чорний ферзь · e8 чорний король · f8 чорний слон · g8 чорний кінь · h8 чорна тура · a7 чорний пішак · b7 чорний пішак · c7 чорний пішак · d7 чорний пішак · e7 чорний пішак · f7 чорний пішак · h7 чорний пішак · g6 чорний пішак · e4 білий пішак · a2 білий пішак · b2 білий пішак · c2 білий пішак · d2 білий пішак · f2 білий пішак · g2 білий пішак · h2 білий пішак · a1 біла тура · b1 білий кінь · c1 білий слон · d1 білий ферзь · e1 білий король · f1 білий слон · g1 білий кінь · h1 біла тура | 2 |
| 1 | a8 чорна тура · b8 чорний кінь · c8 чорний слон · d8 чорний ферзь · e8 чорний король · f8 чорний слон · g8 чорний кінь · h8 чорна тура · a7 чорний пішак · b7 чорний пішак · c7 чорний пішак · d7 чорний пішак · e7 чорний пішак · f7 чорний пішак · h7 чорний пішак · g6 чорний пішак · e4 білий пішак · a2 білий пішак · b2 білий пішак · c2 білий пішак · d2 білий пішак · f2 білий пішак · g2 білий пішак · h2 білий пішак · a1 біла тура · b1 білий кінь · c1 білий слон · d1 білий ферзь · e1 білий король · f1 білий слон · g1 білий кінь · h1 біла тура | a8 чорна тура · b8 чорний кінь · c8 чорний слон · d8 чорний ферзь · e8 чорний король · f8 чорний слон · g8 чорний кінь · h8 чорна тура · a7 чорний пішак · b7 чорний пішак · c7 чорний пішак · d7 чорний пішак · e7 чорний пішак · f7 чорний пішак · h7 чорний пішак · g6 чорний пішак · e4 білий пішак · a2 білий пішак · b2 білий пішак · c2 білий пішак · d2 білий пішак · f2 білий пішак · g2 білий пішак · h2 білий пішак · a1 біла тура · b1 білий кінь · c1 білий слон · d1 білий ферзь · e1 білий король · f1 білий слон · g1 білий кінь · h1 біла тура | a8 чорна тура · b8 чорний кінь · c8 чорний слон · d8 чорний ферзь · e8 чорний король · f8 чорний слон · g8 чорний кінь · h8 чорна тура · a7 чорний пішак · b7 чорний пішак · c7 чорний пішак · d7 чорний пішак · e7 чорний пішак · f7 чорний пішак · h7 чорний пішак · g6 чорний пішак · e4 білий пішак · a2 білий пішак · b2 білий пішак · c2 білий пішак · d2 білий пішак · f2 білий пішак · g2 білий пішак · h2 білий пішак · a1 біла тура · b1 білий кінь · c1 білий слон · d1 білий ферзь · e1 білий король · f1 білий слон · g1 білий кінь · h1 біла тура | a8 чорна тура · b8 чорний кінь · c8 чорний слон · d8 чорний ферзь · e8 чорний король · f8 чорний слон · g8 чорний кінь · h8 чорна тура · a7 чорний пішак · b7 чорний пішак · c7 чорний пішак · d7 чорний пішак · e7 чорний пішак · f7 чорний пішак · h7 чорний пішак · g6 чорний пішак · e4 білий пішак · a2 білий пішак · b2 білий пішак · c2 білий пішак · d2 білий пішак · f2 білий пішак · g2 білий пішак · h2 білий пішак · a1 біла тура · b1 білий кінь · c1 білий слон · d1 білий ферзь · e1 білий король · f1 білий слон · g1 білий кінь · h1 біла тура | a8 чорна тура · b8 чорний кінь · c8 чорний слон · d8 чорний ферзь · e8 чорний король · f8 чорний слон · g8 чорний кінь · h8 чорна тура · a7 чорний пішак · b7 чорний пішак · c7 чорний пішак · d7 чорний пішак · e7 чорний пішак · f7 чорний пішак · h7 чорний пішак · g6 чорний пішак · e4 білий пішак · a2 білий пішак · b2 білий пішак · c2 білий пішак · d2 білий пішак · f2 білий пішак · g2 білий пішак · h2 білий пішак · a1 біла тура · b1 білий кінь · c1 білий слон · d1 білий ферзь · e1 білий король · f1 білий слон · g1 білий кінь · h1 біла тура | a8 чорна тура · b8 чорний кінь · c8 чорний слон · d8 чорний ферзь · e8 чорний король · f8 чорний слон · g8 чорний кінь · h8 чорна тура · a7 чорний пішак · b7 чорний пішак · c7 чорний пішак · d7 чорний пішак · e7 чорний пішак · f7 чорний пішак · h7 чорний пішак · g6 чорний пішак · e4 білий пішак · a2 білий пішак · b2 білий пішак · c2 білий пішак · d2 білий пішак · f2 білий пішак · g2 білий пішак · h2 білий пішак · a1 біла тура · b1 білий кінь · c1 білий слон · d1 білий ферзь · e1 білий король · f1 білий слон · g1 білий кінь · h1 біла тура | a8 чорна тура · b8 чорний кінь · c8 чорний слон · d8 чорний ферзь · e8 чорний король · f8 чорний слон · g8 чорний кінь · h8 чорна тура · a7 чорний пішак · b7 чорний пішак · c7 чорний пішак · d7 чорний пішак · e7 чорний пішак · f7 чорний пішак · h7 чорний пішак · g6 чорний пішак · e4 білий пішак · a2 білий пішак · b2 білий пішак · c2 білий пішак · d2 білий пішак · f2 білий пішак · g2 білий пішак · h2 білий пішак · a1 біла тура · b1 білий кінь · c1 білий слон · d1 білий ферзь · e1 білий король · f1 білий слон · g1 білий кінь · h1 біла тура | a8 чорна тура · b8 чорний кінь · c8 чорний слон · d8 чорний ферзь · e8 чорний король · f8 чорний слон · g8 чорний кінь · h8 чорна тура · a7 чорний пішак · b7 чорний пішак · c7 чорний пішак · d7 чорний пішак · e7 чорний пішак · f7 чорний пішак · h7 чорний пішак · g6 чорний пішак · e4 білий пішак · a2 білий пішак · b2 білий пішак · c2 білий пішак · d2 білий пішак · f2 білий пішак · g2 білий пішак · h2 білий пішак · a1 біла тура · b1 білий кінь · c1 білий слон · d1 білий ферзь · e1 білий король · f1 білий слон · g1 білий кінь · h1 біла тура | 1 |
|   | a | b | c | d | e | f | g | h |   |

|   | a | b | c | d | e | f | g | h |   |
| 8 | a8 чорна тура · b8 чорний кінь · c8 чорний слон · d8 чорний ферзь · e8 чорний король · f8 чорний слон · g8 чорний кінь · h8 чорна тура · a7 чорний пішак · b7 чорний пішак · c7 чорний пішак · e7 чорний пішак · f7 чорний пішак · g7 чорний пішак · h7 чорний пішак · d5 чорний пішак · e4 білий пішак · a2 білий пішак · b2 білий пішак · c2 білий пішак · d2 білий пішак · f2 білий пішак · g2 білий пішак · h2 білий пішак · a1 біла тура · b1 білий кінь · c1 білий слон · d1 білий ферзь · e1 білий король · f1 білий слон · g1 білий кінь · h1 біла тура | a8 чорна тура · b8 чорний кінь · c8 чорний слон · d8 чорний ферзь · e8 чорний король · f8 чорний слон · g8 чорний кінь · h8 чорна тура · a7 чорний пішак · b7 чорний пішак · c7 чорний пішак · e7 чорний пішак · f7 чорний пішак · g7 чорний пішак · h7 чорний пішак · d5 чорний пішак · e4 білий пішак · a2 білий пішак · b2 білий пішак · c2 білий пішак · d2 білий пішак · f2 білий пішак · g2 білий пішак · h2 білий пішак · a1 біла тура · b1 білий кінь · c1 білий слон · d1 білий ферзь · e1 білий король · f1 білий слон · g1 білий кінь · h1 біла тура | a8 чорна тура · b8 чорний кінь · c8 чорний слон · d8 чорний ферзь · e8 чорний король · f8 чорний слон · g8 чорний кінь · h8 чорна тура · a7 чорний пішак · b7 чорний пішак · c7 чорний пішак · e7 чорний пішак · f7 чорний пішак · g7 чорний пішак · h7 чорний пішак · d5 чорний пішак · e4 білий пішак · a2 білий пішак · b2 білий пішак · c2 білий пішак · d2 білий пішак · f2 білий пішак · g2 білий пішак · h2 білий пішак · a1 біла тура · b1 білий кінь · c1 білий слон · d1 білий ферзь · e1 білий король · f1 білий слон · g1 білий кінь · h1 біла тура | a8 чорна тура · b8 чорний кінь · c8 чорний слон · d8 чорний ферзь · e8 чорний король · f8 чорний слон · g8 чорний кінь · h8 чорна тура · a7 чорний пішак · b7 чорний пішак · c7 чорний пішак · e7 чорний пішак · f7 чорний пішак · g7 чорний пішак · h7 чорний пішак · d5 чорний пішак · e4 білий пішак · a2 білий пішак · b2 білий пішак · c2 білий пішак · d2 білий пішак · f2 білий пішак · g2 білий пішак · h2 білий пішак · a1 біла тура · b1 білий кінь · c1 білий слон · d1 білий ферзь · e1 білий король · f1 білий слон · g1 білий кінь · h1 біла тура | a8 чорна тура · b8 чорний кінь · c8 чорний слон · d8 чорний ферзь · e8 чорний король · f8 чорний слон · g8 чорний кінь · h8 чорна тура · a7 чорний пішак · b7 чорний пішак · c7 чорний пішак · e7 чорний пішак · f7 чорний пішак · g7 чорний пішак · h7 чорний пішак · d5 чорний пішак · e4 білий пішак · a2 білий пішак · b2 білий пішак · c2 білий пішак · d2 білий пішак · f2 білий пішак · g2 білий пішак · h2 білий пішак · a1 біла тура · b1 білий кінь · c1 білий слон · d1 білий ферзь · e1 білий король · f1 білий слон · g1 білий кінь · h1 біла тура | a8 чорна тура · b8 чорний кінь · c8 чорний слон · d8 чорний ферзь · e8 чорний король · f8 чорний слон · g8 чорний кінь · h8 чорна тура · a7 чорний пішак · b7 чорний пішак · c7 чорний пішак · e7 чорний пішак · f7 чорний пішак · g7 чорний пішак · h7 чорний пішак · d5 чорний пішак · e4 білий пішак · a2 білий пішак · b2 білий пішак · c2 білий пішак · d2 білий пішак · f2 білий пішак · g2 білий пішак · h2 білий пішак · a1 біла тура · b1 білий кінь · c1 білий слон · d1 білий ферзь · e1 білий король · f1 білий слон · g1 білий кінь · h1 біла тура | a8 чорна тура · b8 чорний кінь · c8 чорний слон · d8 чорний ферзь · e8 чорний король · f8 чорний слон · g8 чорний кінь · h8 чорна тура · a7 чорний пішак · b7 чорний пішак · c7 чорний пішак · e7 чорний пішак · f7 чорний пішак · g7 чорний пішак · h7 чорний пішак · d5 чорний пішак · e4 білий пішак · a2 білий пішак · b2 білий пішак · c2 білий пішак · d2 білий пішак · f2 білий пішак · g2 білий пішак · h2 білий пішак · a1 біла тура · b1 білий кінь · c1 білий слон · d1 білий ферзь · e1 білий король · f1 білий слон · g1 білий кінь · h1 біла тура | a8 чорна тура · b8 чорний кінь · c8 чорний слон · d8 чорний ферзь · e8 чорний король · f8 чорний слон · g8 чорний кінь · h8 чорна тура · a7 чорний пішак · b7 чорний пішак · c7 чорний пішак · e7 чорний пішак · f7 чорний пішак · g7 чорний пішак · h7 чорний пішак · d5 чорний пішак · e4 білий пішак · a2 білий пішак · b2 білий пішак · c2 білий пішак · d2 білий пішак · f2 білий пішак · g2 білий пішак · h2 білий пішак · a1 біла тура · b1 білий кінь · c1 білий слон · d1 білий ферзь · e1 білий король · f1 білий слон · g1 білий кінь · h1 біла тура | 8 |
| 7 | a8 чорна тура · b8 чорний кінь · c8 чорний слон · d8 чорний ферзь · e8 чорний король · f8 чорний слон · g8 чорний кінь · h8 чорна тура · a7 чорний пішак · b7 чорний пішак · c7 чорний пішак · e7 чорний пішак · f7 чорний пішак · g7 чорний пішак · h7 чорний пішак · d5 чорний пішак · e4 білий пішак · a2 білий пішак · b2 білий пішак · c2 білий пішак · d2 білий пішак · f2 білий пішак · g2 білий пішак · h2 білий пішак · a1 біла тура · b1 білий кінь · c1 білий слон · d1 білий ферзь · e1 білий король · f1 білий слон · g1 білий кінь · h1 біла тура | a8 чорна тура · b8 чорний кінь · c8 чорний слон · d8 чорний ферзь · e8 чорний король · f8 чорний слон · g8 чорний кінь · h8 чорна тура · a7 чорний пішак · b7 чорний пішак · c7 чорний пішак · e7 чорний пішак · f7 чорний пішак · g7 чорний пішак · h7 чорний пішак · d5 чорний пішак · e4 білий пішак · a2 білий пішак · b2 білий пішак · c2 білий пішак · d2 білий пішак · f2 білий пішак · g2 білий пішак · h2 білий пішак · a1 біла тура · b1 білий кінь · c1 білий слон · d1 білий ферзь · e1 білий король · f1 білий слон · g1 білий кінь · h1 біла тура | a8 чорна тура · b8 чорний кінь · c8 чорний слон · d8 чорний ферзь · e8 чорний король · f8 чорний слон · g8 чорний кінь · h8 чорна тура · a7 чорний пішак · b7 чорний пішак · c7 чорний пішак · e7 чорний пішак · f7 чорний пішак · g7 чорний пішак · h7 чорний пішак · d5 чорний пішак · e4 білий пішак · a2 білий пішак · b2 білий пішак · c2 білий пішак · d2 білий пішак · f2 білий пішак · g2 білий пішак · h2 білий пішак · a1 біла тура · b1 білий кінь · c1 білий слон · d1 білий ферзь · e1 білий король · f1 білий слон · g1 білий кінь · h1 біла тура | a8 чорна тура · b8 чорний кінь · c8 чорний слон · d8 чорний ферзь · e8 чорний король · f8 чорний слон · g8 чорний кінь · h8 чорна тура · a7 чорний пішак · b7 чорний пішак · c7 чорний пішак · e7 чорний пішак · f7 чорний пішак · g7 чорний пішак · h7 чорний пішак · d5 чорний пішак · e4 білий пішак · a2 білий пішак · b2 білий пішак · c2 білий пішак · d2 білий пішак · f2 білий пішак · g2 білий пішак · h2 білий пішак · a1 біла тура · b1 білий кінь · c1 білий слон · d1 білий ферзь · e1 білий король · f1 білий слон · g1 білий кінь · h1 біла тура | a8 чорна тура · b8 чорний кінь · c8 чорний слон · d8 чорний ферзь · e8 чорний король · f8 чорний слон · g8 чорний кінь · h8 чорна тура · a7 чорний пішак · b7 чорний пішак · c7 чорний пішак · e7 чорний пішак · f7 чорний пішак · g7 чорний пішак · h7 чорний пішак · d5 чорний пішак · e4 білий пішак · a2 білий пішак · b2 білий пішак · c2 білий пішак · d2 білий пішак · f2 білий пішак · g2 білий пішак · h2 білий пішак · a1 біла тура · b1 білий кінь · c1 білий слон · d1 білий ферзь · e1 білий король · f1 білий слон · g1 білий кінь · h1 біла тура | a8 чорна тура · b8 чорний кінь · c8 чорний слон · d8 чорний ферзь · e8 чорний король · f8 чорний слон · g8 чорний кінь · h8 чорна тура · a7 чорний пішак · b7 чорний пішак · c7 чорний пішак · e7 чорний пішак · f7 чорний пішак · g7 чорний пішак · h7 чорний пішак · d5 чорний пішак · e4 білий пішак · a2 білий пішак · b2 білий пішак · c2 білий пішак · d2 білий пішак · f2 білий пішак · g2 білий пішак · h2 білий пішак · a1 біла тура · b1 білий кінь · c1 білий слон · d1 білий ферзь · e1 білий король · f1 білий слон · g1 білий кінь · h1 біла тура | a8 чорна тура · b8 чорний кінь · c8 чорний слон · d8 чорний ферзь · e8 чорний король · f8 чорний слон · g8 чорний кінь · h8 чорна тура · a7 чорний пішак · b7 чорний пішак · c7 чорний пішак · e7 чорний пішак · f7 чорний пішак · g7 чорний пішак · h7 чорний пішак · d5 чорний пішак · e4 білий пішак · a2 білий пішак · b2 білий пішак · c2 білий пішак · d2 білий пішак · f2 білий пішак · g2 білий пішак · h2 білий пішак · a1 біла тура · b1 білий кінь · c1 білий слон · d1 білий ферзь · e1 білий король · f1 білий слон · g1 білий кінь · h1 біла тура | a8 чорна тура · b8 чорний кінь · c8 чорний слон · d8 чорний ферзь · e8 чорний король · f8 чорний слон · g8 чорний кінь · h8 чорна тура · a7 чорний пішак · b7 чорний пішак · c7 чорний пішак · e7 чорний пішак · f7 чорний пішак · g7 чорний пішак · h7 чорний пішак · d5 чорний пішак · e4 білий пішак · a2 білий пішак · b2 білий пішак · c2 білий пішак · d2 білий пішак · f2 білий пішак · g2 білий пішак · h2 білий пішак · a1 біла тура · b1 білий кінь · c1 білий слон · d1 білий ферзь · e1 білий король · f1 білий слон · g1 білий кінь · h1 біла тура | 7 |
| 6 | a8 чорна тура · b8 чорний кінь · c8 чорний слон · d8 чорний ферзь · e8 чорний король · f8 чорний слон · g8 чорний кінь · h8 чорна тура · a7 чорний пішак · b7 чорний пішак · c7 чорний пішак · e7 чорний пішак · f7 чорний пішак · g7 чорний пішак · h7 чорний пішак · d5 чорний пішак · e4 білий пішак · a2 білий пішак · b2 білий пішак · c2 білий пішак · d2 білий пішак · f2 білий пішак · g2 білий пішак · h2 білий пішак · a1 біла тура · b1 білий кінь · c1 білий слон · d1 білий ферзь · e1 білий король · f1 білий слон · g1 білий кінь · h1 біла тура | a8 чорна тура · b8 чорний кінь · c8 чорний слон · d8 чорний ферзь · e8 чорний король · f8 чорний слон · g8 чорний кінь · h8 чорна тура · a7 чорний пішак · b7 чорний пішак · c7 чорний пішак · e7 чорний пішак · f7 чорний пішак · g7 чорний пішак · h7 чорний пішак · d5 чорний пішак · e4 білий пішак · a2 білий пішак · b2 білий пішак · c2 білий пішак · d2 білий пішак · f2 білий пішак · g2 білий пішак · h2 білий пішак · a1 біла тура · b1 білий кінь · c1 білий слон · d1 білий ферзь · e1 білий король · f1 білий слон · g1 білий кінь · h1 біла тура | a8 чорна тура · b8 чорний кінь · c8 чорний слон · d8 чорний ферзь · e8 чорний король · f8 чорний слон · g8 чорний кінь · h8 чорна тура · a7 чорний пішак · b7 чорний пішак · c7 чорний пішак · e7 чорний пішак · f7 чорний пішак · g7 чорний пішак · h7 чорний пішак · d5 чорний пішак · e4 білий пішак · a2 білий пішак · b2 білий пішак · c2 білий пішак · d2 білий пішак · f2 білий пішак · g2 білий пішак · h2 білий пішак · a1 біла тура · b1 білий кінь · c1 білий слон · d1 білий ферзь · e1 білий король · f1 білий слон · g1 білий кінь · h1 біла тура | a8 чорна тура · b8 чорний кінь · c8 чорний слон · d8 чорний ферзь · e8 чорний король · f8 чорний слон · g8 чорний кінь · h8 чорна тура · a7 чорний пішак · b7 чорний пішак · c7 чорний пішак · e7 чорний пішак · f7 чорний пішак · g7 чорний пішак · h7 чорний пішак · d5 чорний пішак · e4 білий пішак · a2 білий пішак · b2 білий пішак · c2 білий пішак · d2 білий пішак · f2 білий пішак · g2 білий пішак · h2 білий пішак · a1 біла тура · b1 білий кінь · c1 білий слон · d1 білий ферзь · e1 білий король · f1 білий слон · g1 білий кінь · h1 біла тура | a8 чорна тура · b8 чорний кінь · c8 чорний слон · d8 чорний ферзь · e8 чорний король · f8 чорний слон · g8 чорний кінь · h8 чорна тура · a7 чорний пішак · b7 чорний пішак · c7 чорний пішак · e7 чорний пішак · f7 чорний пішак · g7 чорний пішак · h7 чорний пішак · d5 чорний пішак · e4 білий пішак · a2 білий пішак · b2 білий пішак · c2 білий пішак · d2 білий пішак · f2 білий пішак · g2 білий пішак · h2 білий пішак · a1 біла тура · b1 білий кінь · c1 білий слон · d1 білий ферзь · e1 білий король · f1 білий слон · g1 білий кінь · h1 біла тура | a8 чорна тура · b8 чорний кінь · c8 чорний слон · d8 чорний ферзь · e8 чорний король · f8 чорний слон · g8 чорний кінь · h8 чорна тура · a7 чорний пішак · b7 чорний пішак · c7 чорний пішак · e7 чорний пішак · f7 чорний пішак · g7 чорний пішак · h7 чорний пішак · d5 чорний пішак · e4 білий пішак · a2 білий пішак · b2 білий пішак · c2 білий пішак · d2 білий пішак · f2 білий пішак · g2 білий пішак · h2 білий пішак · a1 біла тура · b1 білий кінь · c1 білий слон · d1 білий ферзь · e1 білий король · f1 білий слон · g1 білий кінь · h1 біла тура | a8 чорна тура · b8 чорний кінь · c8 чорний слон · d8 чорний ферзь · e8 чорний король · f8 чорний слон · g8 чорний кінь · h8 чорна тура · a7 чорний пішак · b7 чорний пішак · c7 чорний пішак · e7 чорний пішак · f7 чорний пішак · g7 чорний пішак · h7 чорний пішак · d5 чорний пішак · e4 білий пішак · a2 білий пішак · b2 білий пішак · c2 білий пішак · d2 білий пішак · f2 білий пішак · g2 білий пішак · h2 білий пішак · a1 біла тура · b1 білий кінь · c1 білий слон · d1 білий ферзь · e1 білий король · f1 білий слон · g1 білий кінь · h1 біла тура | a8 чорна тура · b8 чорний кінь · c8 чорний слон · d8 чорний ферзь · e8 чорний король · f8 чорний слон · g8 чорний кінь · h8 чорна тура · a7 чорний пішак · b7 чорний пішак · c7 чорний пішак · e7 чорний пішак · f7 чорний пішак · g7 чорний пішак · h7 чорний пішак · d5 чорний пішак · e4 білий пішак · a2 білий пішак · b2 білий пішак · c2 білий пішак · d2 білий пішак · f2 білий пішак · g2 білий пішак · h2 білий пішак · a1 біла тура · b1 білий кінь · c1 білий слон · d1 білий ферзь · e1 білий король · f1 білий слон · g1 білий кінь · h1 біла тура | 6 |
| 5 | a8 чорна тура · b8 чорний кінь · c8 чорний слон · d8 чорний ферзь · e8 чорний король · f8 чорний слон · g8 чорний кінь · h8 чорна тура · a7 чорний пішак · b7 чорний пішак · c7 чорний пішак · e7 чорний пішак · f7 чорний пішак · g7 чорний пішак · h7 чорний пішак · d5 чорний пішак · e4 білий пішак · a2 білий пішак · b2 білий пішак · c2 білий пішак · d2 білий пішак · f2 білий пішак · g2 білий пішак · h2 білий пішак · a1 біла тура · b1 білий кінь · c1 білий слон · d1 білий ферзь · e1 білий король · f1 білий слон · g1 білий кінь · h1 біла тура | a8 чорна тура · b8 чорний кінь · c8 чорний слон · d8 чорний ферзь · e8 чорний король · f8 чорний слон · g8 чорний кінь · h8 чорна тура · a7 чорний пішак · b7 чорний пішак · c7 чорний пішак · e7 чорний пішак · f7 чорний пішак · g7 чорний пішак · h7 чорний пішак · d5 чорний пішак · e4 білий пішак · a2 білий пішак · b2 білий пішак · c2 білий пішак · d2 білий пішак · f2 білий пішак · g2 білий пішак · h2 білий пішак · a1 біла тура · b1 білий кінь · c1 білий слон · d1 білий ферзь · e1 білий король · f1 білий слон · g1 білий кінь · h1 біла тура | a8 чорна тура · b8 чорний кінь · c8 чорний слон · d8 чорний ферзь · e8 чорний король · f8 чорний слон · g8 чорний кінь · h8 чорна тура · a7 чорний пішак · b7 чорний пішак · c7 чорний пішак · e7 чорний пішак · f7 чорний пішак · g7 чорний пішак · h7 чорний пішак · d5 чорний пішак · e4 білий пішак · a2 білий пішак · b2 білий пішак · c2 білий пішак · d2 білий пішак · f2 білий пішак · g2 білий пішак · h2 білий пішак · a1 біла тура · b1 білий кінь · c1 білий слон · d1 білий ферзь · e1 білий король · f1 білий слон · g1 білий кінь · h1 біла тура | a8 чорна тура · b8 чорний кінь · c8 чорний слон · d8 чорний ферзь · e8 чорний король · f8 чорний слон · g8 чорний кінь · h8 чорна тура · a7 чорний пішак · b7 чорний пішак · c7 чорний пішак · e7 чорний пішак · f7 чорний пішак · g7 чорний пішак · h7 чорний пішак · d5 чорний пішак · e4 білий пішак · a2 білий пішак · b2 білий пішак · c2 білий пішак · d2 білий пішак · f2 білий пішак · g2 білий пішак · h2 білий пішак · a1 біла тура · b1 білий кінь · c1 білий слон · d1 білий ферзь · e1 білий король · f1 білий слон · g1 білий кінь · h1 біла тура | a8 чорна тура · b8 чорний кінь · c8 чорний слон · d8 чорний ферзь · e8 чорний король · f8 чорний слон · g8 чорний кінь · h8 чорна тура · a7 чорний пішак · b7 чорний пішак · c7 чорний пішак · e7 чорний пішак · f7 чорний пішак · g7 чорний пішак · h7 чорний пішак · d5 чорний пішак · e4 білий пішак · a2 білий пішак · b2 білий пішак · c2 білий пішак · d2 білий пішак · f2 білий пішак · g2 білий пішак · h2 білий пішак · a1 біла тура · b1 білий кінь · c1 білий слон · d1 білий ферзь · e1 білий король · f1 білий слон · g1 білий кінь · h1 біла тура | a8 чорна тура · b8 чорний кінь · c8 чорний слон · d8 чорний ферзь · e8 чорний король · f8 чорний слон · g8 чорний кінь · h8 чорна тура · a7 чорний пішак · b7 чорний пішак · c7 чорний пішак · e7 чорний пішак · f7 чорний пішак · g7 чорний пішак · h7 чорний пішак · d5 чорний пішак · e4 білий пішак · a2 білий пішак · b2 білий пішак · c2 білий пішак · d2 білий пішак · f2 білий пішак · g2 білий пішак · h2 білий пішак · a1 біла тура · b1 білий кінь · c1 білий слон · d1 білий ферзь · e1 білий король · f1 білий слон · g1 білий кінь · h1 біла тура | a8 чорна тура · b8 чорний кінь · c8 чорний слон · d8 чорний ферзь · e8 чорний король · f8 чорний слон · g8 чорний кінь · h8 чорна тура · a7 чорний пішак · b7 чорний пішак · c7 чорний пішак · e7 чорний пішак · f7 чорний пішак · g7 чорний пішак · h7 чорний пішак · d5 чорний пішак · e4 білий пішак · a2 білий пішак · b2 білий пішак · c2 білий пішак · d2 білий пішак · f2 білий пішак · g2 білий пішак · h2 білий пішак · a1 біла тура · b1 білий кінь · c1 білий слон · d1 білий ферзь · e1 білий король · f1 білий слон · g1 білий кінь · h1 біла тура | a8 чорна тура · b8 чорний кінь · c8 чорний слон · d8 чорний ферзь · e8 чорний король · f8 чорний слон · g8 чорний кінь · h8 чорна тура · a7 чорний пішак · b7 чорний пішак · c7 чорний пішак · e7 чорний пішак · f7 чорний пішак · g7 чорний пішак · h7 чорний пішак · d5 чорний пішак · e4 білий пішак · a2 білий пішак · b2 білий пішак · c2 білий пішак · d2 білий пішак · f2 білий пішак · g2 білий пішак · h2 білий пішак · a1 біла тура · b1 білий кінь · c1 білий слон · d1 білий ферзь · e1 білий король · f1 білий слон · g1 білий кінь · h1 біла тура | 5 |
| 4 | a8 чорна тура · b8 чорний кінь · c8 чорний слон · d8 чорний ферзь · e8 чорний король · f8 чорний слон · g8 чорний кінь · h8 чорна тура · a7 чорний пішак · b7 чорний пішак · c7 чорний пішак · e7 чорний пішак · f7 чорний пішак · g7 чорний пішак · h7 чорний пішак · d5 чорний пішак · e4 білий пішак · a2 білий пішак · b2 білий пішак · c2 білий пішак · d2 білий пішак · f2 білий пішак · g2 білий пішак · h2 білий пішак · a1 біла тура · b1 білий кінь · c1 білий слон · d1 білий ферзь · e1 білий король · f1 білий слон · g1 білий кінь · h1 біла тура | a8 чорна тура · b8 чорний кінь · c8 чорний слон · d8 чорний ферзь · e8 чорний король · f8 чорний слон · g8 чорний кінь · h8 чорна тура · a7 чорний пішак · b7 чорний пішак · c7 чорний пішак · e7 чорний пішак · f7 чорний пішак · g7 чорний пішак · h7 чорний пішак · d5 чорний пішак · e4 білий пішак · a2 білий пішак · b2 білий пішак · c2 білий пішак · d2 білий пішак · f2 білий пішак · g2 білий пішак · h2 білий пішак · a1 біла тура · b1 білий кінь · c1 білий слон · d1 білий ферзь · e1 білий король · f1 білий слон · g1 білий кінь · h1 біла тура | a8 чорна тура · b8 чорний кінь · c8 чорний слон · d8 чорний ферзь · e8 чорний король · f8 чорний слон · g8 чорний кінь · h8 чорна тура · a7 чорний пішак · b7 чорний пішак · c7 чорний пішак · e7 чорний пішак · f7 чорний пішак · g7 чорний пішак · h7 чорний пішак · d5 чорний пішак · e4 білий пішак · a2 білий пішак · b2 білий пішак · c2 білий пішак · d2 білий пішак · f2 білий пішак · g2 білий пішак · h2 білий пішак · a1 біла тура · b1 білий кінь · c1 білий слон · d1 білий ферзь · e1 білий король · f1 білий слон · g1 білий кінь · h1 біла тура | a8 чорна тура · b8 чорний кінь · c8 чорний слон · d8 чорний ферзь · e8 чорний король · f8 чорний слон · g8 чорний кінь · h8 чорна тура · a7 чорний пішак · b7 чорний пішак · c7 чорний пішак · e7 чорний пішак · f7 чорний пішак · g7 чорний пішак · h7 чорний пішак · d5 чорний пішак · e4 білий пішак · a2 білий пішак · b2 білий пішак · c2 білий пішак · d2 білий пішак · f2 білий пішак · g2 білий пішак · h2 білий пішак · a1 біла тура · b1 білий кінь · c1 білий слон · d1 білий ферзь · e1 білий король · f1 білий слон · g1 білий кінь · h1 біла тура | a8 чорна тура · b8 чорний кінь · c8 чорний слон · d8 чорний ферзь · e8 чорний король · f8 чорний слон · g8 чорний кінь · h8 чорна тура · a7 чорний пішак · b7 чорний пішак · c7 чорний пішак · e7 чорний пішак · f7 чорний пішак · g7 чорний пішак · h7 чорний пішак · d5 чорний пішак · e4 білий пішак · a2 білий пішак · b2 білий пішак · c2 білий пішак · d2 білий пішак · f2 білий пішак · g2 білий пішак · h2 білий пішак · a1 біла тура · b1 білий кінь · c1 білий слон · d1 білий ферзь · e1 білий король · f1 білий слон · g1 білий кінь · h1 біла тура | a8 чорна тура · b8 чорний кінь · c8 чорний слон · d8 чорний ферзь · e8 чорний король · f8 чорний слон · g8 чорний кінь · h8 чорна тура · a7 чорний пішак · b7 чорний пішак · c7 чорний пішак · e7 чорний пішак · f7 чорний пішак · g7 чорний пішак · h7 чорний пішак · d5 чорний пішак · e4 білий пішак · a2 білий пішак · b2 білий пішак · c2 білий пішак · d2 білий пішак · f2 білий пішак · g2 білий пішак · h2 білий пішак · a1 біла тура · b1 білий кінь · c1 білий слон · d1 білий ферзь · e1 білий король · f1 білий слон · g1 білий кінь · h1 біла тура | a8 чорна тура · b8 чорний кінь · c8 чорний слон · d8 чорний ферзь · e8 чорний король · f8 чорний слон · g8 чорний кінь · h8 чорна тура · a7 чорний пішак · b7 чорний пішак · c7 чорний пішак · e7 чорний пішак · f7 чорний пішак · g7 чорний пішак · h7 чорний пішак · d5 чорний пішак · e4 білий пішак · a2 білий пішак · b2 білий пішак · c2 білий пішак · d2 білий пішак · f2 білий пішак · g2 білий пішак · h2 білий пішак · a1 біла тура · b1 білий кінь · c1 білий слон · d1 білий ферзь · e1 білий король · f1 білий слон · g1 білий кінь · h1 біла тура | a8 чорна тура · b8 чорний кінь · c8 чорний слон · d8 чорний ферзь · e8 чорний король · f8 чорний слон · g8 чорний кінь · h8 чорна тура · a7 чорний пішак · b7 чорний пішак · c7 чорний пішак · e7 чорний пішак · f7 чорний пішак · g7 чорний пішак · h7 чорний пішак · d5 чорний пішак · e4 білий пішак · a2 білий пішак · b2 білий пішак · c2 білий пішак · d2 білий пішак · f2 білий пішак · g2 білий пішак · h2 білий пішак · a1 біла тура · b1 білий кінь · c1 білий слон · d1 білий ферзь · e1 білий король · f1 білий слон · g1 білий кінь · h1 біла тура | 4 |
| 3 | a8 чорна тура · b8 чорний кінь · c8 чорний слон · d8 чорний ферзь · e8 чорний король · f8 чорний слон · g8 чорний кінь · h8 чорна тура · a7 чорний пішак · b7 чорний пішак · c7 чорний пішак · e7 чорний пішак · f7 чорний пішак · g7 чорний пішак · h7 чорний пішак · d5 чорний пішак · e4 білий пішак · a2 білий пішак · b2 білий пішак · c2 білий пішак · d2 білий пішак · f2 білий пішак · g2 білий пішак · h2 білий пішак · a1 біла тура · b1 білий кінь · c1 білий слон · d1 білий ферзь · e1 білий король · f1 білий слон · g1 білий кінь · h1 біла тура | a8 чорна тура · b8 чорний кінь · c8 чорний слон · d8 чорний ферзь · e8 чорний король · f8 чорний слон · g8 чорний кінь · h8 чорна тура · a7 чорний пішак · b7 чорний пішак · c7 чорний пішак · e7 чорний пішак · f7 чорний пішак · g7 чорний пішак · h7 чорний пішак · d5 чорний пішак · e4 білий пішак · a2 білий пішак · b2 білий пішак · c2 білий пішак · d2 білий пішак · f2 білий пішак · g2 білий пішак · h2 білий пішак · a1 біла тура · b1 білий кінь · c1 білий слон · d1 білий ферзь · e1 білий король · f1 білий слон · g1 білий кінь · h1 біла тура | a8 чорна тура · b8 чорний кінь · c8 чорний слон · d8 чорний ферзь · e8 чорний король · f8 чорний слон · g8 чорний кінь · h8 чорна тура · a7 чорний пішак · b7 чорний пішак · c7 чорний пішак · e7 чорний пішак · f7 чорний пішак · g7 чорний пішак · h7 чорний пішак · d5 чорний пішак · e4 білий пішак · a2 білий пішак · b2 білий пішак · c2 білий пішак · d2 білий пішак · f2 білий пішак · g2 білий пішак · h2 білий пішак · a1 біла тура · b1 білий кінь · c1 білий слон · d1 білий ферзь · e1 білий король · f1 білий слон · g1 білий кінь · h1 біла тура | a8 чорна тура · b8 чорний кінь · c8 чорний слон · d8 чорний ферзь · e8 чорний король · f8 чорний слон · g8 чорний кінь · h8 чорна тура · a7 чорний пішак · b7 чорний пішак · c7 чорний пішак · e7 чорний пішак · f7 чорний пішак · g7 чорний пішак · h7 чорний пішак · d5 чорний пішак · e4 білий пішак · a2 білий пішак · b2 білий пішак · c2 білий пішак · d2 білий пішак · f2 білий пішак · g2 білий пішак · h2 білий пішак · a1 біла тура · b1 білий кінь · c1 білий слон · d1 білий ферзь · e1 білий король · f1 білий слон · g1 білий кінь · h1 біла тура | a8 чорна тура · b8 чорний кінь · c8 чорний слон · d8 чорний ферзь · e8 чорний король · f8 чорний слон · g8 чорний кінь · h8 чорна тура · a7 чорний пішак · b7 чорний пішак · c7 чорний пішак · e7 чорний пішак · f7 чорний пішак · g7 чорний пішак · h7 чорний пішак · d5 чорний пішак · e4 білий пішак · a2 білий пішак · b2 білий пішак · c2 білий пішак · d2 білий пішак · f2 білий пішак · g2 білий пішак · h2 білий пішак · a1 біла тура · b1 білий кінь · c1 білий слон · d1 білий ферзь · e1 білий король · f1 білий слон · g1 білий кінь · h1 біла тура | a8 чорна тура · b8 чорний кінь · c8 чорний слон · d8 чорний ферзь · e8 чорний король · f8 чорний слон · g8 чорний кінь · h8 чорна тура · a7 чорний пішак · b7 чорний пішак · c7 чорний пішак · e7 чорний пішак · f7 чорний пішак · g7 чорний пішак · h7 чорний пішак · d5 чорний пішак · e4 білий пішак · a2 білий пішак · b2 білий пішак · c2 білий пішак · d2 білий пішак · f2 білий пішак · g2 білий пішак · h2 білий пішак · a1 біла тура · b1 білий кінь · c1 білий слон · d1 білий ферзь · e1 білий король · f1 білий слон · g1 білий кінь · h1 біла тура | a8 чорна тура · b8 чорний кінь · c8 чорний слон · d8 чорний ферзь · e8 чорний король · f8 чорний слон · g8 чорний кінь · h8 чорна тура · a7 чорний пішак · b7 чорний пішак · c7 чорний пішак · e7 чорний пішак · f7 чорний пішак · g7 чорний пішак · h7 чорний пішак · d5 чорний пішак · e4 білий пішак · a2 білий пішак · b2 білий пішак · c2 білий пішак · d2 білий пішак · f2 білий пішак · g2 білий пішак · h2 білий пішак · a1 біла тура · b1 білий кінь · c1 білий слон · d1 білий ферзь · e1 білий король · f1 білий слон · g1 білий кінь · h1 біла тура | a8 чорна тура · b8 чорний кінь · c8 чорний слон · d8 чорний ферзь · e8 чорний король · f8 чорний слон · g8 чорний кінь · h8 чорна тура · a7 чорний пішак · b7 чорний пішак · c7 чорний пішак · e7 чорний пішак · f7 чорний пішак · g7 чорний пішак · h7 чорний пішак · d5 чорний пішак · e4 білий пішак · a2 білий пішак · b2 білий пішак · c2 білий пішак · d2 білий пішак · f2 білий пішак · g2 білий пішак · h2 білий пішак · a1 біла тура · b1 білий кінь · c1 білий слон · d1 білий ферзь · e1 білий король · f1 білий слон · g1 білий кінь · h1 біла тура | 3 |
| 2 | a8 чорна тура · b8 чорний кінь · c8 чорний слон · d8 чорний ферзь · e8 чорний король · f8 чорний слон · g8 чорний кінь · h8 чорна тура · a7 чорний пішак · b7 чорний пішак · c7 чорний пішак · e7 чорний пішак · f7 чорний пішак · g7 чорний пішак · h7 чорний пішак · d5 чорний пішак · e4 білий пішак · a2 білий пішак · b2 білий пішак · c2 білий пішак · d2 білий пішак · f2 білий пішак · g2 білий пішак · h2 білий пішак · a1 біла тура · b1 білий кінь · c1 білий слон · d1 білий ферзь · e1 білий король · f1 білий слон · g1 білий кінь · h1 біла тура | a8 чорна тура · b8 чорний кінь · c8 чорний слон · d8 чорний ферзь · e8 чорний король · f8 чорний слон · g8 чорний кінь · h8 чорна тура · a7 чорний пішак · b7 чорний пішак · c7 чорний пішак · e7 чорний пішак · f7 чорний пішак · g7 чорний пішак · h7 чорний пішак · d5 чорний пішак · e4 білий пішак · a2 білий пішак · b2 білий пішак · c2 білий пішак · d2 білий пішак · f2 білий пішак · g2 білий пішак · h2 білий пішак · a1 біла тура · b1 білий кінь · c1 білий слон · d1 білий ферзь · e1 білий король · f1 білий слон · g1 білий кінь · h1 біла тура | a8 чорна тура · b8 чорний кінь · c8 чорний слон · d8 чорний ферзь · e8 чорний король · f8 чорний слон · g8 чорний кінь · h8 чорна тура · a7 чорний пішак · b7 чорний пішак · c7 чорний пішак · e7 чорний пішак · f7 чорний пішак · g7 чорний пішак · h7 чорний пішак · d5 чорний пішак · e4 білий пішак · a2 білий пішак · b2 білий пішак · c2 білий пішак · d2 білий пішак · f2 білий пішак · g2 білий пішак · h2 білий пішак · a1 біла тура · b1 білий кінь · c1 білий слон · d1 білий ферзь · e1 білий король · f1 білий слон · g1 білий кінь · h1 біла тура | a8 чорна тура · b8 чорний кінь · c8 чорний слон · d8 чорний ферзь · e8 чорний король · f8 чорний слон · g8 чорний кінь · h8 чорна тура · a7 чорний пішак · b7 чорний пішак · c7 чорний пішак · e7 чорний пішак · f7 чорний пішак · g7 чорний пішак · h7 чорний пішак · d5 чорний пішак · e4 білий пішак · a2 білий пішак · b2 білий пішак · c2 білий пішак · d2 білий пішак · f2 білий пішак · g2 білий пішак · h2 білий пішак · a1 біла тура · b1 білий кінь · c1 білий слон · d1 білий ферзь · e1 білий король · f1 білий слон · g1 білий кінь · h1 біла тура | a8 чорна тура · b8 чорний кінь · c8 чорний слон · d8 чорний ферзь · e8 чорний король · f8 чорний слон · g8 чорний кінь · h8 чорна тура · a7 чорний пішак · b7 чорний пішак · c7 чорний пішак · e7 чорний пішак · f7 чорний пішак · g7 чорний пішак · h7 чорний пішак · d5 чорний пішак · e4 білий пішак · a2 білий пішак · b2 білий пішак · c2 білий пішак · d2 білий пішак · f2 білий пішак · g2 білий пішак · h2 білий пішак · a1 біла тура · b1 білий кінь · c1 білий слон · d1 білий ферзь · e1 білий король · f1 білий слон · g1 білий кінь · h1 біла тура | a8 чорна тура · b8 чорний кінь · c8 чорний слон · d8 чорний ферзь · e8 чорний король · f8 чорний слон · g8 чорний кінь · h8 чорна тура · a7 чорний пішак · b7 чорний пішак · c7 чорний пішак · e7 чорний пішак · f7 чорний пішак · g7 чорний пішак · h7 чорний пішак · d5 чорний пішак · e4 білий пішак · a2 білий пішак · b2 білий пішак · c2 білий пішак · d2 білий пішак · f2 білий пішак · g2 білий пішак · h2 білий пішак · a1 біла тура · b1 білий кінь · c1 білий слон · d1 білий ферзь · e1 білий король · f1 білий слон · g1 білий кінь · h1 біла тура | a8 чорна тура · b8 чорний кінь · c8 чорний слон · d8 чорний ферзь · e8 чорний король · f8 чорний слон · g8 чорний кінь · h8 чорна тура · a7 чорний пішак · b7 чорний пішак · c7 чорний пішак · e7 чорний пішак · f7 чорний пішак · g7 чорний пішак · h7 чорний пішак · d5 чорний пішак · e4 білий пішак · a2 білий пішак · b2 білий пішак · c2 білий пішак · d2 білий пішак · f2 білий пішак · g2 білий пішак · h2 білий пішак · a1 біла тура · b1 білий кінь · c1 білий слон · d1 білий ферзь · e1 білий король · f1 білий слон · g1 білий кінь · h1 біла тура | a8 чорна тура · b8 чорний кінь · c8 чорний слон · d8 чорний ферзь · e8 чорний король · f8 чорний слон · g8 чорний кінь · h8 чорна тура · a7 чорний пішак · b7 чорний пішак · c7 чорний пішак · e7 чорний пішак · f7 чорний пішак · g7 чорний пішак · h7 чорний пішак · d5 чорний пішак · e4 білий пішак · a2 білий пішак · b2 білий пішак · c2 білий пішак · d2 білий пішак · f2 білий пішак · g2 білий пішак · h2 білий пішак · a1 біла тура · b1 білий кінь · c1 білий слон · d1 білий ферзь · e1 білий король · f1 білий слон · g1 білий кінь · h1 біла тура | 2 |
| 1 | a8 чорна тура · b8 чорний кінь · c8 чорний слон · d8 чорний ферзь · e8 чорний король · f8 чорний слон · g8 чорний кінь · h8 чорна тура · a7 чорний пішак · b7 чорний пішак · c7 чорний пішак · e7 чорний пішак · f7 чорний пішак · g7 чорний пішак · h7 чорний пішак · d5 чорний пішак · e4 білий пішак · a2 білий пішак · b2 білий пішак · c2 білий пішак · d2 білий пішак · f2 білий пішак · g2 білий пішак · h2 білий пішак · a1 біла тура · b1 білий кінь · c1 білий слон · d1 білий ферзь · e1 білий король · f1 білий слон · g1 білий кінь · h1 біла тура | a8 чорна тура · b8 чорний кінь · c8 чорний слон · d8 чорний ферзь · e8 чорний король · f8 чорний слон · g8 чорний кінь · h8 чорна тура · a7 чорний пішак · b7 чорний пішак · c7 чорний пішак · e7 чорний пішак · f7 чорний пішак · g7 чорний пішак · h7 чорний пішак · d5 чорний пішак · e4 білий пішак · a2 білий пішак · b2 білий пішак · c2 білий пішак · d2 білий пішак · f2 білий пішак · g2 білий пішак · h2 білий пішак · a1 біла тура · b1 білий кінь · c1 білий слон · d1 білий ферзь · e1 білий король · f1 білий слон · g1 білий кінь · h1 біла тура | a8 чорна тура · b8 чорний кінь · c8 чорний слон · d8 чорний ферзь · e8 чорний король · f8 чорний слон · g8 чорний кінь · h8 чорна тура · a7 чорний пішак · b7 чорний пішак · c7 чорний пішак · e7 чорний пішак · f7 чорний пішак · g7 чорний пішак · h7 чорний пішак · d5 чорний пішак · e4 білий пішак · a2 білий пішак · b2 білий пішак · c2 білий пішак · d2 білий пішак · f2 білий пішак · g2 білий пішак · h2 білий пішак · a1 біла тура · b1 білий кінь · c1 білий слон · d1 білий ферзь · e1 білий король · f1 білий слон · g1 білий кінь · h1 біла тура | a8 чорна тура · b8 чорний кінь · c8 чорний слон · d8 чорний ферзь · e8 чорний король · f8 чорний слон · g8 чорний кінь · h8 чорна тура · a7 чорний пішак · b7 чорний пішак · c7 чорний пішак · e7 чорний пішак · f7 чорний пішак · g7 чорний пішак · h7 чорний пішак · d5 чорний пішак · e4 білий пішак · a2 білий пішак · b2 білий пішак · c2 білий пішак · d2 білий пішак · f2 білий пішак · g2 білий пішак · h2 білий пішак · a1 біла тура · b1 білий кінь · c1 білий слон · d1 білий ферзь · e1 білий король · f1 білий слон · g1 білий кінь · h1 біла тура | a8 чорна тура · b8 чорний кінь · c8 чорний слон · d8 чорний ферзь · e8 чорний король · f8 чорний слон · g8 чорний кінь · h8 чорна тура · a7 чорний пішак · b7 чорний пішак · c7 чорний пішак · e7 чорний пішак · f7 чорний пішак · g7 чорний пішак · h7 чорний пішак · d5 чорний пішак · e4 білий пішак · a2 білий пішак · b2 білий пішак · c2 білий пішак · d2 білий пішак · f2 білий пішак · g2 білий пішак · h2 білий пішак · a1 біла тура · b1 білий кінь · c1 білий слон · d1 білий ферзь · e1 білий король · f1 білий слон · g1 білий кінь · h1 біла тура | a8 чорна тура · b8 чорний кінь · c8 чорний слон · d8 чорний ферзь · e8 чорний король · f8 чорний слон · g8 чорний кінь · h8 чорна тура · a7 чорний пішак · b7 чорний пішак · c7 чорний пішак · e7 чорний пішак · f7 чорний пішак · g7 чорний пішак · h7 чорний пішак · d5 чорний пішак · e4 білий пішак · a2 білий пішак · b2 білий пішак · c2 білий пішак · d2 білий пішак · f2 білий пішак · g2 білий пішак · h2 білий пішак · a1 біла тура · b1 білий кінь · c1 білий слон · d1 білий ферзь · e1 білий король · f1 білий слон · g1 білий кінь · h1 біла тура | a8 чорна тура · b8 чорний кінь · c8 чорний слон · d8 чорний ферзь · e8 чорний король · f8 чорний слон · g8 чорний кінь · h8 чорна тура · a7 чорний пішак · b7 чорний пішак · c7 чорний пішак · e7 чорний пішак · f7 чорний пішак · g7 чорний пішак · h7 чорний пішак · d5 чорний пішак · e4 білий пішак · a2 білий пішак · b2 білий пішак · c2 білий пішак · d2 білий пішак · f2 білий пішак · g2 білий пішак · h2 білий пішак · a1 біла тура · b1 білий кінь · c1 білий слон · d1 білий ферзь · e1 білий король · f1 білий слон · g1 білий кінь · h1 біла тура | a8 чорна тура · b8 чорний кінь · c8 чорний слон · d8 чорний ферзь · e8 чорний король · f8 чорний слон · g8 чорний кінь · h8 чорна тура · a7 чорний пішак · b7 чорний пішак · c7 чорний пішак · e7 чорний пішак · f7 чорний пішак · g7 чорний пішак · h7 чорний пішак · d5 чорний пішак · e4 білий пішак · a2 білий пішак · b2 білий пішак · c2 білий пішак · d2 білий пішак · f2 білий пішак · g2 білий пішак · h2 білий пішак · a1 біла тура · b1 білий кінь · c1 білий слон · d1 білий ферзь · e1 білий король · f1 білий слон · g1 білий кінь · h1 біла тура | 1 |
|   | a | b | c | d | e | f | g | h |   |

## Список
- 1.e4 a5 Захист кукурудзяного стебла
- 1.e4 a6 Захист Святого Георгія
- 1.e4 Na6 Захист Леммінга
- 1.e4 b5
- 1.e4 b6 Захист Оуена
- 1.e4 c5 Сицилійський захист
- 1.e4 с6 Захист Каро—Канн
- 1.e4 Nc6 Дебют Німцовича
- 1.e4 d5 Скандинавський захист
- 1.e4 d6 2.d4 f5 Захист Балога
- 1.e4 d6 2.d4 Nf6 3.Nc3 c6 Чеський захист
- 1.e4 d6 2.d4 Nf6 3.Nc3 g6 Захист Пірца
- 1.e4 e6 Французький захист
- 1.e4 f5 Захист Фреда
- 1.e4 f6 Захист Барнса
- 1.e4 Nf6 Захист Алехіна
- 1.e4 g5 Дебют Борга
- 1.e4 g6 Сучасний захист
- 1.e4 h5 Захист Голдсміта
- 1.e4 h6 Захист Карра
- 1.e4 Nh6 Захист Адамса